# Histoire de la Macédoine du Nord
Vous lisez un « article de qualité » labellisé en 2011.
Cet article concerne la Macédoine du Nord comprise comme l'État indépendant depuis 1991. Pour les autres régions connues historiquement sous le nom de « Macédoine », voir Histoire de la Macédoine.

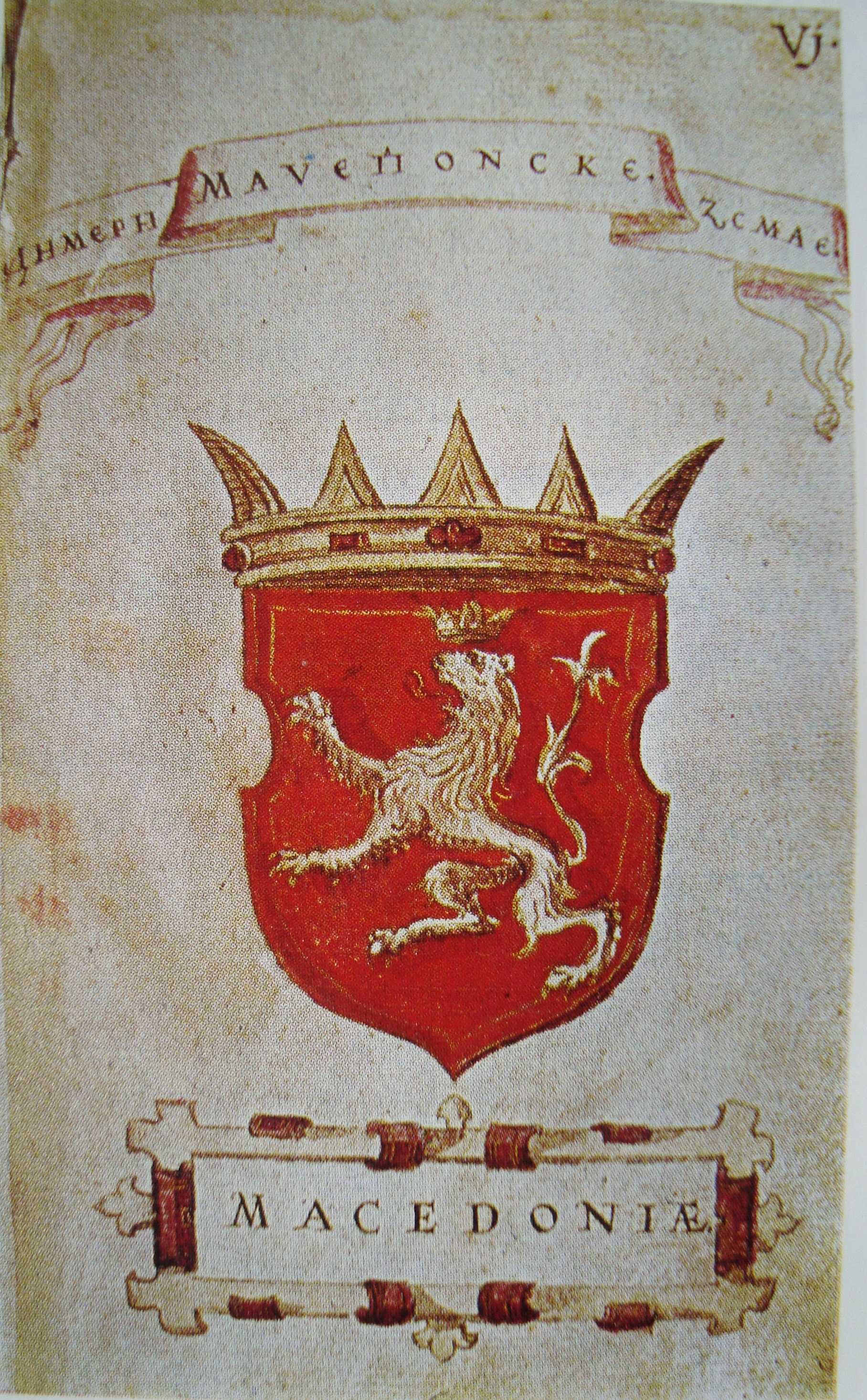
Le « lion rampant » héraldique, armoiries historiques de la Macédoine

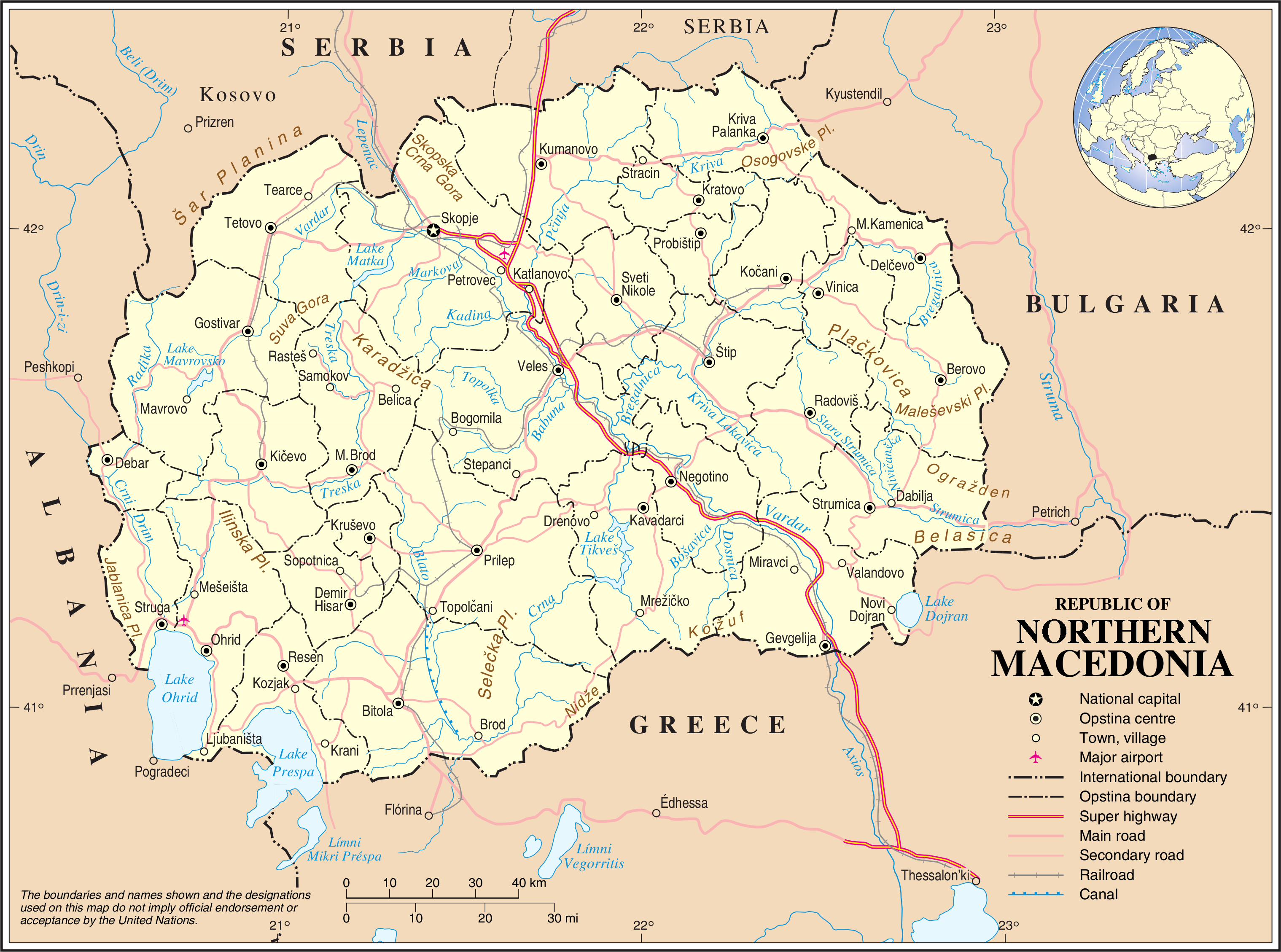
La Macédoine du Nord

L'histoire de la Macédoine du Nord, petit État du sud des Balkans (25 713 km2, environ 2 millions d'habitants), commence, au sens strict, lors de son indépendance vis-à-vis de la république fédérative socialiste de Yougoslavie en 1991. Dans un sens plus large, l'histoire de la « Macédoine », dont traite le présent article, concerne un ensemble géographique et historique bien plus vaste, habité par de nombreux peuples au cours du temps. Le territoire ainsi désigné a maintes fois changé de forme et fut inclus dans divers États successifs. La république actuelle n'occupe que le tiers du royaume antique. Elle regroupe la majorité des Slaves macédoniens, parlant une langue slave, également présente en Bulgarie du sud-ouest (Macédoine du Pirin, vallées de la Mesta et de la Struma) et en Grèce du nord (Macédoine grecque), et linguistiquement proche du bulgare. La Macédoine du Nord abrite aussi des minorités albanaises, latines et tsiganes.
Au sens large, l'histoire du pays commence au VIIe millénaire av. J.-C. pendant le Néolithique : l'être humain se sédentarise alors dans les petites vallées et y fonde les premiers villages. Après une succession de cultures agricoles (Starčevo, Vinča... dont les habitants sont appelés par les auteurs grecs antiques « Pélasges »), arrivent au IIe millénaire av. J.-C. les Indo-européens qui parlent, ici, des langues illyriennes, thraces et macédo-helléniques. Ils introduisent l'usage des métaux, et les premiers États structurés apparaissent à l'âge du fer. Le territoire de la république moderne est alors majoritairement inclus dans les royaumes de Dardanie et de Péonie, monarchies structurées avec des villes fortifiées, partiellement hellénisés. Ces États sont envahis au IVe siècle av. J.-C. par Philippe II de Macédoine et font désormais partie de la Macédoine antique, née dans le nord de la Grèce au IXe siècle av. J.-C. Ce royaume hellénique est à son tour envahi par les Celtes au IIe siècle av. J.-C. et par les Romains au IIe siècle av. J.-C. Ces derniers réorganisent la région et laissent de nombreux monuments et plusieurs grandes villes. La christianisation fait entrer la région dans la civilisation byzantine, à laquelle le pays doit sa tradition orthodoxe.
Les Slaves, ancêtres linguistique de la nation majoritaire en Macédoine du Nord moderne, s'installent au VIIe siècle et forment leurs propres États : d'abord des petits duchés nommés « Sklavinies » (qui se multiplient jusque dans le Péloponnèse), puis de grands royaumes comme la Serbie ou la Bulgarie (qui se substituent à l'autorité de Constantinople). Après avoir été reconquis pour un siècle par les Byzantins au XIe siècle, ces royaumes retrouvent leur indépendance, mais sont envahis au XIVe siècle par les Ottomans, qui conservent toute la Macédoine jusqu'en 1912. Les Ottomans encouragent le développement des villes, où se concentre l'élite économique musulmane, alors que les campagnes, où vivent les chrétiens, sont livrées à la pauvreté, à l'insécurité et à l'exode rural. Cette migration, d'abord vers les montagnes, entraîne l'émergence des haïdouks, hors-la-loi qui luttent contre la puissance ottomane. Cet exode s'oriente ensuite vers les villes et fait naître une première élite économique slave à la fin du XVIIIe siècle. L'Empire ottoman est alors sur le déclin et les peuples des Balkans vivent des renaissances culturelles grecque, albanaise, serbe et bulgare. La région est nettement sous-développée et son identité culturelle est multiethnique : selon les langues, des écoles financées par les Grecs, les Bulgares et les Serbes tentent d'inculquer aux Macédoniens un sentiment d'appartenance à leur pays respectif, afin de pouvoir facilement annexer la région avec l'aide des comitadjis locaux. De grandes organisations de libération voient le jour à la fin du XIXe siècle et en 1903.
En 1912, la Bulgarie, la Grèce et la Serbie, décidées à chasser les Ottomans d'Europe, envahissent (selon les Turcs) ou libèrent (selon les chrétiens) la Macédoine du Nord lors de la première guerre balkanique. La région est partagée en 1913 entre les trois nations victorieuses : la Bulgarie hérite de la partie nord-est, la Grèce récupère les régions du sud autour de Thessalonique, et la Serbie annexe la « Macédoine du Vardar », qui correspond à la république actuelle. Ce découpage est de courte durée : lors de la Première Guerre mondiale, la Bulgarie, ennemie de la Serbie et de la Grèce, annexe toute la Macédoine. Au traité de Neuilly de 1919, le pays entre dans le nouveau royaume des Serbes, Croates et Slovènes qui devient, en 1929, la Yougoslavie. Mais entre-temps, en 1923, le dirigeant bulgare Alexandre Stamboliyski avait signé avec la Yougoslavie le traité de Niš par lequel la Bulgarie s'engage à réprimer les comitadjis macédoniens de l'ORIM (VMRO) qui, s'estimant trahis, cessent d'être pro-bulgares et deviennent indépendantistes.
Dès lors, le peuple macédonien est considéré comme serbe et il faut attendre les lendemains de la Seconde Guerre mondiale pour qu'il soit reconnu comme différent à la fois des Serbes et des Bulgares, et pour que sa langue soit codifiée. Pendant la Seconde Guerre mondiale, la Macédoine redevient bulgare puis ce sont les résistants communistes yougoslaves qui libèrent le pays. Ils proclament en 1944 la république socialiste de Macédoine, l'une des six républiques constituantes de la Yougoslavie communiste de Josip Broz Tito. La Macédoine reste la plus pauvre de ces républiques et le système fédéral yougoslave lui octroie des aides pour lui permettre de s'industrialiser et de renouveler ses infrastructures.
Lors de la dislocation de la Yougoslavie en 1991, la « république de Macédoine », contrairement aux autres républiques, échappe aux guerres de Yougoslavie et acquiert pacifiquement son indépendance. Mais les dirigeants ex-yougoslaves macédoniens doivent faire face aux revendications unionistes de certaines forces pro-bulgares (VMRO - Mouvement national bulgare), à l'irrédentisme de certains Albanais à l'ouest (un quart de la population) et aux contestations grecques concernant le nom du pays, car la Grèce leur reproche, en employant le nom de « Macédoine », d'usurper son patrimoine historique — question qui ne sera réglée qu'en 2019. Ils promeuvent alors la construction d'une identité locale basée sur la mise en exergue des différences avec les voisins bulgares, sur la position pro-Alliée du pays (en tant que partie de la Serbie puis de la Yougoslavie) pendant les deux guerres mondiales et, malgré les protestations grecques, sur une appropriation du passé antique pré-slave du pays, avec l'adoption comme symbole du « soleil de Vergina » à la place du « lion rampant » partagé avec la Bulgarie. S'ensuivent des sanctions économiques et diplomatiques qui durent jusqu'en 1995 et qui empêchent l'accession de la république aux organisations internationales. La transition du système communiste à l'économie de marché est difficile et un conflit ethnique entre Albanais et Slaves a lieu en 2001 ; il permet aux premiers de gagner quelques droits sur le plan linguistique. La Macédoine du Nord, soucieuse de devenir un État sur le modèle occidental, est aujourd'hui candidate à l'adhésion à l'Union européenne et fut admise à l'OTAN en 2020.

## La Macédoine avant les Slaves (avant 500)

### Néolithique

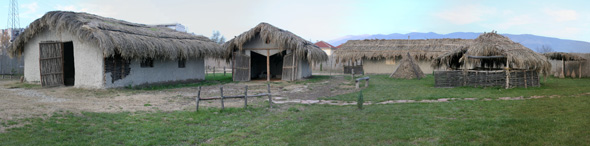
Reconstitution du village de Tumba Madžari

Le territoire de l'actuelle république n'est habité qu'à partir du Néolithique. Pourtant, sa situation géographique est propice à l'installation humaine puisque la région compte des rivières parcourant des vallées fertiles et des lacs. Ainsi, les vallées du Vardar, de la Stroumitsa et de la Strouma furent des axes importants pour les mouvements de population. La Macédoine du Nord a notamment joué un grand rôle dans les échanges entre les sphères culturelles de la mer Égée, de l'Anatolie et de l'Europe centrale. L'axe majeur, celui du fleuve Vardar, est toutefois entrecoupé par deux obstacles naturels, les gorges de Taor et celles de Demir.
Les tout premiers habitants connus de la Macédoine du Nord sont sédentaires et connaissent l'agriculture et la poterie. Le site archéologique le plus ancien du pays est Vrchnik, près du village de Tarintsi, dans la municipalité de Karbintsi. Il était habité dès 7000 av. J.-C, des traces d'exploitation agricole ainsi que des haches fines en pierre polie et des pots d'argile y ont été découverts. Ce site, ainsi que celui voisin d'Anzabegovo, ont d'ailleurs donné leur nom à la « culture d'Anzabegovo-Vrchnik », qui se développe de 5300 à 4200 av. J.-C.
La plaine de Pélagonie, au sud-ouest du pays, est aussi connue pour ses quelques sites plus récents appartenant à la « culture de Veloucha-Porodin », où des outils de pierre et d'os et des poteries ornementées, souvent à usage rituel, y ont été retrouvés. Des sites similaires existent dans les environs de la ville d'Ohrid. Cette dernière culture apparaît vers 5500 av. J.-C. Le site de Tumba Madžari, près de Skopje, le plus important de la haute vallée du Vardar, a quant à lui appartenu successivement aux deux cultures. Des figures zoomorphiques et antropomorphiques y ont été retrouvées, ainsi que des autels religieux. Le site fut occupé de 6000 à 4300 av. J.-C. et a connu son apogée de 5800 à 5200 av. J.-C. Les deux cultures, Anzabegovo-Vrchnik et Veloucha-Porodin, se distinguent des autres groupes d'Europe du Sud-Est notamment par l'usage de peinture blanche sur les poteries. Des influences extérieures sont souvent visibles, par exemple thraces à Vrchnik. La région de Skopje possède de son côté de fortes connexions avec les cultures de l'actuelle Serbie : Starčevo, Vinča et Lepenski Vir. La Macédoine du Nord se distingue toutefois par des artéfacts introuvables dans d'autres régions : les statuettes de Magna Mater (« grande-mère » en latin), une figure féminine en argile, souvent parée de bijoux et richement coiffée, fusionnée au toit d'une petite maison. Ces artefacts se trouvent surtout dans les vestiges d'habitation et devaient être vénérés pour apporter la fertilité et protéger le foyer.
- Préhistoire des Balkans

### Protohistoire

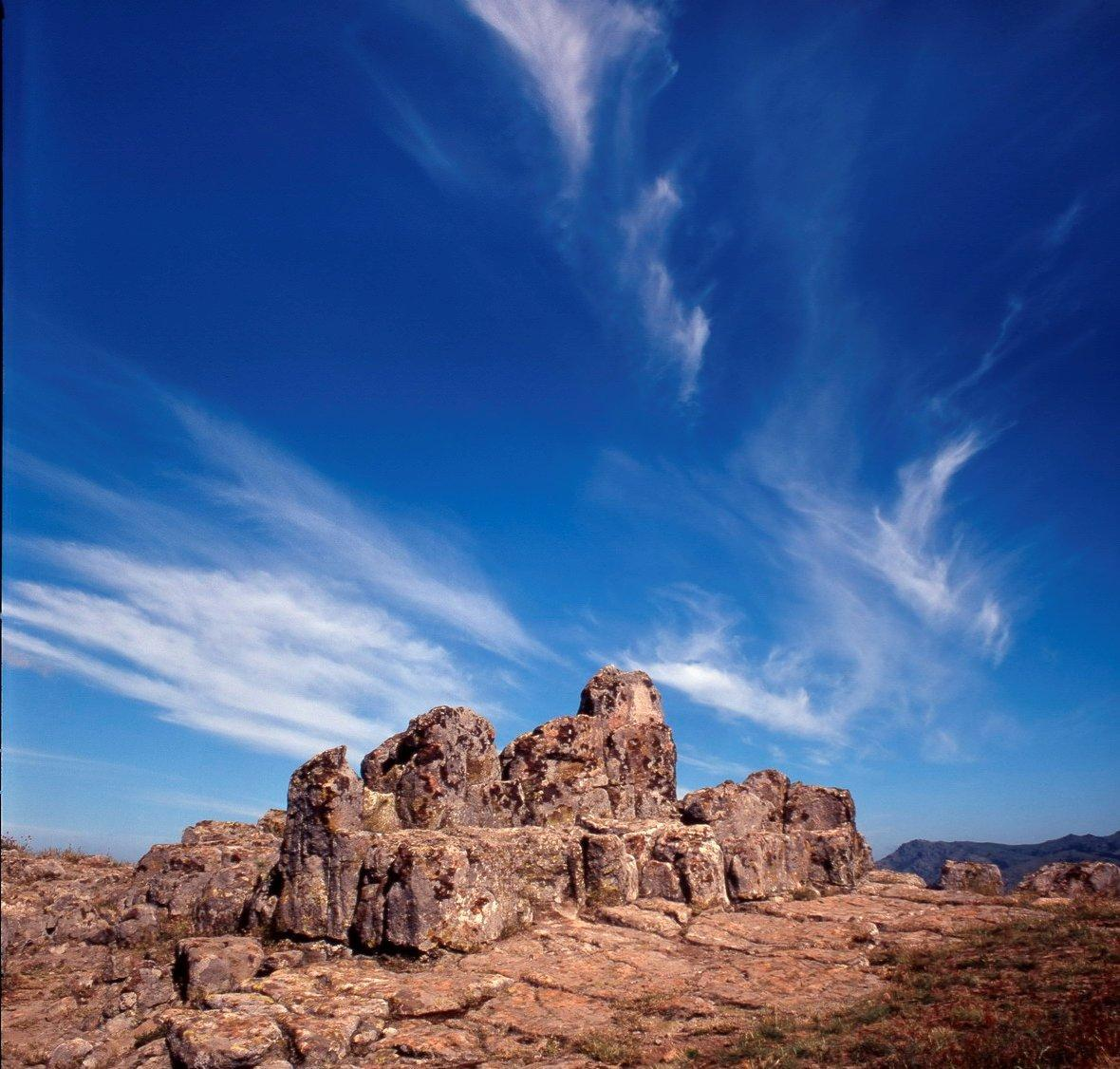
L'observatoire mégalithique de Kokino

Au début du IIe millénaire av. J.-C., et grâce aux contacts avec l'Illyrie adriatique, le territoire entre dans l'âge du bronze. Plusieurs villages de cette période ont été découverts par les archéologues, par exemple à Tsrnobouka, Chouplevats et Bakarno Goumno, près de Veseltchani. Les maisons sont alors construites en pierre et l'artisanat de cette période se distingue par des pots en argile au col cylindrique décorés avec du graphite et la fabrication de figurines humaines assises. Certains villages, comme celui découvert dans l'actuelle forteresse de Skopje, sont construits dans des lieux difficiles d'accès, probablement pour pouvoir se défendre en cas d'attaque. L'observatoire mégalithique de Kokino, construit au début de la période, est toutefois le vestige le plus monumental de l'âge du bronze en Macédoine. Situé près de Kumanovo, dans le nord du pays, il fait 5 000 mètres carrés et c'est, selon la Nasa, le quatrième plus vieil observatoire au monde après Abou Simbel, Stonehenge et Angkor Vat.
Pendant les dernières décades du IIIe millénaire av. J.-C. jusqu'au bronze moyen, et surtout du XIIe au IXe siècle, la région est régulièrement envahie par des tribus indo-européennes, qui rejoignent progressivement les plaines russes et gagnent la Macédoine du Nord en remontant la vallée de la Moravie. Une tribu inconnue traverse également le pays à la même époque et détruit toutes les installations de la vallée du Vardar, qui se trouve sur sa route entre l'Europe centrale et le Moyen-Orient.
La fin de ces mouvements apporte une période de paix et de prospérité, particulièrement visible sur les sites de Kanino, de Radoborska Toumba (près de Mogila) et de Visok Rid. De 1300 à 1200 av. J.-C., la région connaît toutefois de nouvelles invasions. Cette fois-ci, ce sont des tribus de l'Égée qui traversent le pays et des Illyriens, qui, venus de la côte adriatique, s'installent à l'intérieur des Balkans occidentaux. Des tombes illyriennes de cette période se trouvent d'ailleurs dans les régions de Bitola et de Chtip. Peu à peu, les envahisseurs, Égéens comme Indo-européens, s’assimilent aux tribus locales et introduisent l'usage du fer, notamment à Demir Kapija et dans la plaine pélagonienne. Ces tribus commercent notamment avec les nouvelles colonies ioniennes fondées sur la côte adriatique.

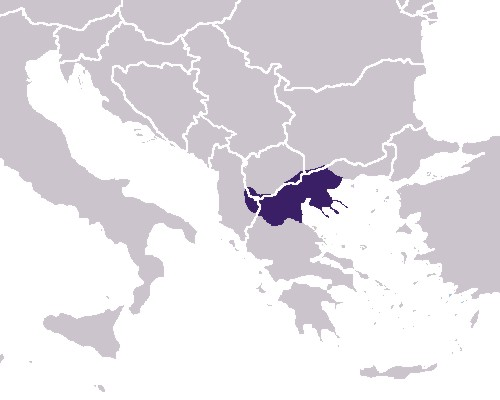
Le royaume de Macédoine avant les conquêtes de Philippe II de Macédoine surimposé aux frontières actuelles

L'âge du fer macédonien commence vers 1200 av. J.-C. et s'achève en 400 av. J.-C. Les éléments les plus caractéristiques de la période sont les tombeaux en pierre ou en céramique peinte. De telles sépultures ont notamment été découvertes dans la nécropole de Demir Kapija, sur le Vardar, dans la partie orientale du pays (environs de Kotchani) et dans la région skopiote. Au début de la période, les tribus qui vivent sur le territoire appartiennent à divers groupes, souvent présents dans d'autres régions des Balkans, comme les Illyriens, les Thraces, les Brigiens, les Édoniens, les Péoniens et les Pélagoniens. Les Thraces sont installés dans le nord, vers la Serbie, les Illyriens, dont descendent les Albanais, se trouvent sur les monts Šar et les Péoniens sont essentiellement dans la vallée du Vardar. Ces peuples, parfois alliés, parfois ennemis, commercent tous avec les cités de Grèce et du royaume de Macédoine. Ce dernier émerge au cours du IXe siècle av. J.-C. et s'étend peu à peu dans la totalité de l'actuelle Macédoine grecque, limité au sud par la mer Égée et le massif du Pinde. Ses limites nord, au niveau du lac Prespa, suivent la frontière sud de l'actuelle Macédoine du Nord.
L'aristocratie tribale gagne de plus en plus de pouvoir et les premiers États se forment lentement. Les tombes princières découvertes à Trebenichta, près d'Ohrid et datées des VIe ou Ve siècles, ainsi que les tumuli de Berantsi, près de Bitola, de Krivi Dol, près de Chtip et de Dabitsi près de Vélès, sont représentatives de cet essor de la noblesse. La nécropole de Trebenichta, où reposent dix hommes avec leurs casques et leurs épées et trois femmes avec leurs bijoux, les visages couverts de masques d'or, est particulièrement riche et montre par ses richesses et ses influences les connexions qui existent entre le monde antique et les tribus macédoniennes. Ainsi, les masques en or rappellent les rites funéraires en usage à Mycènes mille ans plus tôt. Autour d'Ohrid et dans la plaine pélagonienne subsistent toutefois à la même époque quelques tribus beaucoup moins organisées, comme les Pélagoniens et les Lyncestae. Ces groupes, constitués de bergers, sont organisés en petites monarchies et vivent dans des campements provisoires. Ils sont associés aux Molosses de l'Épire, un autre peuple pastoral.

### Antiquité

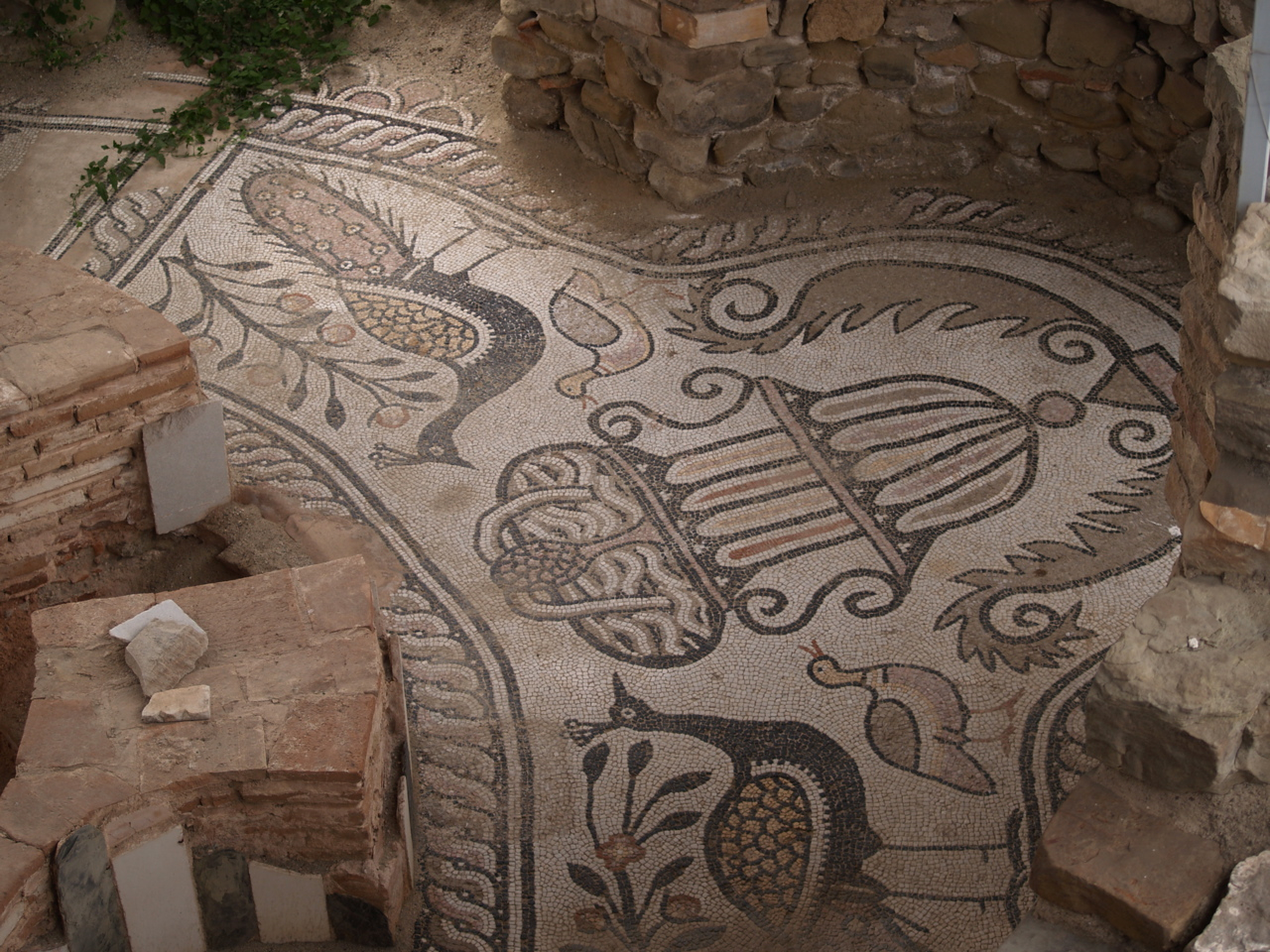
Mosaïque du baptistère de Stobi

À partir du VIe siècle av. J.-C., la région connaît de fortes influences grecques, visibles dans la fabrication des bijoux, de céramique et d'objets en métal. L'or est notamment extrait à Kratovo et dans les vallées de la Bregalnitsa et de la Petsiny. L'argent est quant à lui extrait dans la plaine du Polog. Au même moment, les premières villes fortifiées apparaissent ; elles sont entourées de remparts en pierre sèche. Parmi ces villes se trouvent Stybera (municipalité de Prilep), Alkomenaï (Kruševo), Bryanion (Demir Hisar), Eudarist (Makedonski Brod), Gurbyta (Gradsko), Bylazora (Vélès) et Stenaï.
L'influence grecque fut momentanément freinée lors de l'invasion perse en 490 av. J.-C. puis au cours des IIIe et IIe siècles av. J.-C. lors d'invasions celtes et dardaniennes. Le territoire est alors séparé entre deux États bien distincts : le royaume de Péonie, qui en occupe la quasi-totalité, et le royaume de Dardanie, qui possède la haute vallée du Vardar. La Péonie est un royaume qui s'étend également sur des régions du nord de la Grèce et de l'ouest de la Bulgarie et la Dardanie est un État proche culturellement de l'Illyrie qui regroupe l'actuel Kosovo et des territoires l'avoisinant. La Péonie, bien que fondée sur l'union de tribus illyriennes et thraces, possède une langue distincte. Sa capitale, Astibus, correspond à l'actuelle Chtip.
Sans cesse diminué à cause d'annexions macédoniennes, le royaume de Péonie est définitivement envahi par Philippe II de Macédoine en 358 av. J.-C ; la même année, le roi vainc également les Dardaniens. Son fils, Alexandre le Grand, entreprend en 335 av. J.-C. une expédition à travers la Dardanie et la Thrace. Victorieux, il atteint la même année la vallée du Danube. Après la mort d'Alexandre, le royaume de Macédoine est impliqué dans les guerres des Diadoques, plusieurs dynasties s'en disputant le contrôle. À partir de la fin du IIIe siècle av. J.-C., il se heurte à l'Empire romain au cours de plusieurs guerres, de 214 à 205, de 200 à 197, de 171 à 168 et de 149 à 148. Le royaume est définitivement vaincu et disparait en 168 av. J.-C., après la défaite du roi Persée.
La province romaine de Macédoine est créée en 148 av. J.-C. après une ultime révolte menée par Andriskos et les Romains fondent de nombreuses garnisons, notamment le long du Vardar. Ils divisent la Macédoine en quatre unités administratives, les merides.. La Péonie continue d'exister en tant qu'ensemble administratif puisqu'elle correspond aux deuxième et troisième merides. L'identité péonienne disparaît toutefois avant 400 ap. J.-C Les régions dardaniennes forment, avec les territoires thraces situés plus au nord, la province de Mésie..

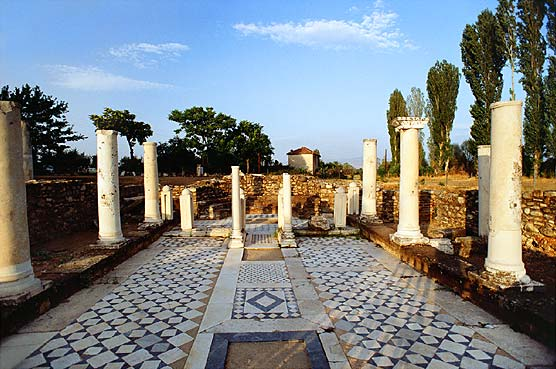
Heraclea Lyncestis, ancienne Bitola

Les Romains commencent par construire plusieurs voies, dont la via Egnatia, qui reliait Dyrrachium (aujourd'hui Durrës, en Albanie) à Thessalonique et Byzance. Cet axe traverse notamment les villes macédoniennes de Lychnidus (actuelle Ohrid) et de Heraclea Lyncestis (actuelle Bitola). Ces deux cités, fortement remaniées et développées par les Romains, sont toutefois de fondation plus anciennes car Lychnidus date de l'époque illyrienne et Heraclea Lyncestis a été fondée par Philippe V de Macédoine. Autre grande ville de l'époque, Stobi est l'ancienne Stenaï de Péonie. Scupi, aujourd'hui Skopje, est la seule grande cité à avoir été fondée par Rome, d'abord en tant que camp militaire, puis en tant que colonie sous Domitien. Ces villes étaient des centres de commerce prospères et d'importants vestiges en sont encore visibles, comme les théâtres antiques de Lychnidus et de Stobi. Stobi devient même au IIIe siècle, la deuxième plus grande ville macédonienne après Thessalonique. À la même période, l'empereur Dioclétien réorganise les frontières administratives de son pays et crée une province de Dardanie, qui récupère la moitié nord du territoire de la république moderne. Scupi, autrefois ville de Mésie, devient d'ailleurs la capitale de la nouvelle province. La Macédoine est quant à elle divisée en Macedonia Prima, au sud, et en Macedonia Secunda, au nord. Thessalonique et Stobi sont leurs capitales respectives.
Le christianisme arrive en Macédoine dès 51, lorsque l'apôtre Paul prêche dans les villes égéennes de Béroia, Thessalonique et Philippes. La nouvelle religion s'implante surtout à partir des IIIe et IVe siècles et environ 130 basiliques de cette époque ont été découvertes sur le sol de la république. Sur le plan culturel, le territoire reste toujours sous influence grecque, et il est entièrement situé au sud de la ligne Jireček, qui délimite les aires latine et grecque.
- Liste des noms latins des villes des Balkans

## La Macédoine byzantine (400/500-1400)

### Invasions slaves et période bulgare

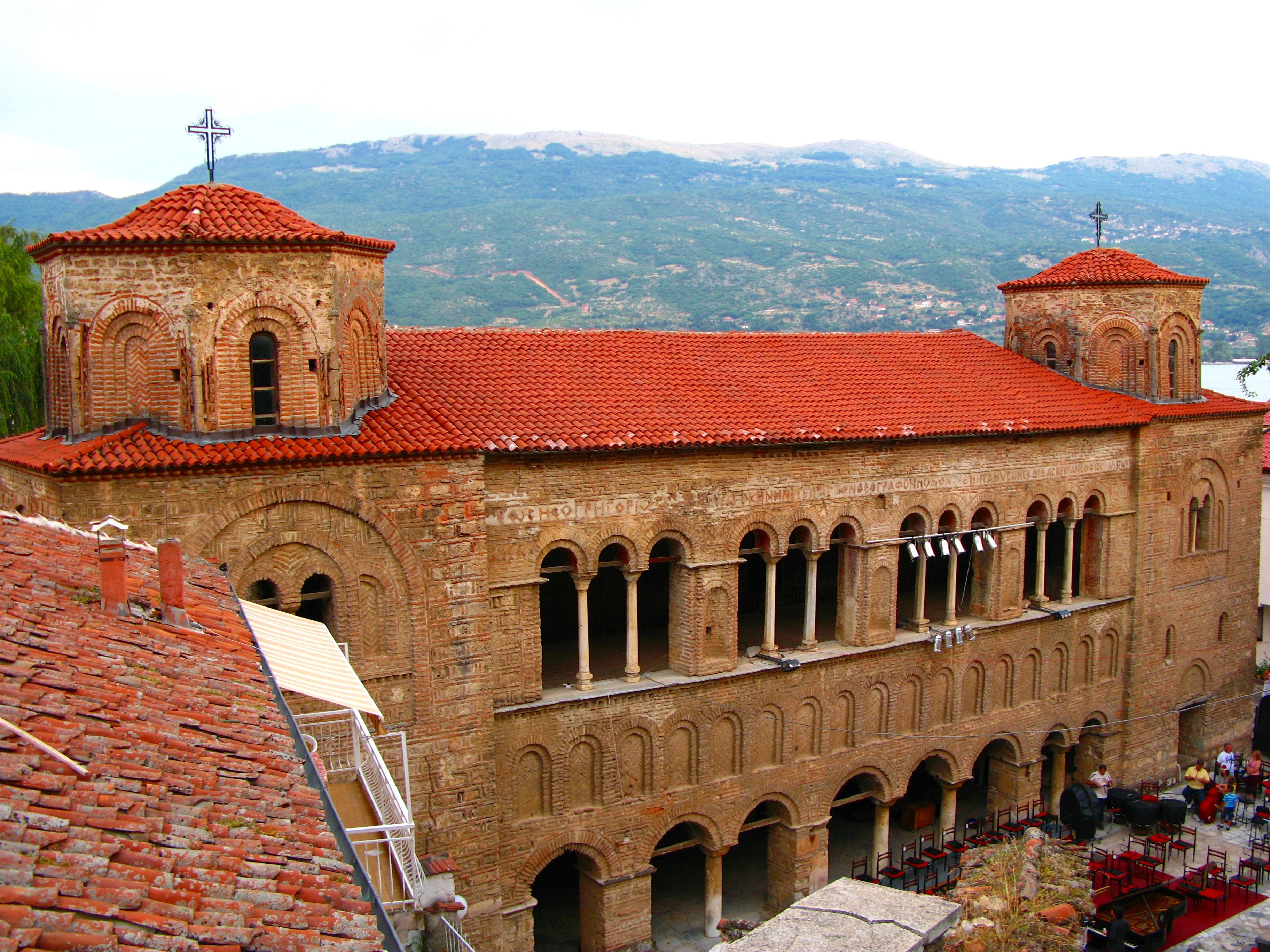
La cathédrale Sainte-Sophie d'Ohrid

À partir de 500, des Slaves venus du nord commencent à traverser le Danube et s'installent dans la péninsule balkanique. Ils atteignent la Macédoine du Nord au VIIe siècle et s'y organisent en Sklavinies (petits duchés), comme les Berzites dans la haute vallée du Vardar, les Strymoniens autour de la Strouma, les Dragovites en Pélagonie et les Smolianes aux pieds du massif de la Vlahina dont le nom perpétue le souvenir des populations romanisées déjà présentes, que les Slaves assimilent progressivement. Goths, Huns et Avars pillent les Balkans affaiblissant la puissance romaine qui finit par s'effacer au profit des Bulgares, venus d'Asie centrale, qui traversent le Danube en 679. Ces derniers s'installent durablement entre le fleuve et le massif du Grand Balkan puis forment un État qui s'étend vers la Thrace au sud et la Macédoine à l'ouest. Au bout de 200 ans, les Bulgares et leurs sujets slaves, qui ont assimilé de nombreux grecs et valaques, ne forment plus qu'un seul peuple. Ce peuple unifié est de langue slave, perpétue néanmoins des traditions thraces comme les martenitsi, les koleda ou les vārkolak, mais adopte officiellement le christianisme orthodoxe en 864-5.
Au IXe siècle, Siméon Ier de Bulgarie se lance dans une guerre qui agrandit considérablement son royaume, en l'augmentant notamment de la Macédoine et de l'Albanie. Au cours du même siècle, les frères Cyrille et Méthode de Thessalonique créent le premier alphabet slave, le glagolithique. Cet alphabet permet la naissance d'une toute première littérature slave et la traduction d'écrits religieux grecs en vieux-slave. Les deux Saints évangélisent d'abord les Slaves du sud des Balkans puis poursuivent leur mission jusqu'en Moravie. Leurs disciples, Clément et Naum fondent à Ohrid la première université slave et deux monastères. Leur œuvre est considérable, puisqu'ils réforment le glagolithique, qui devient l'alphabet cyrillique, et font du vieux-slave la langue liturgique des Slaves, mais aussi des Aroumains et des Roumains jusqu'au XVIIe siècle. Clément est par ailleurs fait premier évêque d'Ohrid. Sous Clément et Naum, l'université d'Ohrid forme 3 500 prêtres et professeurs ; après leur mort, elle décline mais continue d'exister jusqu'en 1767.

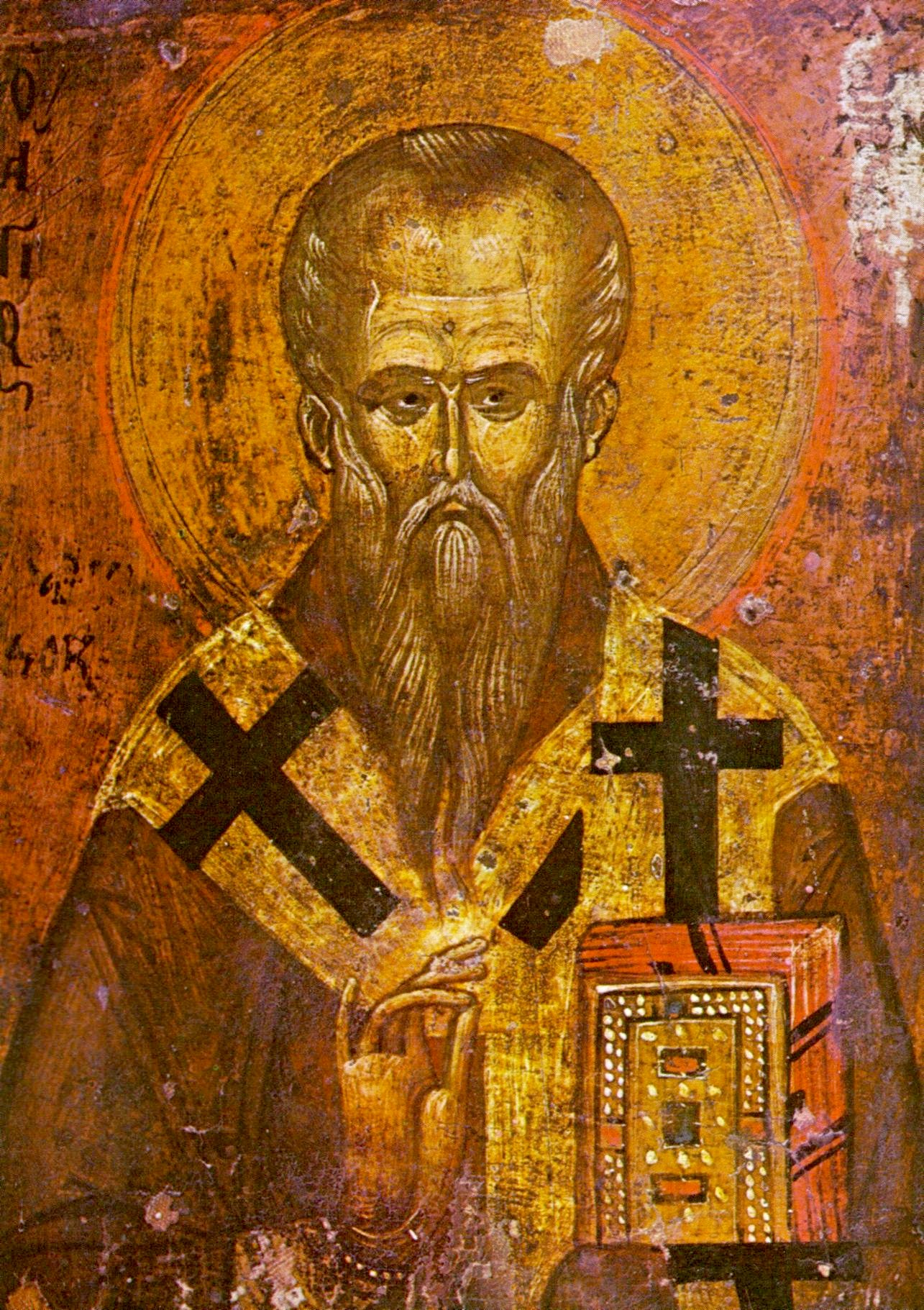
Saint Clément d'Ohrid

En 896, Siméon Ier fait la paix avec les Byzantins et le Patriarcat de Bulgarie devient autocéphale. Il est par ailleurs élevé au rang de basileus par les Byzantins, titre que seul le Pape avait auparavant obtenu ; il meurt en 927. Son empire se divise : sa partie au nord du Danube échoit aux Hongrois, ses provinces orientales (Thrace, Dobrogée) retrouvent l'autorité de Constantinople, et les tsars de Bulgarie abandonnent leur capitale, Preslav, pour d'autres villes situées plus à l'Ouest, avant de se fixer à Ohrid. Au Xe siècle, le Bogomilisme, religion dualiste, se développe dans les Balkans. Cette foi, condamnée et persécutée par les hiérarques orthodoxes, divise la société bulgare. Au cours du même siècle, des Roms originaires du nord de l'Inde et arrivés autour de la mer Noire comme vassaux, charrons, chaudronniers, maquignons et éclaireurs des Khazars, Petchénègues et Coumans (peuples cavaliers), commencent à s'installer en Macédoine. Les occidentaux ont longtemps cru qu'ils venaient d'Égypte. Beaucoup de peuples sont mentionnés dans les textes, mais la composition ethnique et le nombre d'habitants de la Macédoine médiévale restent inconnus, puisqu'il n'existe aucune statistique à ce sujet. Il est également impossible de savoir si les Slaves de la région étaient plus proches des Serbes ou des Bulgares ou s'ils formaient une ethnie différente ; il est enfin impossible de mesurer précisément l'influence culturelle grecque sur ce peuple.
En 976, Samuel Ier de Bulgarie, désireux de reconstruire l'empire de Siméon Ier, reprend le contrôle de toute la Macédoine (à l'exception de Salonique) et envahit l'Albanie, la Thessalie et la région de Niš en Serbie, s'étendant vers l'ouest jusqu'en Croatie. Il fait construire une forteresse dans sa capitale, Ohrid, et fait de l'évêché d'Ohrid un patriarcat. Son armée est cependant vaincue par les Byzantins en 1014, et en 1018, sa capitale, Ohrid, est prise par l'empereur byzantin Basile II. L'héritage de l'éphémère empire de Samuel est sujet à controverse puisque les historiens bulgares, quelques historiens russes et la plupart des occidentaux y voient un État bulgare primitif, tandis que d'autres historiens russes, comme Georg Ostrogorsky, et ceux de l'ex-Yougoslavie, y voient un État macédonien. Cette dernière opinion s'appuie sur la position centrale de la Macédoine au sein de l'empire (Ohrid en est la capitale), sur l'élite locale qui le contrôle, et sur le fait que Samuel se titre « Tsar des Bulgares » non pour se définir ethniquement mais pour revendiquer un héritage, tout comme Siméon Ier s'était fait « Tsar des Bulgares et des Grecs ». Cette appropriation macédonienne, qui répond à un besoin de légitimité historique, n'est pas un cas unique dans les Balkans. Ainsi, la Serbie moderne se réclame l'héritière de l'Empire serbe médiéval, la Bosnie-Herzégovine se réclame du royaume de Bosnie de Tvrtko Ier, la Croatie du royaume de Tomislav Ier, etc. Ces États, tous éphémères, ne sont toutefois pas comparables aux pays actuels, puisque l'idée d'État-nation n'existe pas au Moyen Âge,.

### Déclin byzantin et domination serbe

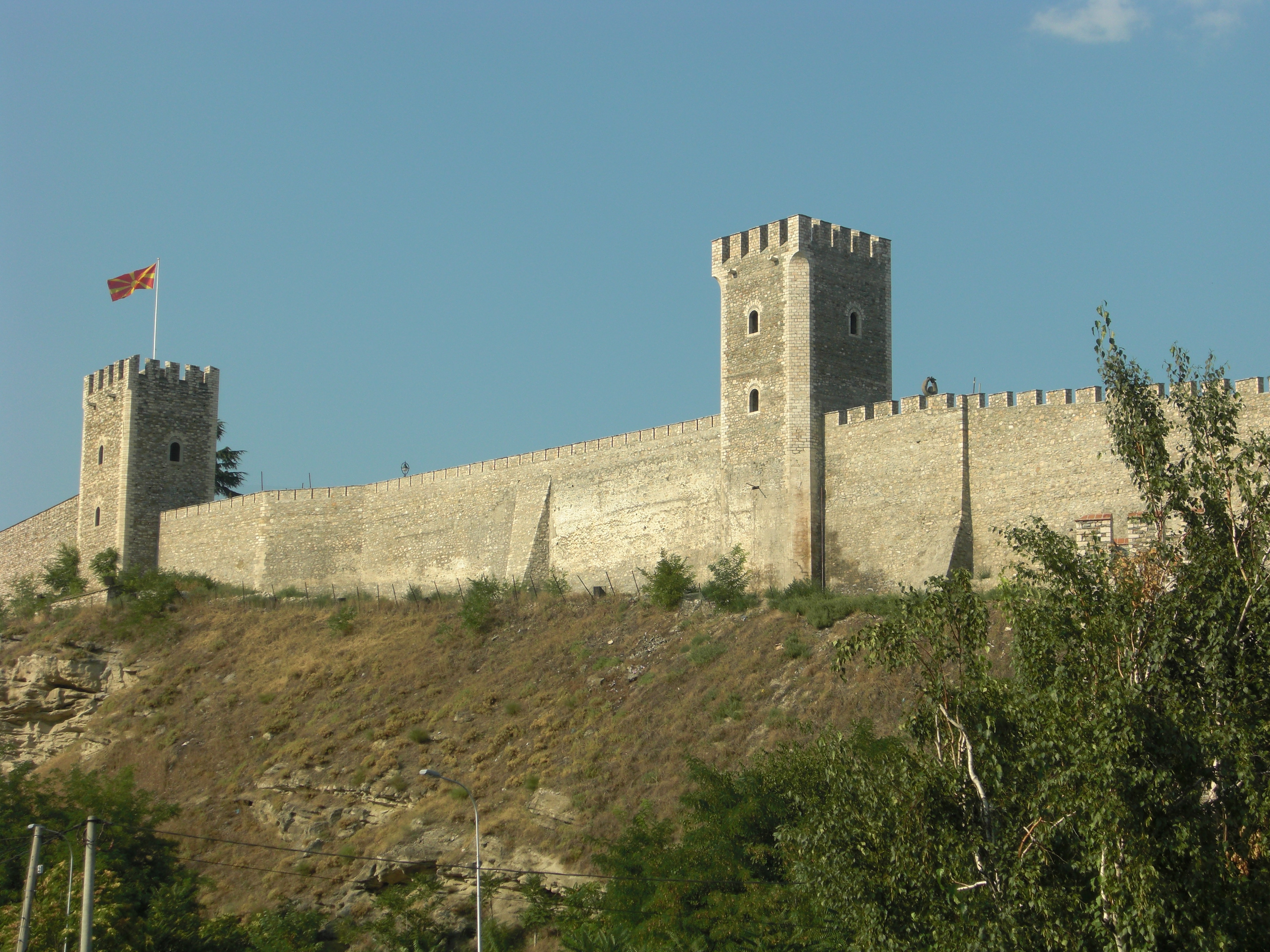
La forteresse de Skopje

En 1018, la Macédoine entière revient sous contrôle byzantin, pour la première fois depuis le VIIe siècle. Elle reste une province byzantine pendant presque deux siècles. Basile II divise les terres reprises à Samuel en plusieurs thèmes, l'actuelle Macédoine du Nord forme avec l'est de la Bulgarie le « thème de Bulgarie », dont la capitale est Skopje, tandis que la majeure partie de la Bulgarie actuelle est divisée entre le thème de Macédoine, au sud, et celui de Paristrion, au nord. Basile II est soucieux d'intégrer en douceur les Slaves à l'empire, leur laisse une certaine autonomie et n'augmente pas les impôts. Il supprime L'archevêché d'Ohrid mais fait de la ville le siège d'un archevêché autocéphale. L'empereur meurt en 1025 et ses successeurs se montrent bien plus sévères, puisqu'ils placent des Grecs à la place des dignitaires féodaux et religieux slaves ou valaques, et tentent de supprimer l'usage du vieux-slave pour la liturgie. En réponse, la Macédoine connaît deux soulèvements slaves et valaques majeurs au XIe siècle: un premier en 1040, sous le commandement de Petār Delian, petit-fils de Samuel, puis un second en 1072, cette fois sous les ordres de Gjorgji Voïteh, un notable qui reçoit le soutien de Mihajlo de Dioclée, autre descendant de Samuel. Ces rébellions ont chacune beaucoup d'ampleur, puisque Petār Delian prend le contrôle d'une région groupant Durrës, Niš et Sofia et Gjorgji Voïteh prend possession des régions de Skopje, Prizren et Ohrid, mais s'achèvent sur des victoires byzantines.

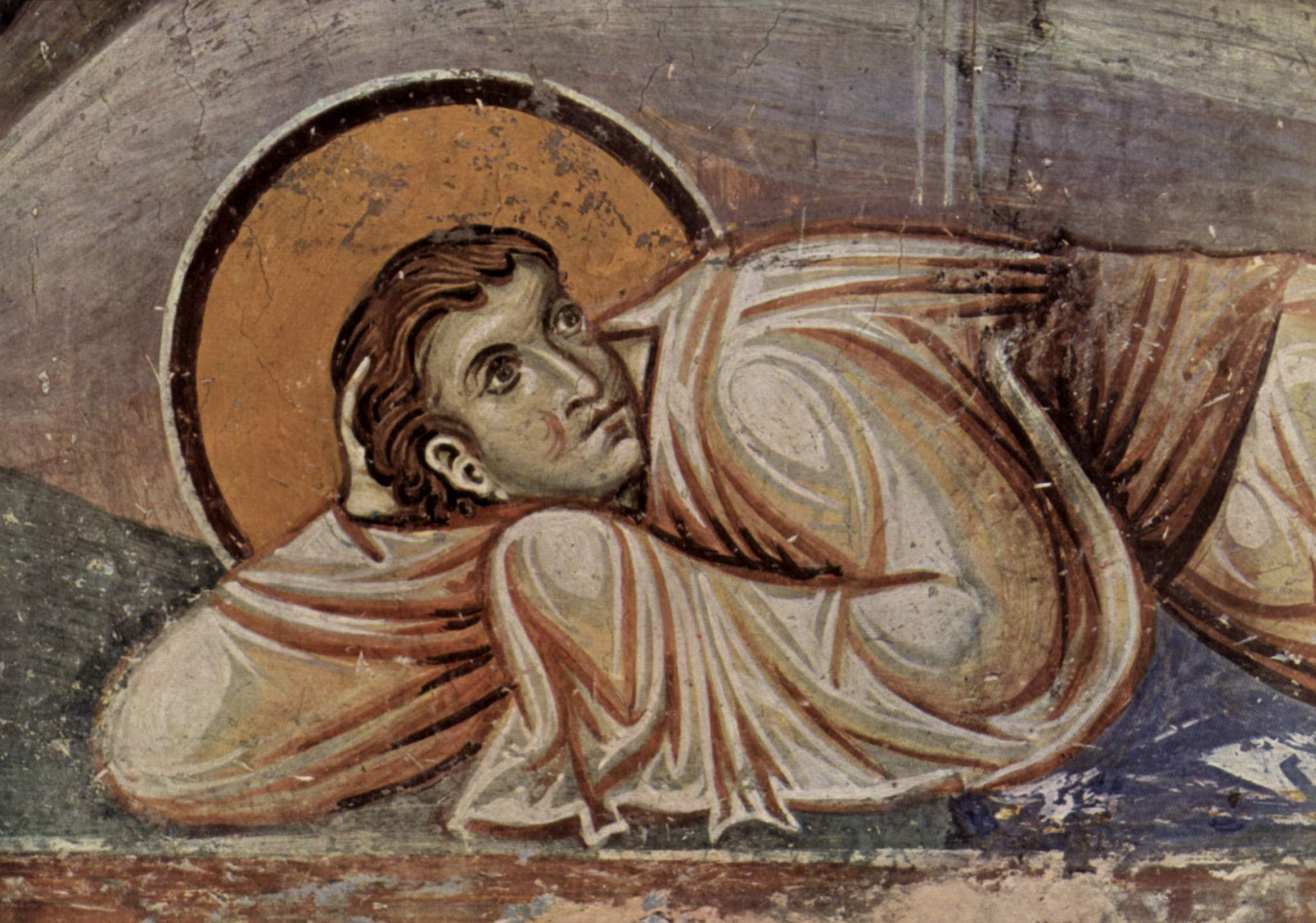
Détail d'une fresque de l'église de Nerezi, construite sous la dynastie Comnène

L'empire est toutefois de plus en plus faible et, de 1081 à 1083, les Normands, conduits par Robert Guiscard, traversent et dévastent la Macédoine avant d'atteindre Constantinople. Profitant du chaos occasionné, les seigneurs de Zeta et de Rascie, royaumes serbes primitifs, prennent respectivement le contrôle des régions d'Ohrid et de Skopje. Au cours des années 1090, ce sont les soldats de la première croisade qui traversent la région en suivant l'antique via Egnatia et les Normands recommencent leurs incursions macédoniennes en 1107 et en 1108. Ensuite, les Byzantins rétablissent leur domination sur la Macédoine, mais les empereurs sont trop faibles et, après la mort de Manuel Ier Comnène, ils n'en gardent que la côte égéenne avec Salonique, tandis que l'intérieur du pays est contrôlé par les boyards locaux.

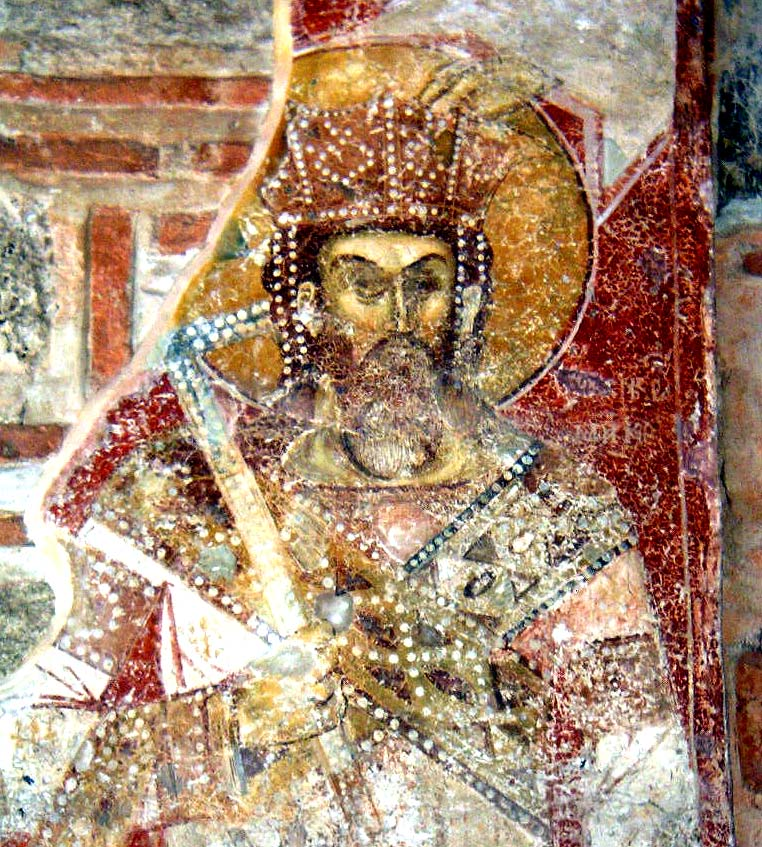
Fresque du monastère de l'Archange Saint-Michel de Prilep représentant Marko Kraljević.

À la fin du XIIe siècle, les Serbes et les Bulgares gagnent ou regagnent leur indépendance vis-à-vis de l'Empire byzantin, progressivement envahi par les Ottomans. L'actuelle Macédoine du Nord est d'abord sous la domination d'un seigneur appelé Dohomir Hārs, avant d'être de nouveau annexée par la Bulgarie en 1203. En 1282, le roi serbe Milutin s'empare de Skopje et conquiert peu à peu toute la Macédoine à l'exception de Salonique. Sous le règne de son petit-fils, Dušan (roi de 1331 à 1355), la Serbie devient le royaume le plus puissant des Balkans et s'étend du Danube à la Thessalie incluse. En 1346, Dušan se fait par ailleurs couronner « Tsar des Serbes et des Grecs » à Skopje, qui devient la capitale de son empire. Peu après sa mort, son royaume disparaît : Thessalie et Macédoine côtière reviennent aux Byzantins, tandis que la Macédoine continentale sombre dans d'interminables luttes entre boyards. Parmi ceux-ci, Vukašin règne de 1366 à 1371 sur un territoire qui s'étend de Prizren à Prilep, et son frère Jovan Uglješa qui possède au même moment les régions orientales. Uglješa le premier est confronté à l'invasion ottomane des Balkans et les deux frères s'allient pour mener la bataille de la Maritsa. Le 26 septembre 1371, les Ottomans lancent une attaque surprise au crépuscule et remportent la bataille. Les deux frères meurent dans les combats, et le fils de Vukašin, Marko Mrnjavčević (Marko Kraljević), devient vassal du Sultan. Le prince Marko, qui a régné peu de temps et sur un territoire restreint, est néanmoins devenu un personnage légendaire. Il est le héros de nombreuses légendes serbes, macédoniennes et bulgares, qui l'ont transformé en personnage fantastique. Comme Prilep était sa capitale, Marko aussi utilisé par les nationalistes macédoniens pour légitimer l'existence d'un État macédonien moderne.

## La Macédoine ottomane (1370/1400-1910/1912)
- Guerres ottomanes en Europe

### Intégration de la Macédoine à l'empire

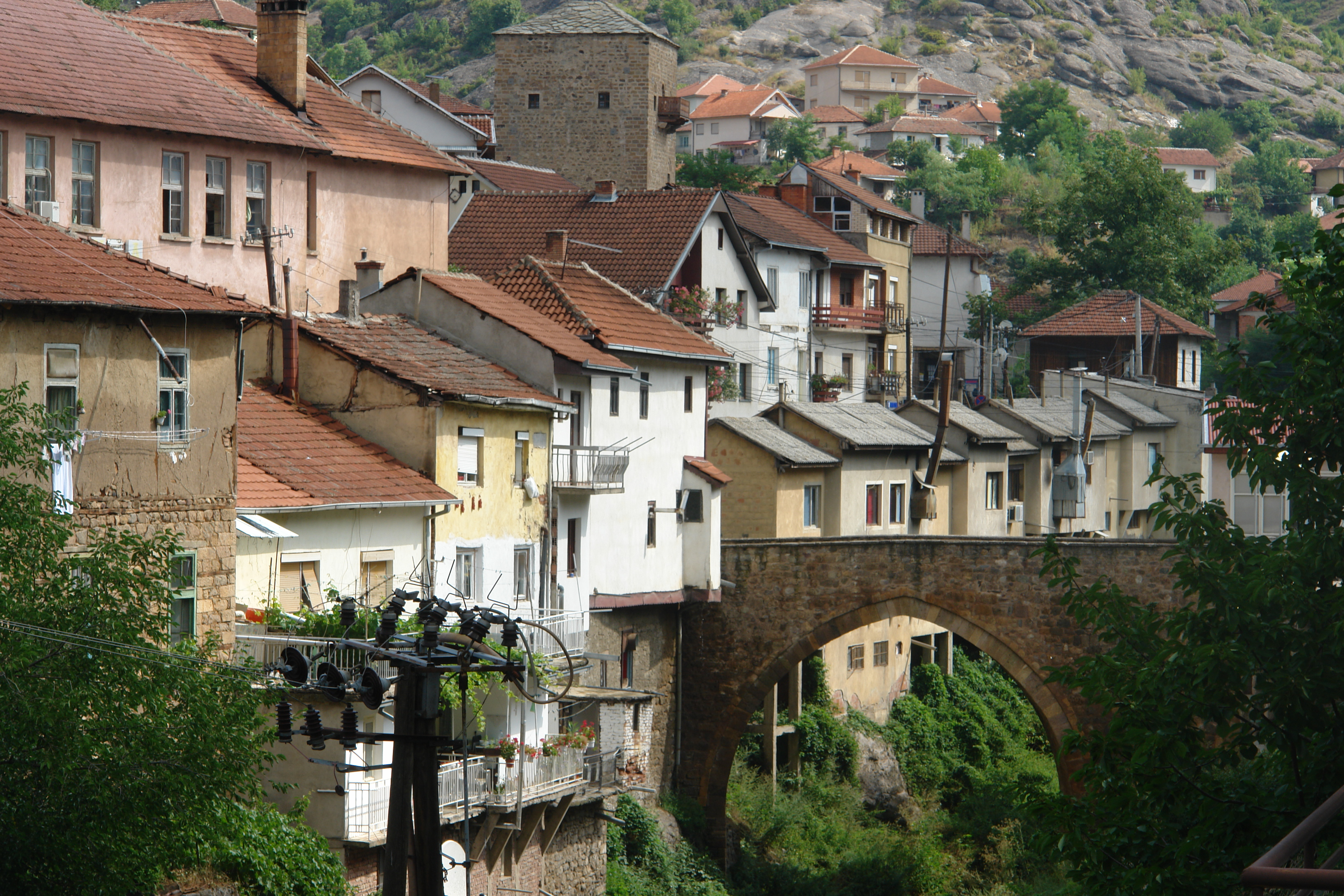
La petite ville ottomane de Kratovo

Les Ottomans divisent la région de Macédoine en trois vilayets : celui de Thessalonique, celui de Monastir (nom ottoman de Bitola) et celui d'Uskub (nom ottoman de Skopje). La région, qui est une base stratégique pour l'invasion du reste des Balkans, est vite organisée selon les lois ottomanes. Le système des timars, une fois instauré, fait disparaître la féodalité locale et permet à d'anciens officiers du Sultan, turcs et albanais, de posséder des terres sur lesquelles travaillent d'abord des paysans locaux. Ces derniers fuient cependant les vallées à cause des mouvements fréquents de l'armée et s'installent dans les collines. Afin de les remplacer, les autorités encouragent l'émigration de paysans anatoliens et de Valaques, principalement éleveurs et négociants en bétail. Les propriétés issues du timar font moins de 20 hectares et produisent de petites quantités de céréales et de coton.

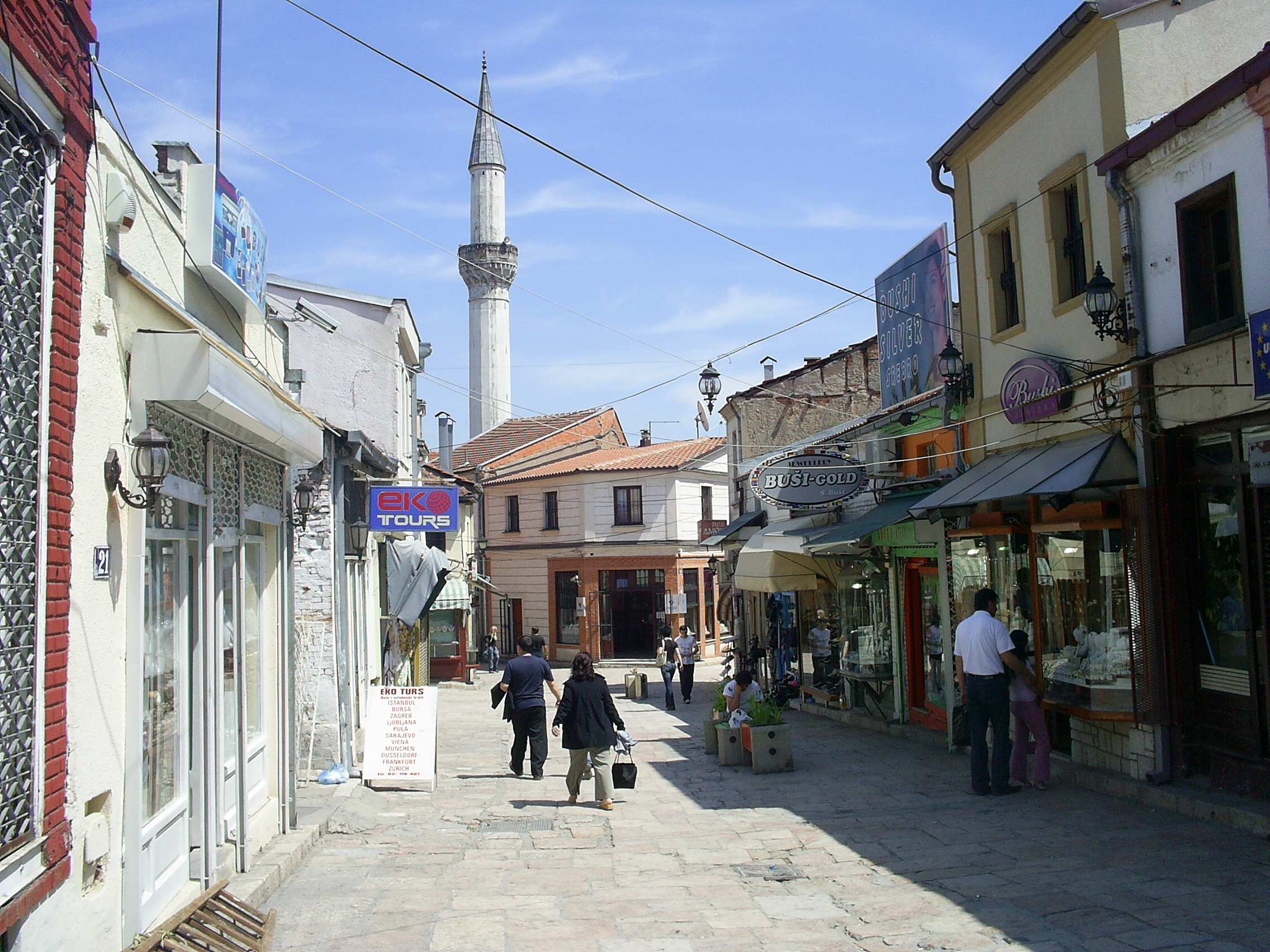
Rue dans la vieille-ville de Skopje

Les Turcs n'insistent pas sur la conversion des Slaves à l'Islam, et la grande majorité d'entre eux reste chrétiens. Cependant, les Albanais, qui se concentrent au nord-ouest de la Macédoine, se convertissent presque tous, l'Islam est également adopté par les Roms. Alors que les convertis peuvent accéder aux classes supérieures et profiter de divers droits, les Chrétiens sont discriminés. Ils ont ainsi interdiction de posséder des armes, doivent payer plus d'impôts et doivent donner des enfants à l'armée du Sultan. Ils possèdent toutefois une certaine autonomie qui leur permet de garder un semblant de cohésion sociale, notamment à travers le système de millet, qui leur laisse la liberté religieuse et garantit au clergé le contrôle des églises et de leurs revenus. Ce dernier rend aussi la justice dans les affaires concernant des civils chrétiens. Le millet orthodoxe n'est dirigé que par le patriarcat de Constantinople, et les patriarcats bulgare et serbe sont abolis, respectivement en 1393 et en 1459. Seul l'archevêché d'Ohrid est maintenu et conserve des droits qui lui permettent de devenir le plus grand centre orthodoxe des Balkans, avant la restauration du patriarcat de Peć en 1557. Le niveau d'éducation des Chrétiens de Macédoine reste toutefois très bas et la région ne possède aucune vie intellectuelle chrétienne.
La Macédoine connaît un certain essor au cours des XVe et XVIe siècles, c'est-à-dire pendant l'âge d'or de l'Empire ottoman. Cet essor reste toutefois confiné aux villes, transformées en centres de commerce turcs, où se concentre la population musulmane. Skopje, Bitola, Tetovo ou encore Kratovo, magnifiées dans les récits de voyage d'écrivains turcs comme Evliya Çelebi, gardent de cette époque des mosquées, des hammams, des caravansérails et des quartiers à l'architecture typiquement ottomane. En 1455, Skopje compte 511 foyers musulmans et 339 foyers orthodoxes, et en 1519, 717 foyers musulmans alors que le nombre de foyers orthodoxes est descendu à 302 ; la même année, Bitola compte 750 foyers musulmans et 330 foyers orthodoxes. Seule Vélès conserve une population majoritairement chrétienne avec 247 foyers orthodoxes contre seulement 42 foyers musulmans. Afin de participer à l'enrichissement urbain, certains notables slaves finissent par se convertir à l'Islam et obtiennent ainsi les droits réservés aux Musulmans. Ces Slaves islamisés sont appelés en Macédoine Torbechi, Pomaks ou Potours. Les villes macédoniennes accueillent aussi de nombreux Juifs séfarades, qui ont fui l'Inquisition en Espagne et au Portugal. Bitola compte ainsi 87 foyers juifs en 1544 et possède une école talmudique.

### Premières contestations populaires

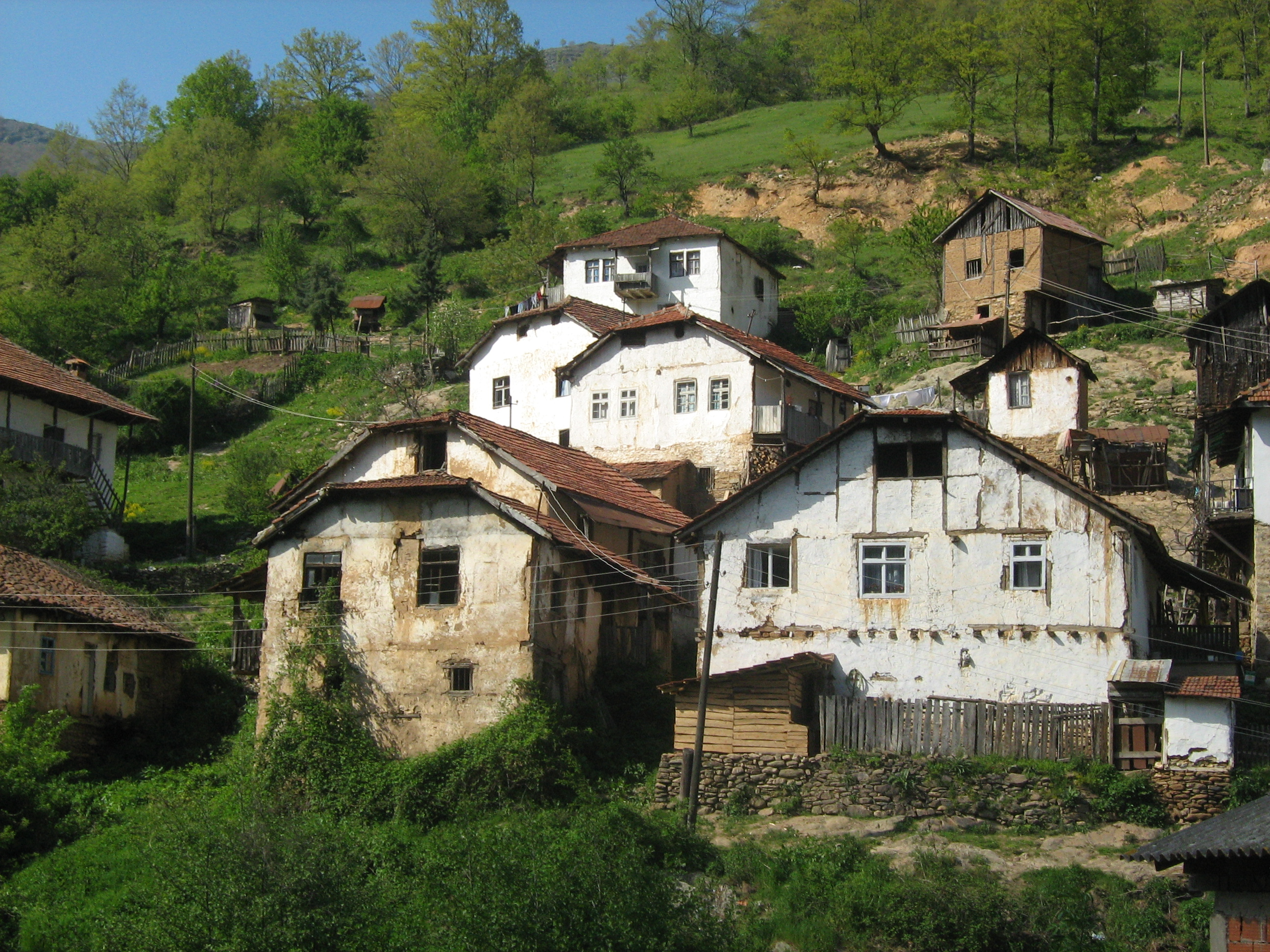
Oréché, village typique de la Macédoine

Les Slaves restés chrétiens conservent des conditions de vie très dures. Ils se révoltent pour la première fois contre le régime ottoman en 1564, dans la région de Prilep. Les causes et le résultat de ce premier soulèvement, écrasé en décembre 1565, restent inconnus. Il faut attendre la guerre austro-turque, qui se déroule de 1683 à 1699, pour qu'une rébellion de grande ampleur ait lieu.
À partir de 1600, l'affaiblissement de l'autorité impériale entraîne la détérioration des conditions de vie des Chrétiens. Afin de faire face à des difficultés financières, le sultan privatise une partie des terres macédoniennes et offre certaines propriétés (tchiflik) à d'anciens militaires qui possèdent tous les droits sur leur domaine et sur les paysans qui y vivent. Nombre de paysans chrétiens fuient les terres agricoles des vallées pour rejoindre les haïdouks, bandes de hors-la-loi qui sèment le trouble sur les axes commerciaux. Les haïdouks sont organisés en groupes de vingt à trente membres, bien que certains comptent jusqu'à 300 personnes et chaque groupe élit un voïvode à sa tête. Les haïdouks opèrent généralement de mai à novembre, entre la Saint-Georges et la Saint-Dimitri, bien que certains poursuivent leurs activités en hiver. Parmi ces hors-la-loi se trouvent surtout des paysans, mais aussi des prêtres et des moines ainsi que des femmes, dont certaines devinrent même voïvodes. Majoritairement slaves, les haïdouks sont aussi parfois albanais, valaques ou grecs. Bien qu'ils attaquent surtout les caravanes et les responsables ottomans, les haïdouks s'en prennent parfois aux riches commerçants chrétiens et aux monastères et les plus grands groupes lancent des opérations dans les villes, comme en 1646 et en 1661 à Bitola.

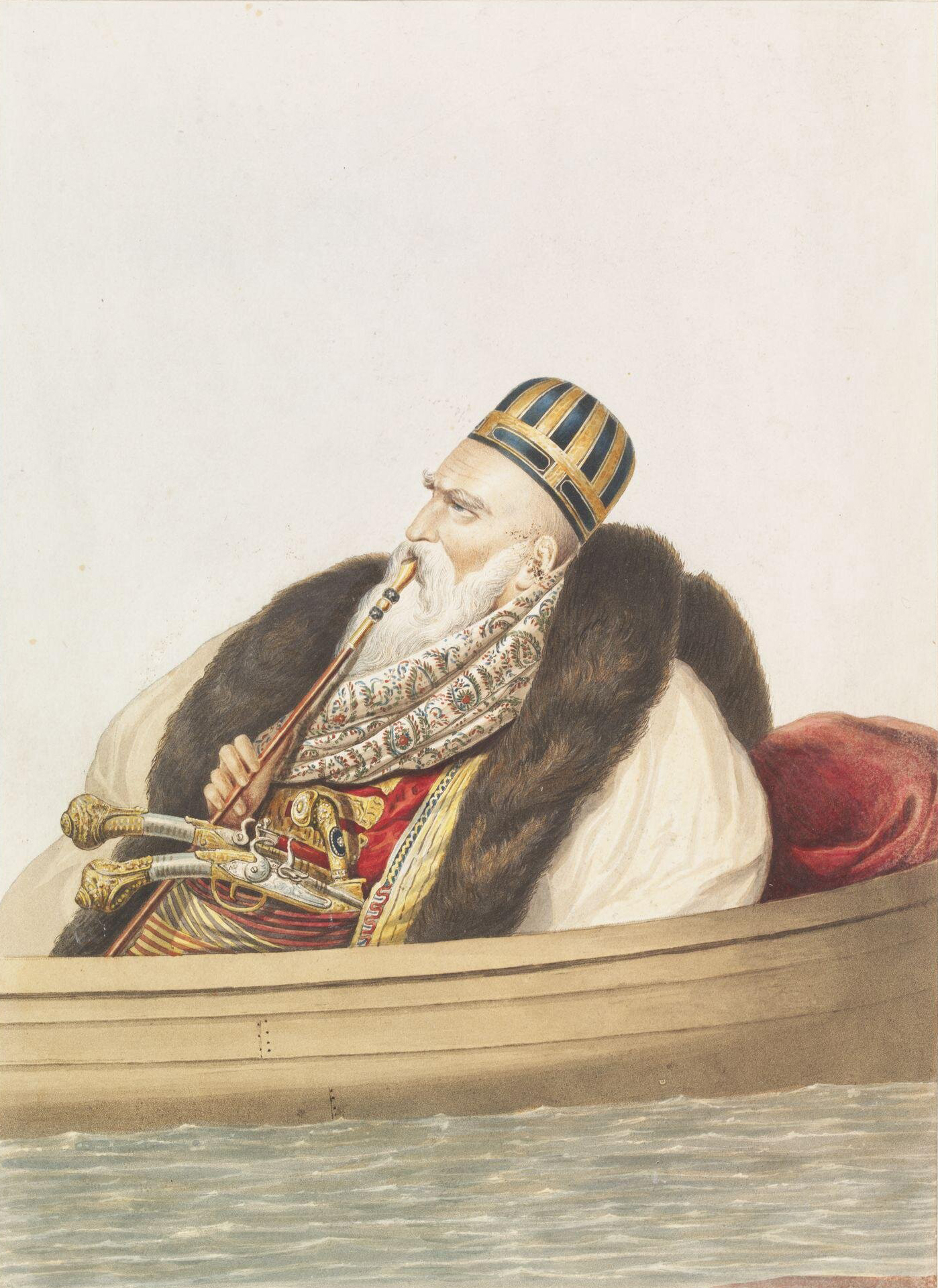
Ali Pacha Tepelen

Au cours de la guerre austro-turque, les haïdouks profitent du chaos et ont enfin l'occasion de mener de grandes opérations contre les Turcs. Un grand soulèvement commence en octobre 1689 entre Skopje et Kyoustendil, sous les ordres du voïvode Petar Karpoch. Il offre son soutien à l'armée autrichienne, arrivée dans le sud de la Serbie, et le 25 octobre, Skopje est prise aux Ottomans. Les haïdouks prennent le contrôle total de la région et établissent leurs quartiers à Kriva Palanka, une importante place forte turque. À la fin du mois, cependant, les Ottomans, aidés par l'armée du Khan de Crimée, reprennent du terrain et défont les haïdouks à Kumanovo. En décembre, Karpoch est empalé sur le pont de Skopje et les Turcs repoussent les Autrichiens au nord du Danube. De nombreux Slaves de Macédoine suivent l'armée autrichienne afin d'échapper aux représailles ottomanes et certains s'installent jusqu'au sud de la Russie. Des Albanais s'établissent dans les maisons laissées vides par les réfugiés.
Au XVIIIe siècle, l'Empire ottoman poursuit son déclin et les seigneurs locaux profitent de l'état d'anarchie pour prendre de plus en plus de pouvoir. Certains constituent même de petites armées de mercenaires formées de Turcs et d'Albanais et terrorisent la population slave tout en neutralisant les haïdouks. La république actuelle connaît trois grands seigneurs semi-autonomes à la fin du XVIIIe siècle : Mahmud Pasha Bushatliya, pacha de Shkodër, qui possède les régions d'Ohrid, Debar et Skopje, Ali Pacha Tepelen qui possède plus tard toute la moitié occidentale du pays et le clan d'Abdul Aga Shabanderoglou qui détient les régions de Doïran et de Demir Hisar. À la fin du siècle apparaissent également les krdjali, groupes d'environ 2 000 villageois et de soldats déserteurs d'origines diverses qui vivent dans les montagnes. Très organisés, ils sont armés, possèdent des chevaux et lancent des raids sur les villes, où ils attaquent les riches chrétiens et musulmans.

### Émergence d'une première élite macédonienne

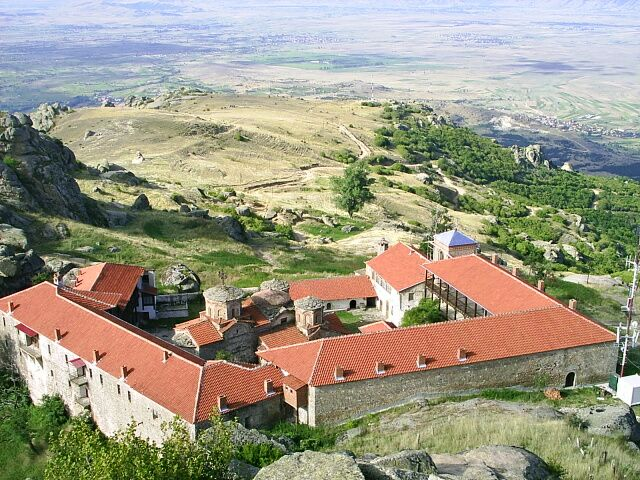
Les moines du monastère de Treskavets sont parmi les seuls à traduire des écrits religieux en macédonien

Afin de fuir l'insécurité croissante dans les campagnes, de nombreux Slaves quittent leurs villages et s'installent dans les villes où ils travaillent comme domestiques, artisans ou marchands. Ils amorcent une re-christianisation et une re-slavisation des centres urbains et certains s'enrichissent au point de former une nouvelle classe moyenne. Ces nouveaux riches slaves s'établissent dans des domaines jusque-là réservés aux Turcs, Grecs, Juifs, Valaques et à quelques Arméniens, comme le commerce d'exportation. Certains Slaves possèdent même des représentations à Vienne, Budapest, Moscou, Odessa ou encore Bucarest. L'émergence d'une petite élite slave n'entraîne pas immédiatement de renouveau culturel slave macédonien. En effet, au même moment, l'hégémonie de l'Église grecque sur les églises slaves devient de plus en plus grande. Le millet orthodoxe est majoritairement dirigé par des Grecs et leur langue devient peu à peu la seule réservée à la liturgie et donc la seule langue de l'enseignement, alors dispensé par le clergé. Des écoles grecques séculaires, financées en partie par les communautés commerçantes grecque et valaque, sont également fondées par quelques métropolites et quelques évêques.
Sous la pression des Grecs phanariotes, au pouvoir à Constantinople, le Patriarcat de Peć est aboli en 1766 et l'archevêché d'Ohrid disparaît en 1767. Le Patriarcat de Constantinople contrôle désormais tous les Orthodoxes des Balkans,. Seuls quelques monastères macédoniens, comme celui de Saint-Jean Bigorski et celui de Treskavets, continuent à copier leurs manuscrits en vieux-slave et traduisent quelques textes grecs en langue vernaculaire macédonienne, ce qu'ils font depuis le XVIe siècle. Cette littérature macédonienne primitive est encouragée par la petite élite slave, et, en 1792, Marko Todorovitch publie à Vienne le premier livre en macédonien, il s'agit d'un manuel de lecture. Plus tard, en 1814, Joachim Krčovski publie un travail religieux et en 1816, Kiril Peïtchinovitch publie un recueil folklorique à Budapest. Ces écrivains rédigent dans leurs dialectes, puisque le macédonien n'est pas encore standardisé et est considéré comme une variante du bulgare ; ainsi, les livres de Joachim Krčovski, bien qu'ils utilisent un parler de Macédoine, sont considérés comme des ouvrages bulgares. Le développement d'une élite slave se poursuit avec l'ouverture en 1838 de la première imprimerie slavo-macédonienne à Thessalonique puis par celle, dans les années 1840, de plusieurs écoles de langue slave dans la région. La communauté intellectuelle macédonienne comprend alors surtout des instituteurs et des prêtres.

### La Macédoine dans un empire impossible à réformer

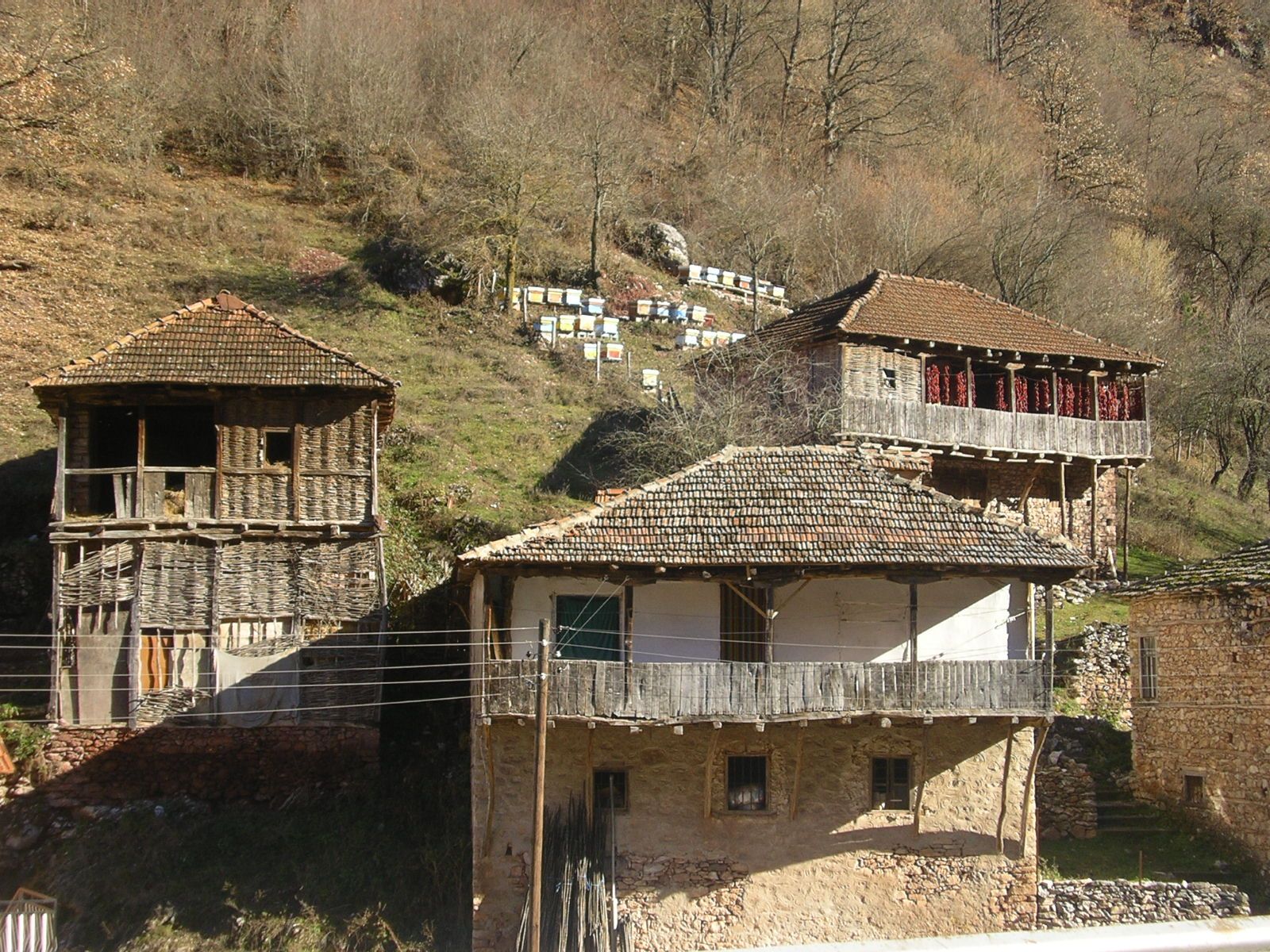
Village montagnard de Jeleznets

Le début du XIXe siècle est marqué par de grands soulèvements nationalistes : les Serbes se révoltent à partir de 1804 et obtiennent leur autonomie vis-à-vis de l'Empire ottoman en 1829 alors que les Grecs, dont le soulèvement a commencé en 1821, obtiennent leur indépendance totale la même année. Ces mouvements profitent de l'affaiblissement toujours grandissant de l'empire. La Macédoine, quant à elle, ne connaît pas encore de mouvements identitaires slaves, et reste sous la domination de quelques pachas, comme ceux de Skopje, Bitola et Tetovo. Au début des années 1840, toutefois, le sultan engage des réformes qui doivent mettre fin aux pachaliks, qui sont de véritables États dans l'État. La région de Macédoine se retrouve divisée en six sandjaks, ceux de Thessalonique, Bitola, Skopje, Serrès, Ohrid et Kyoustendil. Le système des timars est aboli en 1834 et il est remplacé par le système des tchifliks, partiellement en place depuis le XVIe siècle. Ce système, contrairement au timar, permet la transmission héréditaire des propriétés terriennes, qui étaient auparavant sans cesse réattribuées. Une grande partie des domaines sont également nationalisés, divisés et revendus à bas prix, après l'expropriation des bénéficiaires du timar. Le système des chiftliks n'améliore en rien le sort des paysans, qui reçoivent plus d'obligations de travail et perdent leur liberté de mouvement. Une fois encore, nombreux sont ceux qui émigrent vers les montagnes et les villes.

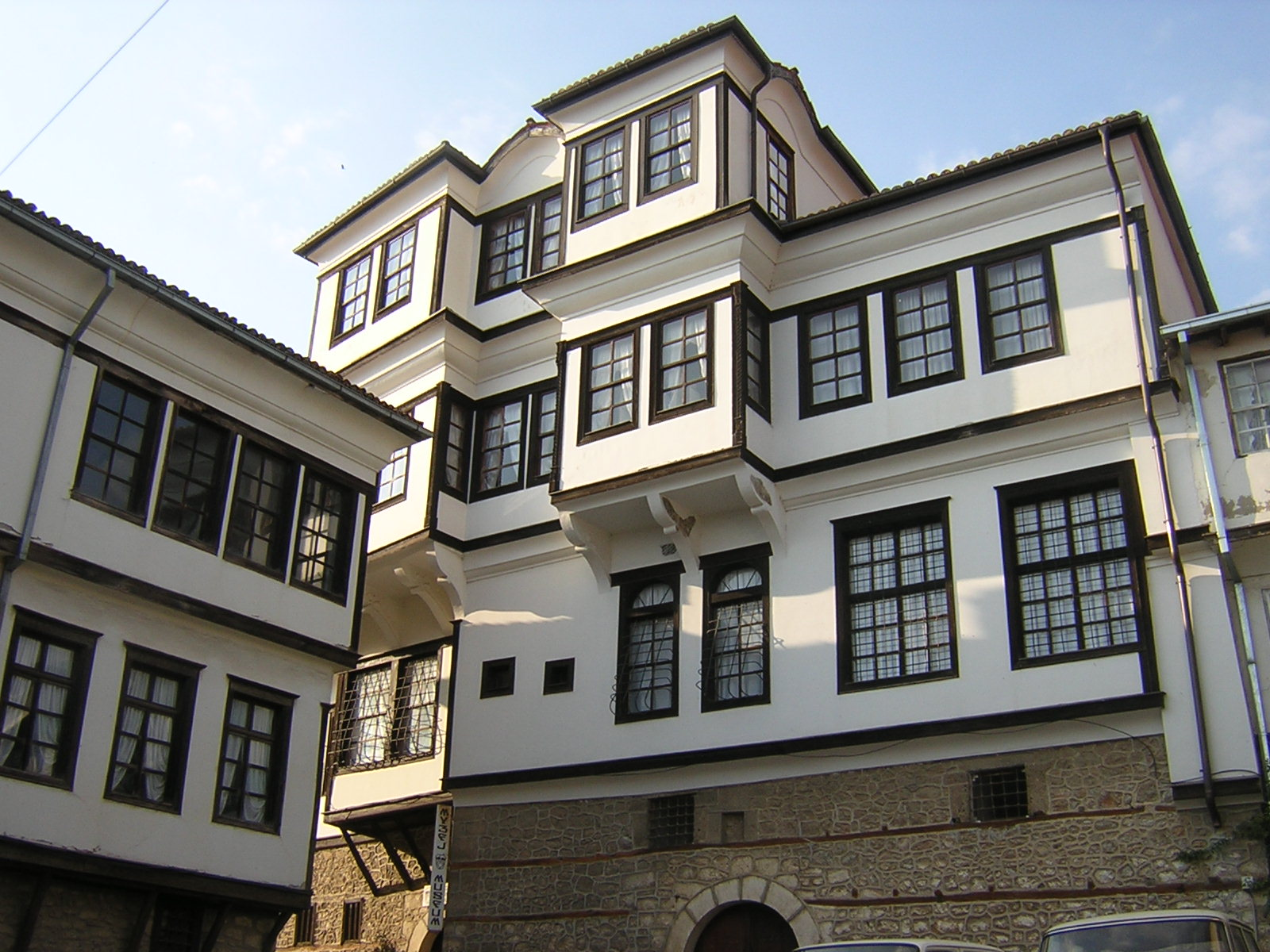
La maison des Robev à Ohrid

Il n'y a pas de source fiable qui permette de connaître le nombre d'habitants en Macédoine ottomane avant 1850 mais une estimation française de 1807 avance le chiffre de 968 500 habitants, dont 724 000 Orthodoxes et 204 000 Musulmans. La même source fait d'Ohrid une ville de 3 000 habitants, dont la moitié est musulmane. Ami Boué, qui visite la Macédoine de 1836 à 1838, note que Bitola compte 40 000 habitants et que Štip en compte entre 15 000 et 20 000. Plus petite, Skopje compte selon lui 10 000 habitants, et Prilep, Kratovo, Tetovo, Debar et Kavadarci comptent entre 6 000 et 3 000 habitants. Ami Boué recense également vers 1838 1 380 magasins à Bitola, et dix ans plus tard, il en compte 2 150. L'artisanat reste la principale activité de ces centres urbains à la population slave grandissante. Des textiles, de la fourrure et du cuir y sont produits, essentiellement destinés à être vendus dans le reste de l'empire ainsi qu'à l'étranger. Certaines villes, comme Prilep ou Struga, sont également réputées pour leur foires. La famille Robev, installée à Ohrid, l'une des dynasties de marchands slaves les plus riches, possède pendant la première moitié du XIXe siècle des bureaux à Bitola, Vienne, Leipzig, Belgrade et Trieste.

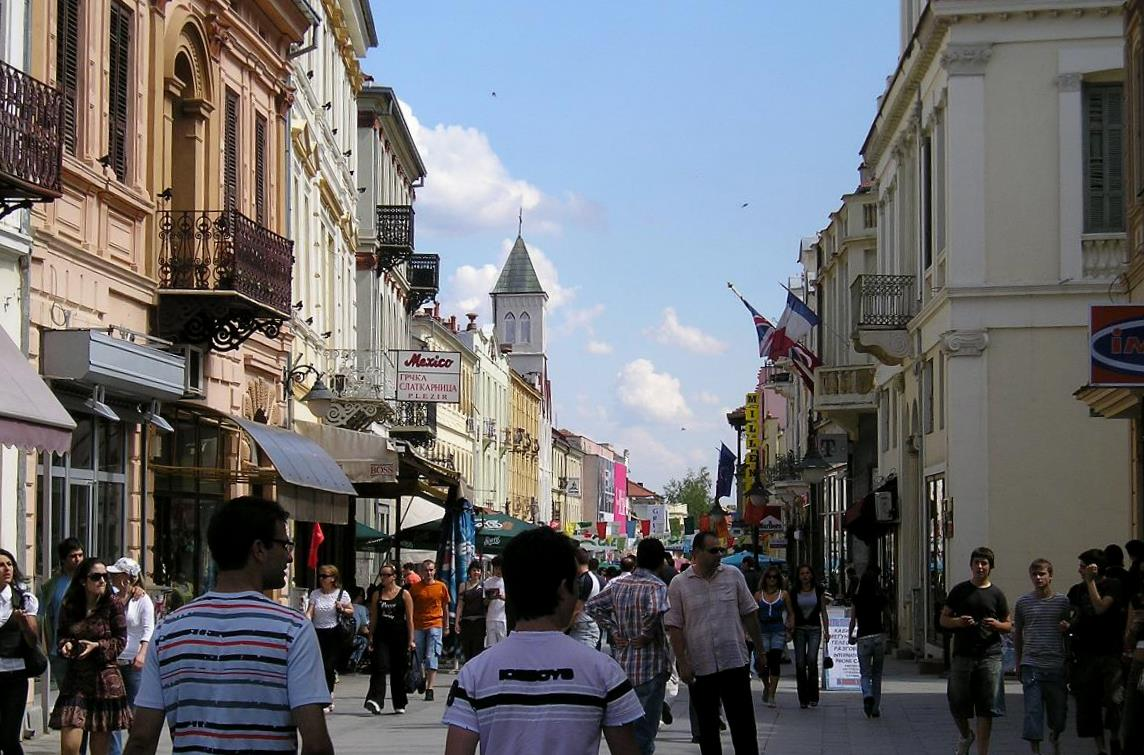
Architecture civile du XIXe siècle à Bitola

Après la fin de la guerre de Crimée, en 1856, les puissances occidentales s'impliquent de plus en plus à l'intérieur de l'Empire ottoman. Bitola, surnommée désormais « la ville des consuls », reçoit ainsi au cours des années 1850 des consulats britannique, français, autrichien et grec, puis, avant 1900, des consulats serbe, russe, italien, roumain et bulgare. Les pays occidentaux financent dans les années 1860 la construction d'un nouveau réseau routier en Macédoine du Nord et l'installation d'une ligne télégraphique entre Skopje et Pristina, elle-même connectée à Belgrade, et d'une autre ligne entre Bitola et la ville albanaise d'Elbasan. Des compagnies étrangères dessinent en 1869 le tracé d'une première ligne de chemin de fer, qui relie Thessalonique à Kosovska Mitrovica en passant par Skopje. La ligne est ouverte en 1873 mais n'apporte pas de croissance économique en Macédoine. Au contraire, l'économie locale s'effondre, notamment à cause de la concurrence américaine et indienne sur le marché du coton et des céréales. L'agriculture macédonienne est en effet obsolète dans ses méthodes et l'absence de taxes sur les terres non cultivées fait que quatre cinquièmes des terres arables sont laissés en pâturages. L'industrie, elle aussi totalement obsolète, souffre encore plus durement de la concurrence étrangère puisque les produits des usines européennes et américaines sont moins chers et de meilleure qualité. L'instabilité, l'insécurité chronique et la corruption sont d'autres facteurs du recul économique macédonien considérable qui a lieu pendant la Révolution industrielle.

### Assimilations grecque, serbe et bulgare

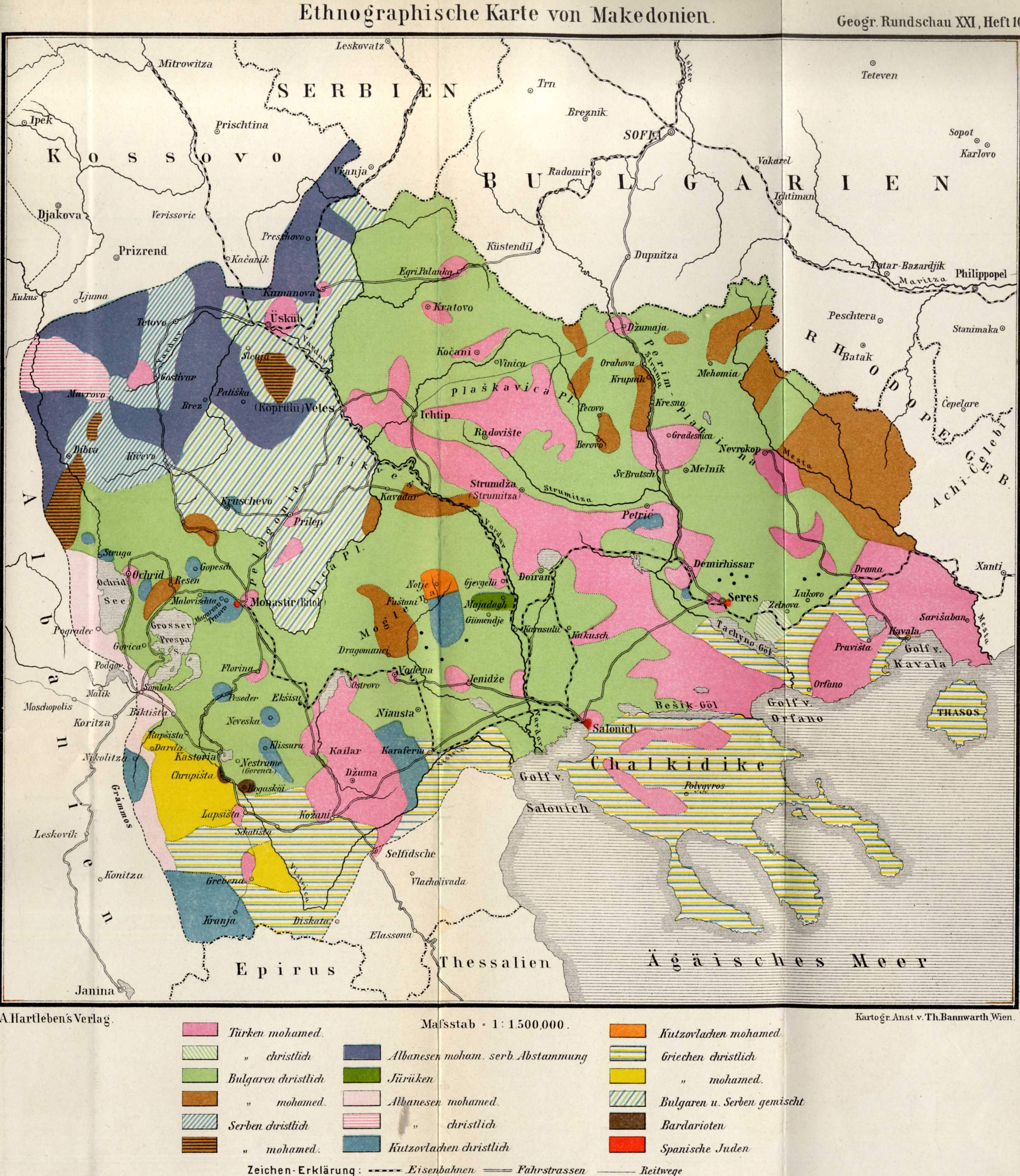
Carte ethnologique et religieuse de la Macédoine en 1892
Bulgares chrétiens
Turcs musulmans
Albanais musulmans
Bulgares musulmans
Grecs chrétiens
Grecs musulmans
Valaques chrétiens
Valaques musulmans

Dans les années 1840, les monarchies serbe et grecque commencent à s'intéresser à la Macédoine pour sa situation stratégique entre l'Égée et l'Europe centrale. Pour des raisons historiques et ethniques, les deux pays peuvent prétendre à l'annexion de cette région ottomane. C'est aussi le cas des Bulgares, qui n'ont pas encore d'État mais qui ont un mouvement nationaliste suffisamment puissant pour être capable de faire face à la domination grecque dans leur vie culturelle et religieuse. Aidés par des diplomates russes, les Bulgares obtiennent finalement en 1870 la création de l'exarchat de Bulgarie et, en 1878, grâce au traité de Berlin cette fois, ils obtiennent leur autonomie vis-à-vis du sultan. Ce même traité rend la Serbie indépendante et le patriarcat de Serbie est restauré l'année suivante. Le traité de Berlin est une version révisée de celui de San Stefano, signé un peu avant. Ce dernier, imposé par la Russie à l'Empire ottoman, accorde à la Bulgarie la Grande Macédoine. Il suscite l'opposition de nombreux États, notamment l'Autriche-Hongrie, le Royaume-Uni, la Serbie et la Grèce, qui se déclarent contre la création d'une trop grande Bulgarie. Il est donc rapidement révisé à Berlin : la Macédoine demeure ottomane.
Afin d'asseoir leurs prétentions territoriales sur la Macédoine, les Grecs, les Bulgares et les Serbes tentent d'assimiler les Slavo-macédoniens et de faire naître ou de renforcer chez eux un sentiment d'appartenance à leurs propres nations. Les Bulgares et les Serbes, comme le font les Grecs depuis le XVIIIe siècle, ouvrent à partir de 1870 leurs églises et leurs écoles en Macédoine et y envoient leurs professeurs, chargés de répandre leurs idées nationalistes. Chaque nation considère par ailleurs les Slavo-macédoniens comme ses compatriotes, ce qui explique en partie les importantes variations de chiffres dans les recensements ethniques allégués par chaque partie : les Serbes avancent des ressemblances grammaticales entre les dialectes macédoniens et la langue serbe et arguent que, comme eux, les Slavo-macédoniens possèdent la tradition des slavas ; les Bulgares considèrent les dialectes macédoniens comme bulgares et que les Slavo-macédoniens leur sont très proches physiquement ; enfin, les Grecs avancent que beaucoup de Slavo-macédoniens se considèrent eux-mêmes grecs. Chaque pays revendique par ailleurs tous les Slavo-macédoniens qui fréquentent leur église respective. Dans les plus grands villages, il y a parfois trois églises, une serbe, une grecque et une bulgare, et ainsi les membres d'une même famille sont souvent divisés entre les trois.
Le programme d'assimilation grec est au départ le mieux organisé, puisque les Grecs possèdent le plus d'écoles et ont une présence culturelle ancienne. L'État grec finance également de nouvelles écoles, des institutions culturelles et ouvre trois consulats, à Thessalonique, à Skopje en 1887 et à Bitola en 1888. Cependant, la Grèce est dépassée par la Bulgarie après 1878. Les Bulgares sont aidés par une plus grande proximité culturelle et historique, puisqu'ils ont connu une histoire similaire à celle des Macédoniens. L'État bulgare dépense 100 000 leva en 1881 pour son plan d'assimilation en Macédoine, et ce chiffre passe à 574 874 leva en 1885. Selon un rapport serbe, le gouvernement bulgare aurait dépensé pour le même plan 5 millions et demi de francs français en 1890. L'exarchat de Bulgarie contrôle quant à lui 306 écoles en 1886 et ce chiffre dépasse les 800 pour l'année scolaire 1888-1889 ; ces écoles comptent alors de 25 000 à 30 000 élèves.
La Serbie, dont la présence culturelle est plus faible, use d'une tactique originale.
Afin de se démarquer des Bulgares et des Grecs, elle soutient le nationalisme macédonien naissant et encourage ainsi la création de l'évêché de Skopje.
Elle possède aussi ses écoles : il y en a 217 en 1900 et elles comptent 9 179 élèves.
À la même époque, les Macédoniens sont aussi la cible de quelques petits groupes de conversion religieuse, comme des émissaires du Vatican et des missionnaires protestants anglais et américains.

### Montée du nationalisme slavo-macédonien

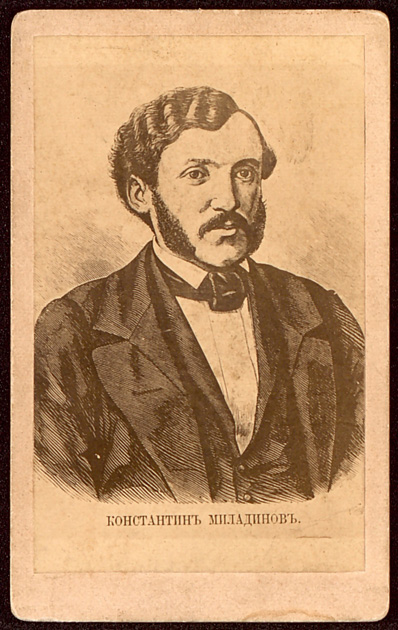
Konstantin Miladinov

Les programmes d'assimilation d'étrangers divisent la société et l'élite slavo-macédonienne. Ils empêchent toute prise de conscience identitaire ainsi que la fondation d'institutions spécifiquement slavo-macédoniennes. Un courant nationaliste existe pourtant, mais, contrairement aux autres mouvements balkaniques, il se répand sans aucune aide ou support extérieurs et sans infrastructures. Au contraire, il est non seulement menacé par le régime ottoman, mais aussi par les gouvernements des pays voisins.
La prise de conscience identitaire slavo-macédonienne s'est faite d'abord dans une optique générale slave puis s'est affinée par rapport aux Bulgares et aux Serbes dans les années 1840. La littérature macédonienne s'enrichit, notamment grâce à des auteurs locaux comme les frères Miladinov et par la publication de quelques manuels de langue macédonienne (mais leur impression reste chère et leur diffusion très limitée). Très peu de Slavo-macédoniens ont alors une conscience nationale ou régionale et personne à l'étranger ne les reconnaît comme un peuple à part entière. En 1854, Yordan Hadji Konstantinov-Djinot, un écrivain slavo-macédonien, écrit dans un journal bulgare à propos de son voyage à travers la Macédoine qu'il est arrivé dans « la ville serbo-bulgare de Skopje en Macédoine albanaise, où l'on parle la langue slave (serbo-bulgare). » Une lettre de Konstantin Miladinov de 1861 illustre aussi l'incertitude identitaire macédonienne et soulève déjà le problème du nom-même de « Macédoine ». L'écrivain, qui explique pourquoi il utilise le terme « bulgare » dans le recueil de chansons slavo-macédoniennes qu'il a publié avec son frère, écrit : « dans la préface j'ai appelé la Macédoine « Bulgarie occidentale » (comme elle devrait être appelée) parce qu'à Vienne les Grecs nous traitent comme des moutons. Ils considèrent la Macédoine comme une terre grecque et ne peuvent pas comprendre que la Macédoine n'est pas grecque. » Le terme « macédonien » s'est imposé pour qualifier les Slaves de Macédoine vers 1850 ; auparavant, des termes locaux comme bitoltchani (« habitant de Bitola ») ou prileptchani (« habitant de Prilep ») côtoyaient ceux de : « grec », « serbe » et surtout « bulgare ».
À partir du milieu du XIXe siècle, les premiers mouvements nationalistes voient le jour, comme les Makedonisti, dont les activités inquiètent les Bulgares dans les années 1860. Ces mouvements revendiquent surtout la création d'une Église macédonienne et la reconnaissance d'une littérature distincte de celle de Bulgarie et s'appuient sur le fait que la plupart des Slavo-macédoniens suivent des offices religieux dans des langues qu'ils ne parlent pas. Dans les années 1880, la grande majorité d'entre eux sont illettrés ou semi-lettrés et emploient un dialecte macédonien dans la vie quotidienne. Les élèves des écoles d'assimilation ne reçoivent en moyenne qu'une à deux années d'études élémentaires d'autre part. Grâce aux premiers mouvements nationalistes, la population s'identifie peu à peu à travers un folklore et des traditions particulières à la Macédoine et, en 1907, lorsqu'un diplomate russe visite Kastoriá (aujourd'hui en Macédoine grecque), les membres des délégations villageoises qu'il rencontre disent tous qu'ils ne veulent pas de prêtres et d'instituteurs grecs ou bulgares mais des macédoniens. Lorsqu'il leur demande leur nationalité, ils répondent qu'ils sont macédoniens. Dans les années 1910, toutefois, il est encore notoire que les Slavo-macédoniens ne savent pas à quel peuple ils appartiennent. L'historien allemand Heinrich Gelzer écrit ainsi en 1909 « il y a un effet irrésistiblement comique quand on voit comment les savants slaves se disputent vivement pour savoir si certaines parties de la Macédoine orientale sont habitées par des Serbes ou des Bulgares. La population elle-même ne sait pas. »

Le lion rugissant, premier symbole national.

En mai 1876 a lieu un premier soulèvement nationaliste, l'« insurrection de Razlovtsi ». Très courte et limitée géographiquement, elle a pourtant un but politique clair, attirer l'attention des pays européens sur la situation catastrophique de la Macédoine. Les insurgés utilisent les premiers symboles nationalistes macédoniens : un drapeau rouge orné d'un lion rampant et la devise « Lève-toi pour que je puisse te libérer, Macédoine ». Un deuxième soulèvement, celui de Kresna, se déroule à partir d'octobre 1878, après la signature du traité de Berlin qui rend la Bulgarie indépendante. Ce soulèvement est réglementé par la « Constitution du Comité de soulèvement macédonien » qui vise l'autonomie politique de la Macédoine. Il est cependant écrasé par les Turcs en juin 1879 et, entre emprisonnements et exils, les représailles sont sévères. Il faut une dizaine d'années aux mouvements nationalistes pour se reconstituer.

### Le VMRO et l'insurrection d'Ilinden

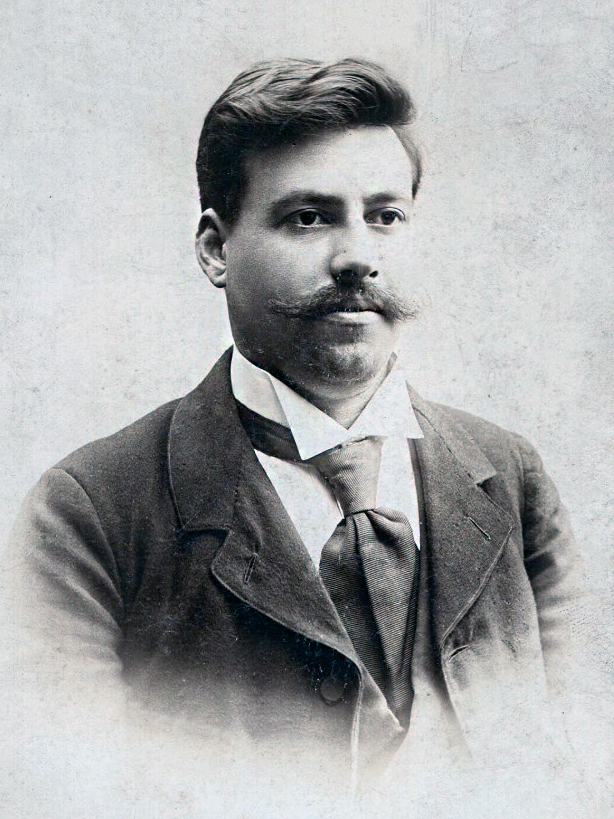
Gotsé Deltchev

En 1893, les nationalistes macédoniens ont retrouvé l'envergure qu'ils avaient avant le soulèvement de Kresna. Ils fondent à Thessalonique l'« Organisation révolutionnaire macédonienne », qui est rebaptisée plus tard « Organisation révolutionnaire intérieure macédonienne », plus connue sous son sigle macédonien « VMRO ». En 1901, le mouvement reçoit le soutien du gouvernement bulgare car ce dernier y voit un outil pour la création d'une Grande Bulgarie, incluant la Macédoine. Une branche, le Conseil suprême macédonien, est d'ailleurs fondée à Sofia, mais son objectif est sensiblement différent de celui du VMRO, qui ne souhaite pas forcément une annexion bulgare, mais plutôt l'autonomie, l'indépendance, voire la création d'une grande fédération slave dans les Balkans. Le VRMO, s'il soutient avant tout les droits du peuple slavo-macédonien, envisage aussi la libération de tous les autres peuples qui vivent dans la région, vis-à-vis du pouvoir ottoman. Il existe toutefois des différences parmi les leaders de l'organisation, car ceux politiquement de droite sont majoritairement bulgarophiles, alors que ceux de gauche, comme Gotsé Deltchev et Damé Grouev, penchent plus pour l'autonomie macédonienne, pour les idées socialistes et évitent les questions ethniques. Ce sont ces derniers qui dominent l'organisation pendant ses dix premières années.
La Macédoine est encore à l'époque une région très pauvre et arriérée. 80 % de la population vit de l'agriculture et 70 % des paysans ne possèdent pas de terres mais travaillent sur les domaines de propriétaires ottomans. Entre 1890 et 1910, 10 % de la population émigre, notamment vers la Bulgarie, où presque la moitié des habitants de Sofia, en 1903, est d'origine macédonienne. Les impôts des Chrétiens sont encore extrêmement élevés et l'insécurité fait partie de leur quotidien. Ainsi, selon une estimation de 1895, il existe alors 150 bandes armées de Musulmans qui terrorisent les villages, en commettant notamment des meurtres, des viols et des extorsions. Seules les villes sont encore contrôlées par les autorités ottomanes. Le VMRO tire parti de l'anarchie qui règne dans les campagnes puisque cela le rend libre d'action. Il constitue vite un État dans l'État en dominant la vie des villages.

Drapeau de l'Organisation révolutionnaire intérieure macédonienne et de l'insurrection d'Ilinden.

Le VMRO organise en 1903 le dernier et le plus grand soulèvement populaire de l'histoire macédonienne. Cet événement crucial commence le 2 août, jour de la Saint-Élie (« Sveti Eliya » en macédonien), ce qui lui vaut son nom d'« Insurrection d'Ilinden-Préobrajénié ». Les forces rebelles, qui comptent 26 408 combattants, concentrent leur lutte dans la région de Bitola et, au bout d'un mois, ils contrôlent une région de près de 10 000 kilomètres carrés. Beaucoup de ces combattants sont des émigrés macédoniens, des travailleurs et des étudiants installés dans les pays voisins. Le 3 août, les rebelles connaissent leur premier grand succès avec la prise de la ville de Kruševo, qui compte 10 000 habitants, principalement Slavo-macédoniens et Valaques. Ils y installent une nouvelle autorité locale, qui comprend des élus locaux, et proclament la république de Kruševo. La ville, assiégée par les Ottomans, est toutefois reprise par ces derniers au bout de dix jours et la république est dissoute. Le mouvement est terni par certains insurgés qui ne suivent pas le règlement et attaquent des civils turcs et albanais ; en réaction, ces derniers ont souvent constitués des organes de protections. L'insurrection ne reçoit pas toujours le soutien des Slaves macédoniens et certains vont même dénoncer des rebelles aux autorités ottomanes. En septembre, l'armée ottomane lance une contre-offensive générale et l'insurrection est neutralisée à la mi-novembre. Le bilan de l'insurrection est lourd : 5 000 rebelles sont tués, 200 villages sont détruits et 70 000 civils sont laissés sans maison,.

Le drapeau de la république de Kruševo

Le soulèvement, sans recevoir aucune aide étrangère, intéresse les médias étrangers, et les puissances occidentales font peu à peu pression sur le gouvernement ottoman, qui accepte le programme de réformes Mürzsteg, qui permet notamment à l'Autriche et à la Russie d'envoyer des moniteurs chargés d'organiser une nouvelle police et de restaurer l'ordre. Ce programme n'améliore en rien la vie des Slavo-macédoniens et les encourage plutôt à poursuivre leurs idées autonomistes. En effet, une présence étrangère en Macédoine signifie pour eux la fin proche de la domination ottomane.
La révolution des Jeunes-Turcs, en 1908, permet la mise en place d'une constitution et entraîne des mouvements d'euphorie parmi les Macédoniens. Ils autorisent le VMRO à constituer un parti politique, et plusieurs organisations social-démocrates voient le jour en Macédoine. Mais ils forcent le départ des moniteurs étrangers et augmentent les impôts, ce qui entraînent de nouvelles résistances en Macédoine et au Kosovo. Ils interdisent en 1909 les organisations politiques fondées sur des caractères ethniques, ce qui entraîne notamment la fermeture des clubs grecs et bulgares et promulguent une loi contre le brigandage qui vise à sécuriser la région. Ainsi, 400 bandits sont tués en 1910 et 500 pendant la première moitié de 1912. Les Albanais supportent au départ la révolution mais ils s'opposent rapidement à la promotion du nationalisme turc faite par le mouvement. Ils lancent une première révolte locale en 1910 contre les Jeunes-Turcs, et sont soutenus par la Serbie qui veut annexer les régions où ils sont présents. Un second soulèvement albanais a lieu en mai 1912 ; il part d'Albanie et du Kosovo et s'étend rapidement jusqu'à l'est de Skopje. Face à l'ampleur du mouvement, les Turcs octroient l'amnistie aux rebelles le 19 août 1912.

## Le partage de la Macédoine (1911-1913)

### Les Guerres balkaniques

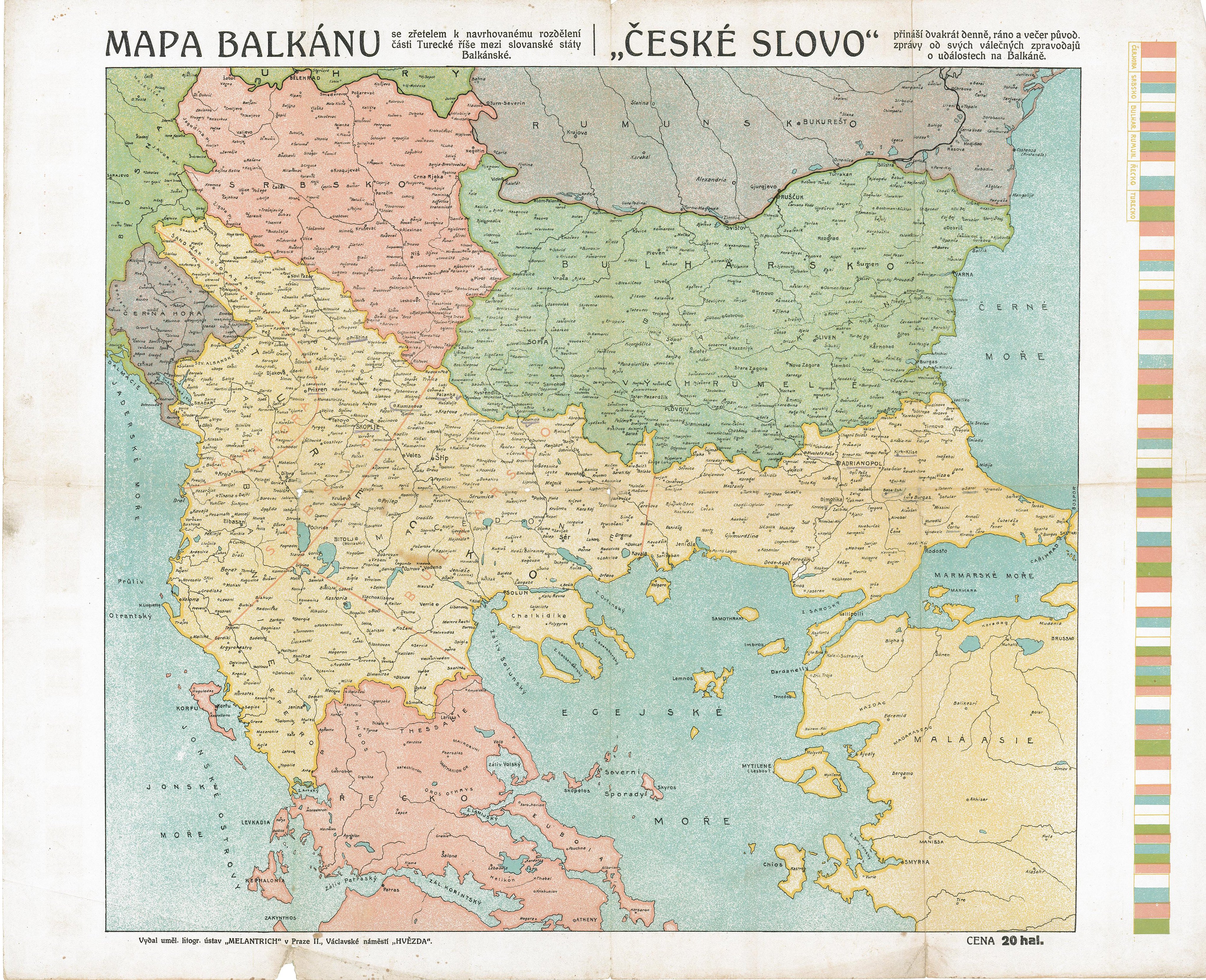
La Turquie d'Europe en 1912.

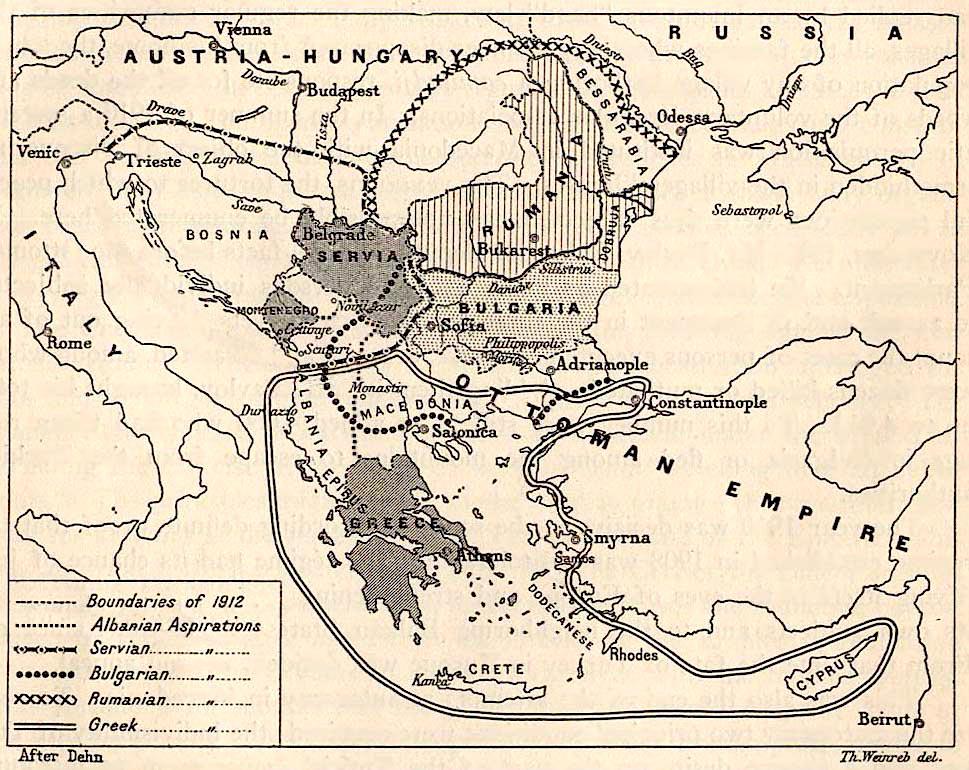
Les aspirations irrédentistes dans les Balkans en 1912.

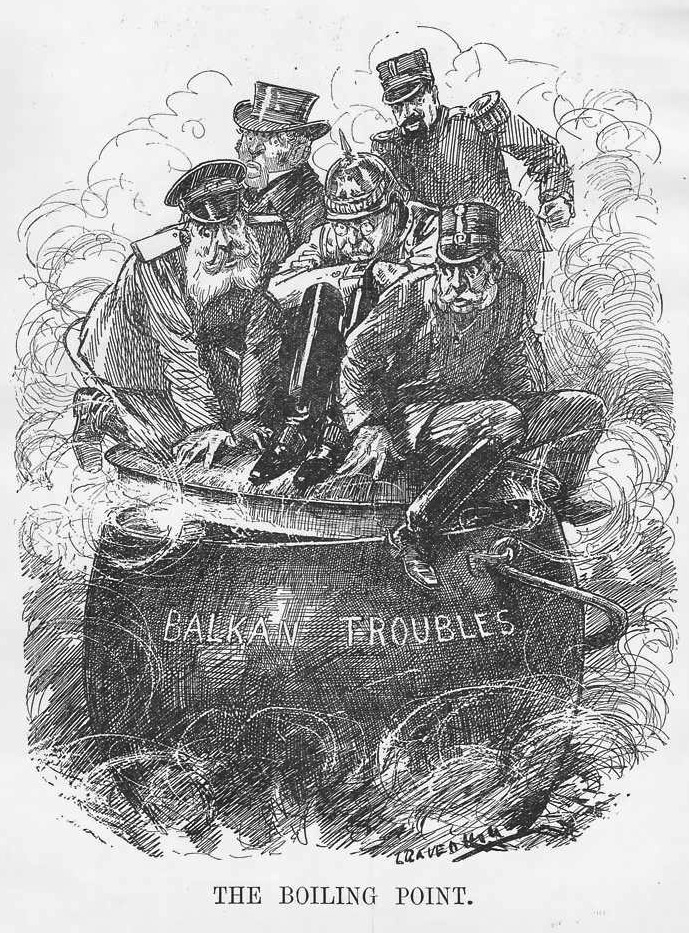
Les Grandes Puissances sous la menace de l'explosion des Balkans, revue britannique Punch du 2 octobre 1912

Alors que l'Autriche-Hongrie et la Russie veulent améliorer la situation de la Turquie d'Europe par des réformes juridiques, la Bulgarie, la Grèce et la Serbie veulent expulser définitivement les Turcs des Balkans et se permettre ainsi d'importants agrandissements territoriaux. Malgré sa position initiale, l'Autriche-Hongrie adopte la même attitude lorsqu'elle annexe la Bosnie-Herzégovine en 1908 et menace ainsi les petits royaumes balkaniques. Une guerre contre la Turquie et probablement contre l'Autriche nécessite des unions, et la guerre italo-turque de 1911, puis le rejet par Constantinople de propositions de réformes, décident les États balkaniques à s'allier puis à entrer en guerre le plus vite possible. Ainsi, la Serbie et la Bulgarie signent le 13 mars 1912 un traité d'alliance. La Grèce s'allie à la Bulgarie le 29 mai et le système d'alliances est complété par des traités entre le Monténégro et la Bulgarie le 28 août, et avec la Serbie le 6 octobre. La nouvelle Ligue balkanique regroupe alors des armées puissantes ; la Grèce possède par exemple une flotte importante et la Bulgarie a une armée très bien entraînée, c'est d'ailleurs la plus grande d'Europe proportionnellement à la population du pays.
Toutefois, les alliances sont faibles car les différents pays ne peuvent se mettre d'accord sur l'avenir des territoires qu'ils veulent envahir. Les différends concernent surtout la Serbie, qui revendique le Sandjak de Novi Pazar, le Kosovo, la Macédoine et l'Albanie, possessions qui lui permettraient un accès à la mer. La Bulgarie revendique quant à elle le territoire allant de la Macédoine aux détroits des Dardanelles et du Bosphore. Les deux pays arrivent finalement à un accord sur la division de la Macédoine : alors que la Grèce peut prétendre à la moitié sud, la Serbie aura un territoire en forme de triangle confiné au nord-ouest et la Bulgarie aura le reste, soit une région partant de l'est et se rétrécissant jusqu'à Ohrid. La frontière entre la Bulgarie et la Serbie n'est pas précisément définie, aucune solution n'est par exemple adoptée pour les villes de Struga, Debar, Kitchevo, Gostivar, Tetovo et surtout Skopje. Les deux pays se mettent d'accord pour demander l'arbitrage de la Russie au moment voulu. La Russie accepte par ailleurs de soutenir de loin la Ligue balkanique car elle forme une force non négligeable contre l'Autriche-Hongrie.
La Bulgarie, la Grèce, le Monténégro et la Serbie déclarent la guerre à la Turquie le 18 octobre 1912. La Serbie, qui a mobilisé 350 000 soldats, remporte vite une victoire écrasante durant la bataille de Kumanovo et arrive au sud de Bitola en novembre. La guerre est le plus grand triomphe militaire de toute l'histoire serbe et le pays veut garder tous les territoires qu'il a envahis, même si une partie de ceux-ci étaient destinés à la Bulgarie, qui a négligé la Macédoine pour se concentrer sur la Thrace et a connu des pertes énormes sur la route de Constantinople (soixante mille morts et blessés). Les Slavo-macédoniens eux-mêmes, plutôt partisans d'une grande Macédoine autonome, ne supportent généralement pas les alliés, même si cent mille d'entre eux rejoignent leur armée.
La première guerre balkanique s'achève par l'armistice du 26 mars 1913 et les vainqueurs attendent la protection de la Russie pour que leurs annexions soient reconnues internationalement. Mais cette dernière doit faire face à la Triplice, qui souhaite la création d'une Albanie indépendante et abandonne la défense de l'annexion de celle-ci par les Serbes. La Serbie reçoit en compensation la majeure partie des territoires actuels de Macédoine du Nord qu'elle a envahis et qui étaient auparavant destinés aux Bulgares. Les annexions des alliés sont officiellement reconnues par le traité de Londres, mais la Bulgarie en conteste le résultat et menace de lancer une nouvelle guerre. Le 1er juin, la Grèce et la Serbie s'allient contre la Bulgarie et obtiennent les faveurs de la Roumanie.
Le 16 juin 1913, la Bulgarie déclare finalement la guerre à ses anciens alliés. Le conflit est rapide, puisque Sofia se rend le 18 juillet. Le traité de Bucarest, signé le 10 août, entérine définitivement le partage de la Macédoine issu de la première guerre. La deuxième guerre est marquée par de lourdes pertes du côté serbe, 38 000 morts et blessés, contre 28 000 pour la première guerre, et par des violences entre civils, notamment entre les Turcs, les Bulgares et les Serbes.

### Partage final

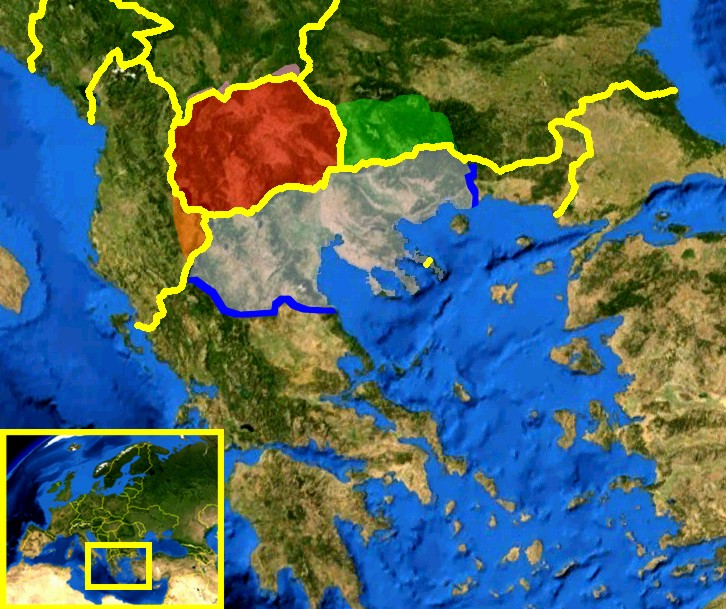
La grande Macédoine divisée :
Macédoine de l'Égée (Grèce)
Macédoine du Vardar (Serbie)
Macédoine du Pirin (Bulgarie)
Macédoine albanaise

Le traité de Bucarest divise la région de Macédoine en trois parties. La moitié sud (51 %), appelée « Macédoine de l'Égée », est accordée à la Grèce, le quart nord-ouest, la « Macédoine du Vardar » (38,57 %), est accordée à la Serbie et une région située aux confins orientaux, la « Macédoine du Pirin » (10,11 %), est accordée à la Bulgarie. L'Albanie, indépendante en 1912, obtient aussi une petite région située à l'extrême ouest. Ce sera le territoire de la Macédoine du Vardar qui deviendra en 1991 la république indépendante de Macédoine du Nord.
Selon l'Encyclopædia Britannica de 1911, il y a alors environ 2 200 000 habitants en Macédoine du Vardar. Le plus grand groupe est celui constitué par les Slavo-macédoniens, qui sont 1 150 000. Il y a aussi 500 000 Turcs, 250 000 Grecs, 120 000 Albanais, 90 000 Valaques, 75 000 Juifs et 50 000 Roms. Le nombre d'habitants et les proportions ethniques pour les régions issues du partage sont difficiles à connaître car elles sont sujettes à des manipulations politiques ainsi qu'à des situations souvent chaotiques. De manière générale, les différents États ont tous imposé rapidement des politiques d'assimilation de grande ampleur. Seule la Serbie a des difficultés notoires pour faire disparaître l'existence du sentiment slavo-macédonien, surtout parce qu'elle a moins de support local que la Grèce et la Bulgarie.

### Assimilation des Macédoniens

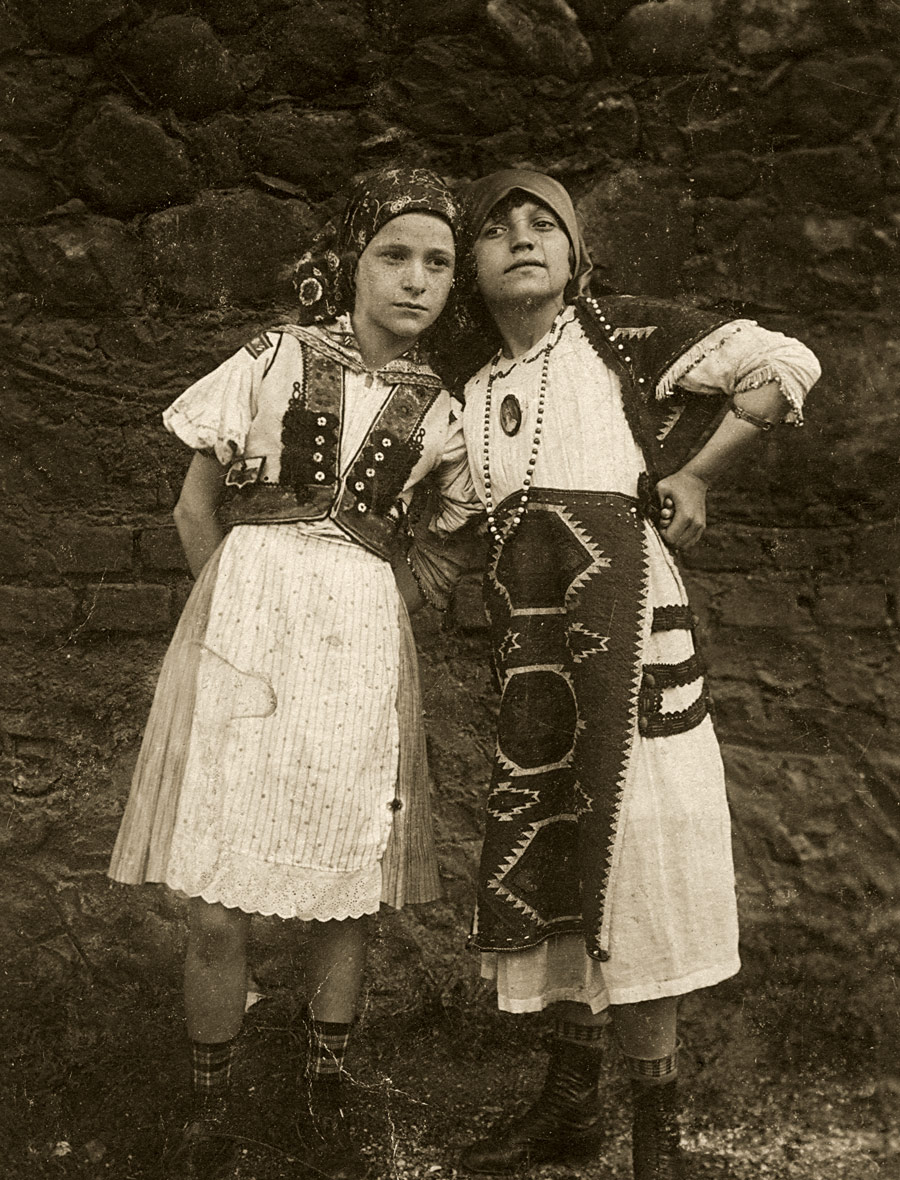
Jeunes Macédoniennes de Prilep au début du XXe siècle

La Grèce, qui possède désormais plus de la moitié de la grande Macédoine, s'emploie tout d'abord à augmenter la population grecque. En 1912, il y a 1 073 549 habitants en Macédoine de l'Égée et notamment 326 426 Macédoniens, 289 973 Turcs et 240 019 Grecs. La plus grande ville, Thessalonique, est en très grande majorité peuplée de Juifs. En 1919, la Grèce et la Bulgarie signent un accord d'échange volontaire de population, ainsi 25 000 Grecs de Bulgarie rejoignent la Grèce et de 52 000 à 72 000 Bulgares, selon les sources, quittent la Grèce pour la Bulgarie. 15 000 Macédoniens ont aussi émigré vers la Bulgarie juste après l'annexion. Après la guerre contre la Turquie que la Grèce perd en 1922, de nouveaux échanges ont lieu, cette fois-ci avec l'Anatolie. 1 200 000 Grecs quittent cette région pour la Grèce et s'installent majoritairement en Macédoine de l'Égée. Ils remplacent de nombreux Turcs et Pomaks qui rejoignent quant à eux la Turquie. La Grèce s'emploie aussi à assimiler ses minorités et les centres macédoniens de Kilkís, de Serrès et de Dráma sont ainsi incendiés ; l'usage des dialectes slaves dans la vie publique est interdit. En 1926, les noms de lieu macédoniens sont hellénisés et, en 1927, les écoles bulgares sont fermées. Dans les églises, les inscriptions macédoniennes sont repeintes en grec, enfin, à partir de cette date, l'usage de la langue macédonienne dans la vie courante est fortement réprimé. La Grèce refuse aussi de reconnaître les Macédoniens comme minorité ethnique et ils sont considérés officiellement comme des « Grecs slavophones », considération encore en usage au début du XXIe siècle. En 1928, il y a en Macédoine grecque 1 237 000 Grecs, 82 000 Macédoniens et 93 000 personnes appartenant à d'autres groupes ethniques.
La Bulgarie poursuit elle aussi une politique d'assimilation et connaît plusieurs problèmes politiques à cause de l'Organisation révolutionnaire intérieure macédonienne dans les années 1920. Le nombre de Slavo-macédoniens avant la Seconde Guerre mondiale est inconnu puisqu'ils ne sont pas considérés comme minorité ethnique. Ensuite, le régime communiste lutte contre le nationalisme macédonien et dénie l'existence de minorités dans le pays, sauf les Juifs et les Arméniens pour des raisons politiques. Ils sont officiellement 187 789 en 1956 et seulement 5 071 en 2001. Les chiffres concernant la petite Macédoine albanaise après le partage sont eux aussi inconnus. Le pays connaît alors de nombreux problèmes internes et aucun programme d'assimilation n'est mis en place. Selon Enver Hoxha, il y a entre 3 000 et 4 000 Slavo-macédoniens en Albanie en 1975. Ils sont répartis sur neuf villages. Le recensement albanais de 1989 fait quant à lui état de 4 697 Macédoniens.
Les Serbes, de leur côté, imposent un régime militaire de terreur dans la Macédoine du Vardar. Les activistes pro-bulgares sont expulsés alors que 641 églises et 761 écoles bulgares sont fermées. 23 prêtres exarchistes sont exécutés et, à Kitchevo, trois personnes sont crucifiées.
Le régime serbe est aussi très hostile aux nationalistes macédoniens et entre 1912 et 1915, il est responsable de la mort de 1 845 personnes, de l'incendie de 1 221 maisons et de la disparition de 285 personnes.
Les autorités militaires renvoient aussi les prêtres et les instituteurs qui refusent de se déclarer comme serbes.
Les habitants des nouveaux territoires serbes (la Macédoine du Vardar, le Sandjak de Novi Pazar et le Kosovo) ne profitent pas de la constitution serbe de 1903, ils n'ont aucun droit de gouvernement local et aucune représentation au parlement. Ces nouveaux territoires font pourtant presque doubler la population du pays, qui passe de 2,9 à 4,4 millions d'habitants.
Les Albanais ne sont pas sujets à des programmes d'assimilation mais n'obtiennent pas, comme il était prévu, d'autonomie politique.
La Macédoine du Vardar compte alors 1 665 000 habitants, soit 36,4 habitants au kilomètre carré, chiffre similaire à celui de la Bosnie, 37,1 habitants au kilomètre carré.

### La Première Guerre mondiale

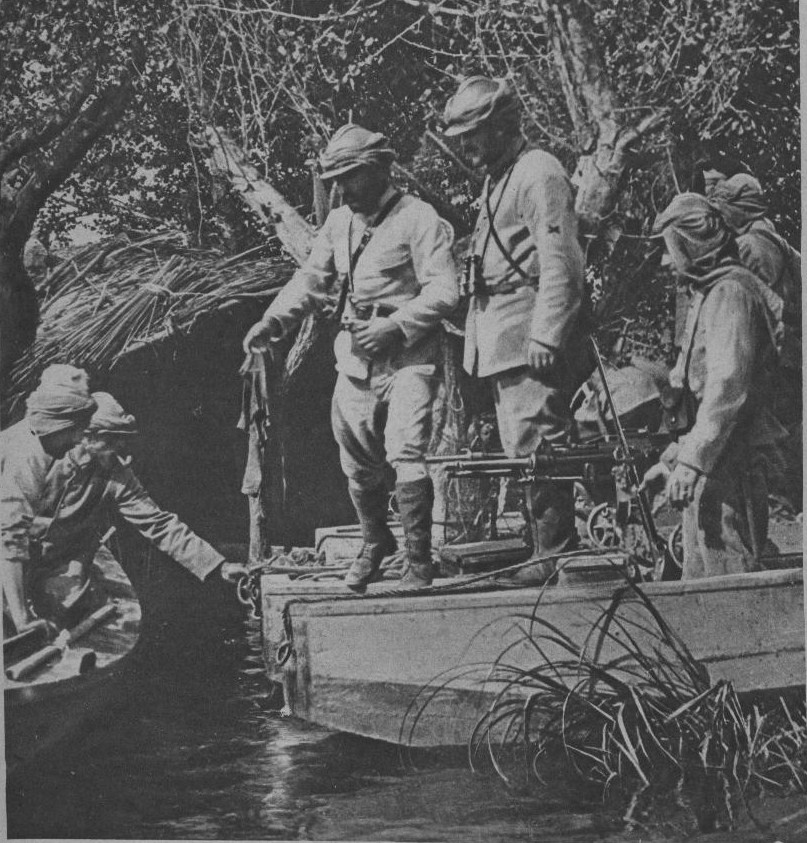
Patrouille française sur le Vardar en 1916

La Première Guerre mondiale en région de Macédoine est en quelque sorte le prolongement des Guerres balkaniques puisque la Bulgarie ne renonce pas à ses prétentions sur la Macédoine de l'Égée et du Vardar. Elle s'allie aux Empires centraux et déclare la guerre à la Serbie en septembre 1915. Cette dernière est déjà en guerre contre l'Autriche-Hongrie et la Bulgarie envahit sans mal la Macédoine du Vardar. L'armée bulgare reçoit par ailleurs un accueil généralement bon de la part de la population locale. La situation des Macédoniens se dégrade toutefois rapidement, puisque la Bulgarie instaure la loi martiale et déclare la mobilisation générale. Une unité militaire uniquement composée de Macédoniens, la 11e division macédonienne, est ainsi créée. La Bulgarie mobilise environ 200 000 Macédoniens du Vardar.
Un front se forme sur la frontière entre la Macédoine du Vardar et celle de l'Égée. Au nord, les Empires centraux déploient 600 000 soldats, et le Royaume-Uni, la France et la Russie, venus aider la Serbie, déploient autant d'hommes au sud. La Macédoine souffre de très nombreuses destructions, puisque des villes comme Bitola et Dojran se retrouvent au milieu des combats et sont bombardées ; plusieurs villages sont entièrement détruits. La population souffre aussi des réquisitions et de l'exploitation de ses ressources. Environ 150 000 Macédoniens du Vardar rejoignent également les armées serbes et grecques. Après que la Russie a quitté la guerre, en 1917, les Alliés recentrent leurs forces sur le front de Thessalonique. Le 15 septembre 1918, Louis Franchet d'Espèrey et son Armée française d'Orient lancent une grande offensive vers le nord qui libère rapidement la Macédoine du Vardar. Ils atteignent Skopje le 29 septembre 1918 et s'emparent de la ville par surprise. Le même jour, à 23 heures, l'armistice entre la France, la Bulgarie et la Turquie est signée, puis l'Armée française d'Orient continue sa percée vers le Danube. Le nombre de soldats macédoniens du Vardar tués pendant la guerre est difficile à connaître puisqu'ils étaient considérés bulgares, grecs ou serbes. Le nombre de victimes civiles s'élève quant à lui à 50 000 morts.

## La Macédoine yougoslave (1920-1990)

### Le royaume de Yougoslavie
Après la fin de la guerre, la Serbie retrouve le contrôle de la Macédoine du Vardar, à laquelle est ajoutée la région de Stroumitsa, auparavant bulgare. Le pays, auquel sont ajoutées plusieurs régions de l'Autriche-Hongrie, devient le royaume des Serbes, Croates et Slovènes, rebaptisé « royaume de Yougoslavie » en 1929. L'existence du peuple macédonien n'est toujours pas reconnue et les autorités renomment la région en « Serbie du Sud ». En février 1919, le système féodal ottoman est aboli et la constitution de 1921 réorganise l'ensemble du royaume en 33 provinces ; la Macédoine du Nord correspond à celles de Skopje, Bitola et Štip. En 1929, les provinces sont abolies et remplacées par neuf banovines. La Macédoine du Vardar se retrouve dans la banovine du Vardar, dans laquelle sont incluses des régions du sud de la Serbie, ce qui permet aux Serbes de ne pas y être minoritaires.
Les premières élections parlementaires sont organisées en 1921. Le VMRO boycotte les élections, ce qui entraîne 45 % d'absentéisme, et les électeurs macédoniens élisent 15 députés communistes, 11 démocrates et 6 radicaux. Seul l'électorat monténégrin offre plus de voix aux communistes (25 %) alors que la Macédoine du Vardar leur offre 20 %. Les scores des communistes des autres régions ne dépassent jamais 10 %. Les communistes sont alors très intéressés par les Macédoniens car, comme les Croates, ils forment une force contestataire susceptible de renverser la monarchie.

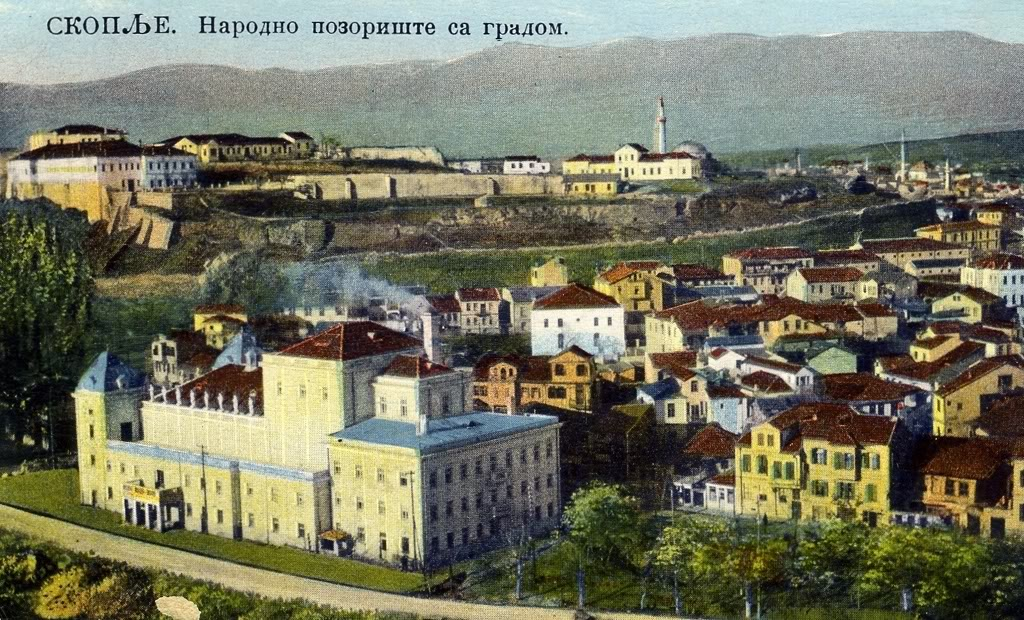
Skopje, avec le théâtre, dans les années 1920.

Les politiques d'assimilation mises en place en 1913 se poursuivent, notamment avec la serbisation des noms de famille, des toponymes, l'expulsion du clergé bulgare et l'interdiction de l'usage des dialectes locaux dans la vie publique. Une loi est adoptée pour encourager la colonisation serbe ; les Macédoniens n'ont pas le droit de posséder des propriétés en dehors de leur district et de nombreux domaines de terre arable sont offerts aux officiers serbes qui ont survécu au front de Thessalonique. Ils sont rejoints par des familles serbes de Bosnie-Herzégovine, du Monténégro et de la Lika croate qui sont installées sur les terres de Turcs et d'Albanais. Cette loi permet l'établissement de 10 300 familles de colons serbes en Macédoine du Vardar. En 1920, les églises encore sous l'autorité du patriarche de Constantinople sont achetées par le Patriarcat de Serbie.
Ces décisions attirent la colère des nationalistes : entre 1918 et 1924, les autorités arrêtent 2 900 personnes, en tuent 342 et en font disparaître 47.

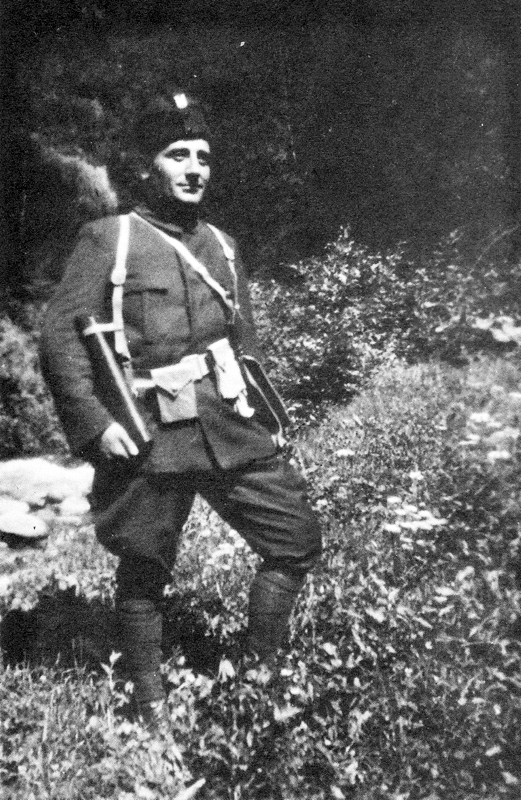
Vlado Tchernozemski, le meurtrier d'Alexandre Ier

Les Albanais connaissent eux aussi une situation difficile qui est liée aux problèmes ethniques que rencontre le Kosovo. Les Serbes encouragent leur émigration, notamment vers la Turquie, et tentent une certaine assimilation. Puisque toutes les écoles ne peuvent enseigner qu'en langue serbe, leur niveau d'éducation est extrêmement bas, 90 % des Albanais de Macédoine du Nord sont alors illettrés. En 1924, ils obtiennent toutefois une école albanaise, la Grande Medresa du Roi Alexandre, située à Skopje, mais le mécontentement général de la minorité entraîne l'apparition des bandes armées des kachaks.
Le VMRO retrouve peu à peu sa place de contestataire politique. Il est autorisé en Bulgarie comme parti politique jusqu'en 1934 et prend même le contrôle quasi total de la Macédoine du Pirin en 1923. Il lance de nombreux raids en Macédoine du Vardar afin d'attirer l'attention internationale, mais les autorités yougoslaves ferment la frontière avec de grands fossés et des clôtures en fils de fer barbelés. L'État bulgare tolère ces faits d'armes car il souhaite toujours l'annexion de la Macédoine du Vardar, mais face aux pressions yougoslave et internationales, il bannit l'organisation en mai 1934. Le VMRO est aussi présent clandestinement en Yougoslavie et, en 1923, il commande 1 675 combattants qui opèrent surtout à l'est du Vardar, l'ouest étant plutôt le domaine des kachaks albanais. Entre 1919 et 1934, le VMRO commet 467 attaques, pendant lesquelles 185 officiers du royaume, 268 civils et 168 membres de l'organisation sont tués. Le VMRO s'illustre surtout lors du massacre de 30 colons serbes dans la plaine d'Ovtché Polé, près de Sveti Nikole, en 1923 ; en représailles, les Serbes tuent tous les hommes du village de Garvan, près de Radoviš. Le VMRO est aussi responsable du meurtre d'un directeur de journal de Bitola en 1926, d'un général à Štip l'année suivante et surtout de l'assassinat du roi Alexandre Ier de Yougoslavie à Marseille en 1934, alors que celui-ci préparait une alliance avec la France contre les États fascistes. L'organisation perd toutefois de son efficacité au cours des années 1930 et son fort penchant pour le banditisme lui fait perdre de nombreux soutiens parmi la population. Le VMRO, qui a toujours été divisé entre droite et gauche, abandonne peu à peu ses idéologies conservatrices pour ne garder que ses idées de gauche. Cela le fait se rapprocher du parti communiste yougoslave, déjà très présent parmi l'élite macédonienne. Les communistes, qui reconnaissent eux aussi l'existence du peuple macédonien, surpassent vite le VMRO et le Komintern ordonne la dissolution de ce dernier en 1937.
La Macédoine du Nord connaît sous le royaume de Yougoslavie un certain développement industriel, surtout grâce à l'ouverture de mines et d'usines métallurgiques. Des taxes et des salaires très bas incitent les industriels de régions plus riches, comme la Croatie, à s'implanter dans la région. L'agriculture industrielle est également favorisée, notamment la culture du coton, du tabac et du pavot somnifère, mais la majorité des paysans macédoniens, qui représentent 75 % de la population, travaillent sur de petites parcelles avec des méthodes archaïques. L'économie locale souffre du manque d'infrastructure et de la Grande Dépression de 1929, qui fait par exemple chuter les prix du pavot de 77 %. Le niveau d'éducation des Macédoniens est très bas et, malgré l'ouverture de nombreuses écoles, le système éducatif est très mauvais. Par exemple, les manuels scolaires serbes d'avant-guerre ne sont remplacés qu'à partir de 1937. La Macédoine du Vardar est avant la Seconde Guerre mondiale la région la moins développée d'Europe.

### La Seconde Guerre mondiale

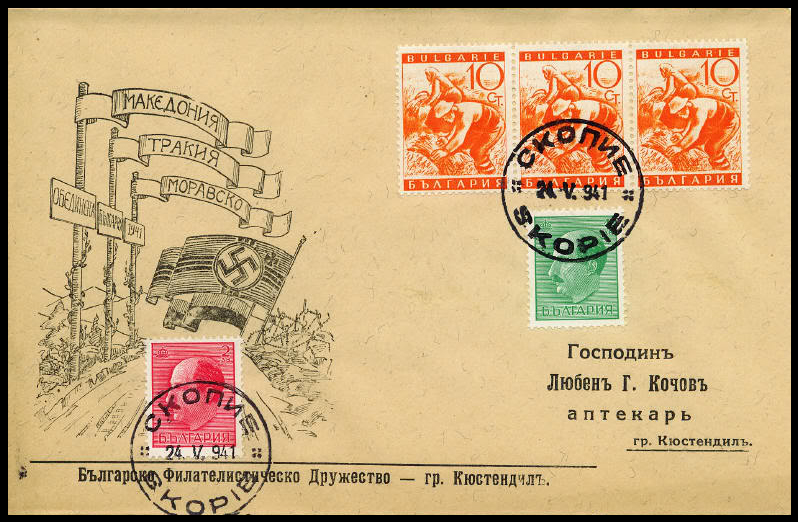
Enveloppe envoyée depuis Skopje en 1941, on y voit des timbres bulgares ainsi que le drapeau militaire nazi

Le royaume de Yougoslavie entre en guerre en avril 1941, lorsque les puissances de l'Axe envahissent le pays. La Yougoslavie est divisée entre divers États fascistes et la Bulgarie s'empare de l'essentiel de la Macédoine du Vardar le 19 avril. L'extrême ouest du territoire, majoritairement albanais, est rattachée par l'Italie à son protectorat d'Albanie. Les Bulgares ne rencontrent pas de résistance sérieuse et les Macédoniens offrent souvent un bon accueil. La majorité d'entre eux ne savent rien ou presque des idéologies nazies et fascistes et cette invasion est vue comme une libération, bien que la collaboration macédonienne soit faible. Les Bulgares lancent une politique d'intégration de la région, en construisant notamment 800 écoles et en ouvrant une université à Skopje ; la centralisation est rapide et, en 1942, la région est sous le contrôle total de Sofia. L'enseignement en bulgare est obligatoire et ce sont des officiers bulgares qui sont installés dans les administrations. Les Bulgares prennent rapidement des mesures vis-à-vis des Juifs de Macédoine, qui sont entre 7 800 et 8 000 et sont concentrés à Skopje et Bitola. En 1941, les Juifs n'ont plus le droit de travailler dans le commerce et l'industrie et en 1942 ceux de Bitola sont concentrés dans un ghetto. Ils sont tous déportés en 1943 à Treblinka, où plus de 7 000 d'entre eux sont assassinés,. Les régions sous contrôle albanais sont soumises à des politiques d'albanisation, les écoles n'enseignent qu'en albanais, qui est l'unique langue administrative. Les conversations téléphoniques dans une autre langue que l'albanais ou l'italien sont interdites.

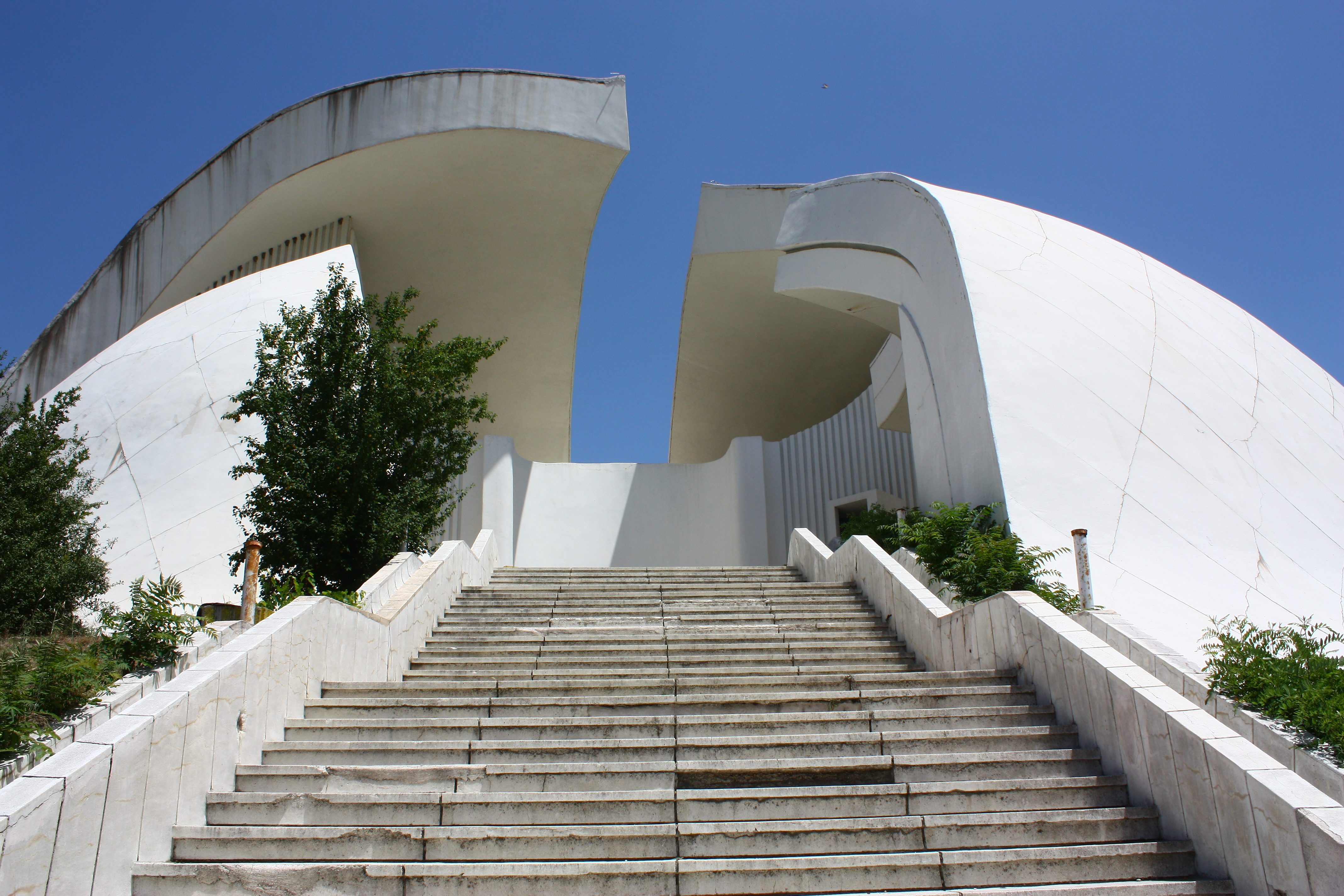
Comme toutes les anciennes républiques yougoslaves, la Macédoine compte un grand nombre de monuments dédiés aux Partisans, comme l'ossuaire de Vélès.

La domination bulgare trop importante réveille les sentiments autonomistes. Cette situation profite aux communistes, qui reconnaissent et défendent le peuple macédonien. Les Macédoniens sont alors divisés entre deux partis, le parti communiste yougoslave et le parti communiste bulgare. Ces deux partis soutiennent le droit d'auto-détermination pour les Macédoniens et envisagent une grande fédération balkanique au sein de laquelle la grande Macédoine réunifiée serait autonome. Le Komintern assigne finalement la Macédoine du Vardar au parti yougoslave. Les Communistes macédoniens, appelés « Partisans », commencent à lutter dès 1941 en créant des unités de sabotage et des détachements basés à Skopje, Kumanovo et Prilep. En 1942, la lutte s'intensifie et des soulèvements libèrent pour quelque temps certaines petites régions. Le Deuxième Congrès du Conseil anti-fasciste de libération nationale de la Yougoslavie (AVNOJ) du 29 novembre 1943 constitue le parti communiste macédonien et prévoit pour la Macédoine le même statut d'entité fédérale que pour la Serbie, la Croatie, le Monténégro et la Bosnie-Herzégovine. L'Assemblée anti-fasciste pour la libération du peuple macédonien (ASNOM) est constituée et tient sa première session dans le monastère de Prohor Pčinjski le 2 août 1944, date anniversaire de l'Insurrection d'Ilinden. Lors de cette session, la « république populaire de Macédoine » est proclamée indépendante. Le même mois, les premières divisions macédoniennes de l'Armée populaire de Libération sont formées. En septembre, elles comptent 60 000 Partisans, répartis en sept divisions et trois corps. Au début du mois d'octobre, les Partisans contrôlent la plupart des zones rurales.
En septembre 1944, la Bulgarie change de camp après son invasion par l'Armée rouge et la prise du pouvoir du Front patriotique dominé par les communistes bulgares. Hitler tente alors de sauver la situation en créant en Macédoine un régime fantoche, l'État indépendant de Macédoine, dont le gouvernement serait confié à Vancho Mihailov, ancien chef du VMRO lié aux Oustachis croates. Mihailov, qui se trouvait à Zagreb, est envoyé en Macédoine mais il renonce au bout de quelques jours au projet tant la situation lui apparaît désespérée. Prilep, première ville libérée, est prise par les Partisans le 2 novembre et, avant le 12 novembre, ces derniers ont libéré Kumanovo, Štip, Skopje, Resen, Bitola et Ohrid. Ils rencontrent une opposition sérieuse à Vélès, située dans la vallée stratégique du Vardar et il leur faut deux jours de combats acharnés avant d'entrer dans la ville le 11 novembre. Tetovo, qui tombe le 19 novembre, est la dernière grande ville libérée. À la mi-novembre, les forces de l'Axe sont totalement expulsées et des représentants communistes sont placés dans les administrations. Les Partisans macédoniens poursuivent le combat au nord, par exemple au Kosovo, où ils appuient les autres soldats yougoslaves. La guerre a fait en Macédoine du Vardar 17 000 morts, dont 14 000 résistants communistes. C'est de loin la république yougoslave qui a eu le moins de pertes humaines pendant le conflit ; la Slovénie, qui possède un nombre d'habitants similaire, a dénombré par exemple 33 000 morts, soit presque le double.

### La république socialiste de Macédoine (1945-1990)

#### Formation de la république
L'ASNOM organise ses premières élections en mars 1945 ; elles permettent la nomination des membres du premier gouvernement. Celui-ci est établi le 16 avril et regroupe des personnalités du parti communiste macédonien ainsi que d'autres partis associés dans un « Front populaire », comme l'Alliance socialiste des Travailleurs de Macédoine, le Front des Femmes anti-fascistes et des syndicats ainsi que des organisations pour la jeunesse. Après la proclamation de la république fédérative populaire de Yougoslavie et la mise en application de sa constitution, la république socialiste de Macédoine, qui correspond à la Macédoine du Vardar, rejoint formellement la Yougoslavie communiste. Elle forme l'une de ses six entités fédérales, avec les républiques socialistes de Bosnie-Herzégovine, de Croatie, du Monténégro, de Serbie et de Slovénie. La république adopte une langue officielle, le macédonien, un drapeau, un emblème, une citoyenneté macédonienne et se voit dotée d'organes politiques comme une Assemblée populaire, un gouvernement, un système judiciaire et administratif, etc.
En 1945, la situation de la Macédoine est catastrophique puisque tout reste à faire pour amorcer un développement économique et social. Il faut par exemple mettre en place une langue macédonienne standard, écrire un dictionnaire, ouvrir des écoles, favoriser une presse et une culture nationale, construire des usines, des centrales électriques, des routes goudronnées, etc. La population est illettrée à 64 % en 1944 et l'ouverture d'écoles est un des premiers objectifs du nouveau régime. Alors qu'il n'y avait que 843 écoles en 1939, il y en a 1 487 en 1951. Les lois communistes permettent aux enfants des minorités d'accéder à un enseignement dans leur langue maternelle et il y a donc pour la même année 1 148 écoles de langue macédonienne, 214 écoles albanaises, 112 écoles turques et 13 écoles serbes, qui regroupent 177 579 élèves. En 1959, ce chiffre passe à 211 556 et en 1973 à 330 698. L'illettrisme baisse constamment, en 1953, 40,3 % de la population est encore illettrée, et en 1988, 10,9 %. Ce résultat est médiocre comparé à celui de républiques riches comme la Slovénie, mais il est meilleur que ceux de la Bosnie-Herzégovine (14,5 %) et du Kosovo (17,6 %), pour 1988.
La langue macédonienne standard voit le jour en 1945. Le dialecte de la capitale, Skopje, considéré trop proche du serbe, est délaissé au profit de celui de la région de Bitola et de Vélès ; l'alphabet cyrillique macédonien est adopté le 3 mai de la même année, et l'orthographe le 7 juin. L'instauration d'une église macédonienne indépendante du patriarcat de Serbie est un autre moment fort pour la nation macédonienne et l'une des rares coopérations entre une religion et un État laïque. L'archevêché d'Ohrid, disparu au XVIIIe siècle, est rétabli en 1958 et son autocéphalie est proclamée en 1967. L'Église serbe refuse toutefois de reconnaître cette indépendance. Les relations entre l'Église et les autorités macédoniennes restent toujours cordiales, surtout parce qu'elles doivent toutes deux faire face au nationalisme albanais et à l'islamisation du pays. L'Académie macédonienne des sciences et des arts, autre grande institution nationale, est fondée en 1967.
La défense de l'identité macédonienne passe aussi par la répression contre les bulgarophiles. Ainsi, 100 000 pro-bulgares sont emprisonnés en 1944 et 1 260 sont tués en janvier 1945. En avril 1977, deux Skopiotes sont condamnés à cinq ans de prison pour avoir clamé que les Macédoniens étaient bulgares. L'existence d'une diaspora macédonienne, présente surtout au Canada et en Australie, motive aussi les autorités à fonder l'agence Matitsa, qui diffuse les idées nationalistes, surtout par le biais de l'Église. Cette initiative est pleine de succès, surtout parce que les émigrés ont souvent fui la répression et sont plus nationalistes que les Macédoniens de la république. Un certain extrémisme voit même le jour, particulièrement en Australie, où des Macédoniens commencent à se considérer comme les descendants du peuple macédonien antique. Cet extrémisme dérange vite Skopje et il joue un rôle non négligeable dans les premières années de la Macédoine indépendante.

#### Échec d'une réunification de la Macédoine
En 1944, la Bulgarie et la Yougoslavie, devenues toutes les deux des pays communistes, commencent à travailler ensemble sur un projet de grande fédération balkanique. La question macédonienne occupe une place importante dans ce projet, puisque si la Bulgarie et la Yougoslavie s'unissent, la Macédoine du Vardar et celle du Pirin peuvent être réunies. Les accords de Bled, signés en août 1947, sont le prélude à une union douanière entre les deux pays et le président bulgare, Georgi Dimitrov, autorise des professeurs de la Macédoine yougoslave à venir en Macédoine bulgare pour y enseigner le macédonien standard et l'histoire nationale macédonienne. Des journaux et des magazines en langue macédonienne y sont également publiés.
La Grèce connaît de 1946 à 1949 une guerre civile qui oppose les forces gouvernementales, soutenues par le Royaume-Uni, aux communistes. La Yougoslavie suit le conflit de près et espère qu'une victoire communiste permette de récupérer la Macédoine de l'Égée ou au moins les régions peuplées de Slavo-macédoniens. La fédération balkanique pourrait également inclure l'ensemble de la Grèce. La Macédoine yougoslave est par ailleurs une base importante pour les communistes grecs et les Slavo-macédoniens de Grèce les soutiennent en grande majorité. En 1949, année de la défaite communiste, ils forment les deux tiers de l'armée rebelle.
Le projet de grande fédération, et donc de la réunification de la Macédoine, avorte en 1948. Tout d'abord, la Bulgarie ne veut pas devenir une république yougoslave comme les autres mais elle entend conserver une certaine importance hiérarchique dans la fédération. Ensuite, Staline s'oppose au projet car il se méfie de Tito et de son autonomie considérable vis-à-vis de Moscou. L'expulsion de la Yougoslavie du Komintern le 28 juin 1948 enterre définitivement le projet.

#### Population et minorités

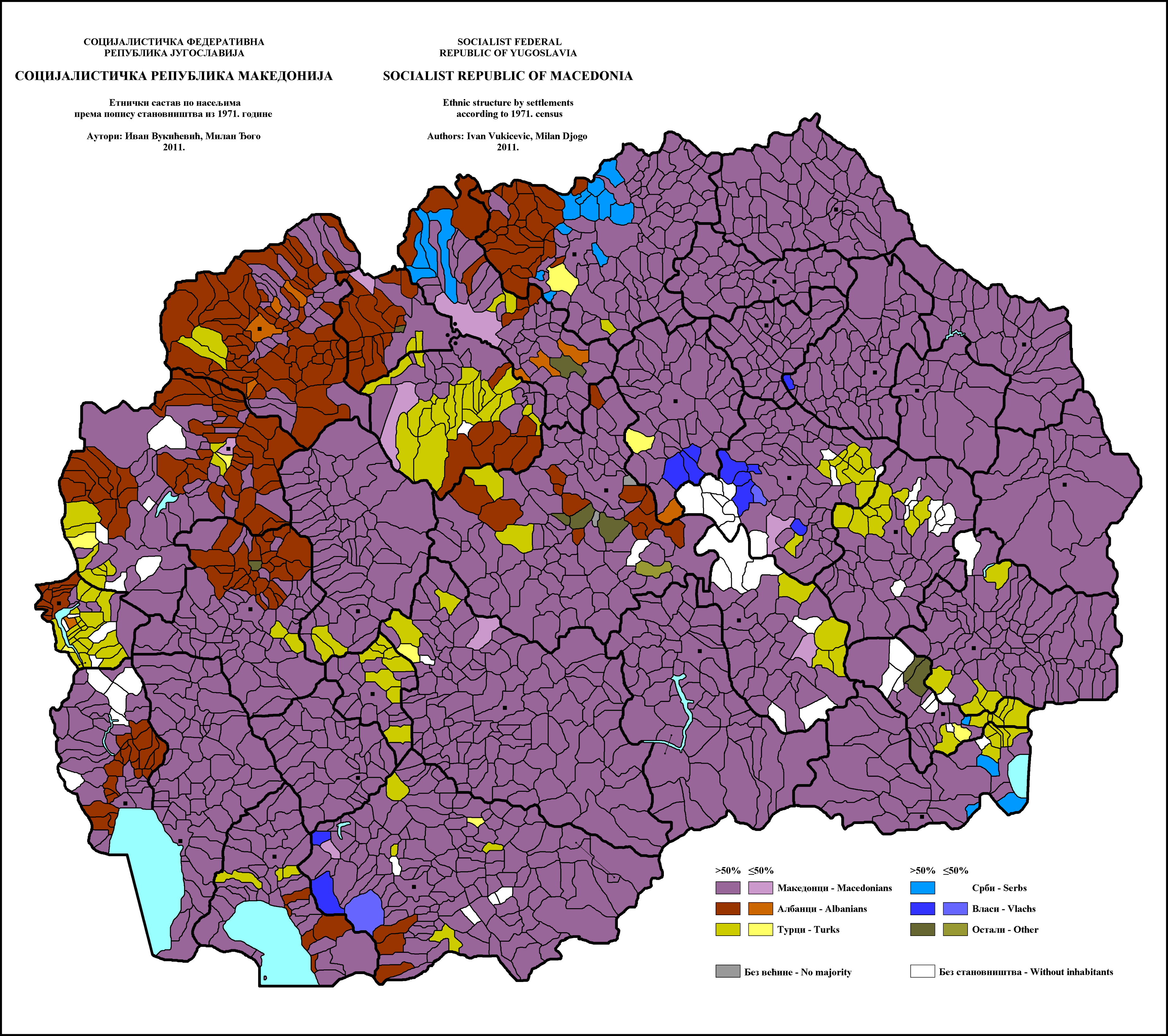
Répartition ethnique en 1971 :
Macédoniens
Albanais
Turcs
Valaques
Serbes
Non habité

En 1948 a lieu le premier recensement fiable, il donne à la république socialiste de Macédoine 1 152 986 habitants, dont 789 648 Macédoniens, soit 68,5 % de la population totale, 197 389 Albanais, 95 940 Turcs, 19 500 Roms, 29 721 Serbes et 9 511 Valaques. D'autres minorités plus petites existent, comme des Bosniaques, des Croates ou des Monténégrins. La république socialiste de Macédoine connaît une croissance démographique continue pendant toute son histoire, et compte 2 034 000 habitants en 1991. Les Macédoniens forment alors 65 % de la population et les Albanais, 21 %. Elle reste l'une des républiques les plus petites, puisque son territoire ne représente que 10 % du territoire yougoslave et sa population représente seulement un peu plus de 8 % de la population yougoslave.
Les Albanais forment la minorité la plus importante et la plus expansive, notamment à cause de l'immigration de Kosovars et à une très forte natalité, trois fois plus élevée que celle des Macédoniens. Majoritairement musulmans, ils se concentrent dans les régions frontalières de l'Albanie et du Kosovo, autour des villes de Tetovo, Gostivar, Kičevo et Debar. Ils possèdent le statut de « nationalité » et ont ainsi des droits culturels et éducatifs. Il existe un journal et des programmes de radiodiffusion et de télévision en albanais, des associations culturelles et sportives et en 1973, il y a 248 écoles de langue albanaise, comptant ensemble plus de 60 000 élèves. Les rapports entre Albanais et Macédoniens sont souvent tendus et les deux communautés se mélangent très peu. Les autorités doivent notamment faire face à la montée du nationalisme albanais, fatal pour l'intégrité territoriale et pour l'existence même de la république.
En novembre 1968, des manifestations ont lieu au Kosovo et à Tetovo pour soutenir la création d'une république fédérée albanaise au sein de la Yougoslavie, qui compterait le Kosovo et les régions albanaises de Macédoine.
Les émeutes kosovares de 1981 se répercutent aussi en Macédoine et le gouvernement réagit en augmentant les heures de cours en macédonien dans les écoles albanaises. Certaines de ces écoles n'enseignaient plus du tout la langue macédonienne et les manuels, mal révisés, contenaient souvent des passages nationalistes.
Les mariages et la musique populaire sont d'autres moyens d'expression nationaliste contrôlés dans les années 1980.
Les Pomaks et les Turcs forment eux aussi des communautés musulmanes. Les Pomaks, qui sont 39 555 en 1981, appartiennent à la nationalité yougoslave des Musulmans et s'assimilent souvent aux Albanais. Les Turcs sont aussi considérés comme une nationalité et possèdent leurs écoles et leurs institutions culturelles. Leur nombre baisse en permanence, notamment à cause de l'émigration de 80 000 d'entre eux vers la Turquie entre 1953 et 1966. Les Roms, eux aussi musulmans, possèdent leurs droits culturels, mais vivent généralement en dessous du niveau de vie moyen et souffrent de discriminations à l'emploi. Beaucoup sont au chômage et très peu possèdent des diplômes universitaires. Leur nombre est difficile à évaluer car ils évitent souvent de se faire recenser comme « Tsiganes » et, si le recensement de 1981 indique 43 223 Tsiganes, ils sont alors probablement 200 000 en Macédoine. Les Valaques, enfin, sont peu nombreux et s'assimilent facilement aux Macédoniens, avec qui ils partagent la même religion. Les lois communistes ne leur permettent plus de posséder leurs grands troupeaux traditionnels de moutons et de chevaux et ils abandonnent donc le nomadisme pour se fixer dans des villages.

#### Économie de la république socialiste

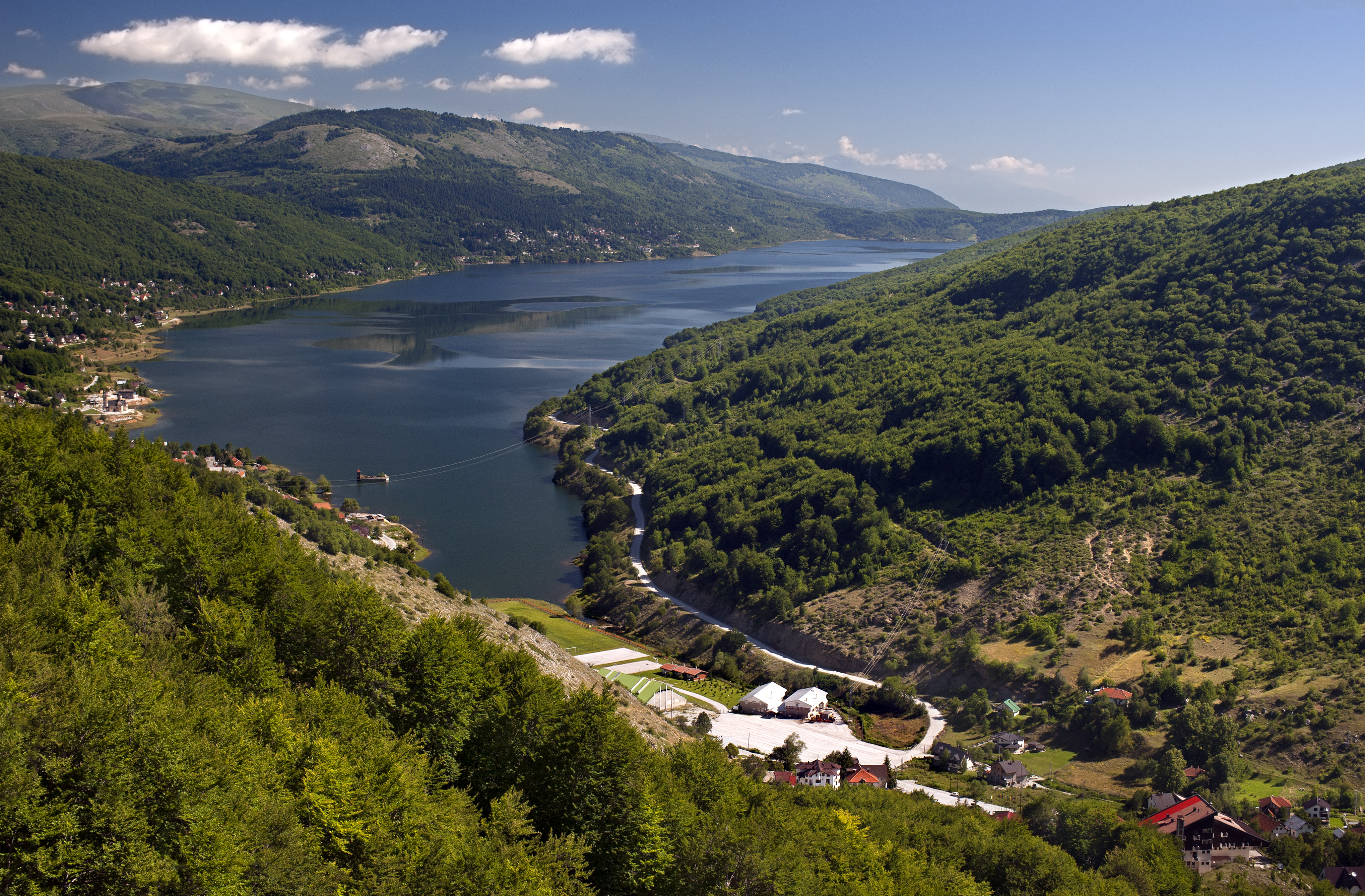
Le lac de Mavrovo, créé par un barrage

Le régime communiste entreprend dès 1944 une vaste replanification de l'agriculture, secteur largement dominant. Les propriétés d'exilés, d'étrangers, des monastères, d'anciennes compagnies privées et des banques sont nationalisées et la moitié de l'ensemble est attribuée à des agriculteurs qui ont supporté la lutte contre le fascisme. Le reste est laissé à l'agriculture industrielle planifiée et est réparti entre plusieurs coopératives. L'ensemble des domaines privés est réorganisé afin qu'une seule famille ait entre 20 et 35 hectares. Le développement de l'industrie fait baisser le nombre très élevé d'agriculteurs, mais celui-ci reste toujours important. Alors qu'ils formaient presque 80 % de la population en 1945, ils en forment 57 % en 1961 et 22 % en 1981. L'exode rural et l'augmentation de la taille des villes posent des problèmes de pénurie de logements. Il existe enfin une très grande différence entre les communautés ethniques, car si par exemple les villages albanais sont encore peuplés de familles, les villages macédoniens comptent surtout des personnes âgées et des résidences secondaires. Entre 1963 et 1971 la proportion d'agriculteurs parmi les Macédoniens chute de 42 %, alors que celle des Albanais ne baisse que de 11 %.
Le développement industriel est centré sur quatre activités : l'extraction de chrome, la production de tabac, d'électricité grâce à des barrages hydroélectriques, et de pavot somnifère, destiné à l'industrie pharmaceutique. La république extrait aussi du zinc, du fer et du marbre, produit de l'acier, du textile, des produits chimiques et des matériaux de construction. Le tourisme et la production de tapis sont aussi encouragés. L'industrie macédonienne est toutefois peu productive et tributaire de l'importation de machines, de nourriture et de biens de consommation. Le taux de chômage de la république reste élevé, il est par exemple de 20 % en 1971. Le travail des femmes est encouragé et leur nombre dans la population active passe de 16,7 % en 1953 à 31 % en 1988 ; ce chiffre est toutefois le plus bas des républiques yougoslaves, et seule la province autonome du Kosovo est en dessous, avec seulement 20,7 % en 1988. L'économie de la république est enfin menacée par des catastrophes naturelles, comme le tremblement de terre de 1963 qui détruisit Skopje à 80 % en et les crues du Vardar de 1979 qui ont engendré des dégâts matériels estimés à 7,4 % des revenus de la république.

#### Crise et premiers pas vers l'indépendance

Logo du VMRO-DPMNE

La république socialiste de Macédoine connaît au cours des années 1980, comme le reste de la Yougoslavie, une crise économique et sociale. La crise économique est amorcée par les chocs pétroliers des années 1970 et elle est amplifiée par l'énorme dette de la république, contractée pour développer l'économie, qui s'élève à vingt milliards de dollars. La république n'attire plus les investisseurs, sa croissance économique stagne et le niveau de vie baisse. En 1988, le taux d'inflation atteint les 250 % et 27 % de la population active est au chômage. Ce dernier chiffre est au-dessus de la moyenne yougoslave (16,2 %) et contraste très fortement avec le chiffre de la Slovénie, la république la plus riche, qui a un taux de chômage de seulement 1,7 %. La même année, le revenu net par habitant ne s'élève qu'à 1 399 000 dinars pour la Macédoine, alors que la moyenne yougoslave atteint les 2 045 000 dinars et celle de la Slovénie, 3 140 000 dinars.
La crise sociale concerne les rapports entre les deux grandes communautés ethniques, les Macédoniens et les Albanais. L'amplification du nationalisme albanais entraîne le renforcement du nationalisme macédonien. Ainsi, en 1987, cent personnalités officielles albanaises de Tetovo sont démises de leur fonction pour « différence idéologique ». De grandes manifestations albanaises ont lieu en 1988 à Kumanovo et Gostivar et en 1989 la constitution macédonienne est amendée. Alors qu'elle définissait la république comme « l'État du peuple macédonien et des minorités turques et albanaises », elle en fait désormais « l'État-nation du peuple macédonien ». La minorité albanaise réagit, notamment par des pétitions, mais la situation reste relativement calme.
La mort de Tito en 1981 et l'effondrement du système communiste en Europe entraînent aussi une crise politique au niveau fédéral. En réponse, des élections parlementaires multipartites sont organisées dans les six républiques en 1990. En Macédoine, plus de mille candidats se présentent pour les 120 sièges de l'assemblée. Ils sont répartis entre 16 partis politiques, parmi ceux-ci se distinguent le parti communiste, une alliance de six partis désirant conserver le système fédéral en le réformant et un parti nationaliste, l'Organisation révolutionnaire macédonienne intérieure - Parti démocratique pour l'unité nationale macédonienne, abrégé en VMRO-DPMNE. Les communistes n'obtiennent que 30 sièges, l'alliance réformatrice, 19 sièges, et le VMRO-DPMNE remporte les élections avec 37 sièges. Ce sont des partis nationalistes qui ont aussi remporté les élections en Bosnie-Herzégovine, en Croatie et en Slovénie, faisant ainsi front aux idées centralisatrices de Slobodan Milošević.
Les élections de 1990 permettent enfin la nomination de Kiro Gligorov au poste de président. Ce dernier a notamment travaillé pour la réforme économique fédérale des années 1960, a été membre du Comité central dans les années 1970 et a conseillé le premier ministre réformateur yougoslave Ante Marković en 1989. Le VMRO-DPMNE n'a pas de majorité suffisante pour former le premier gouvernement multipartite macédonien et doit donc former une coalition avec l'Union sociale-démocrate de Macédoine (SDSM), le Parti libéral de Macédoine et le Parti pour la prospérité démocratique (PDP), parti ethnique albanais.

## La république de Macédoine (depuis 1991)

### Fondation de l'État indépendant

Le drapeau de la Macédoine de 1992 à 1995

Le 25 janvier 1991, l'assemblée macédonienne proclame la souveraineté de la république mais veut toutefois maintenir des liens avec la fédération yougoslave. L'indépendance totale est souhaitée par les nationalistes mais, à cause de sa faiblesse économique et identitaire, le pays a besoin de la Yougoslavie. Un consensus est rapidement adopté : si la Slovénie et la Croatie se déclarent totalement indépendantes, la république de Macédoine suivra. Les deux républiques quittent officiellement la fédération le 25 juin 1991 et la Macédoine conduit un référendum le 8 septembre. 95 % des votants s'expriment pour l'indépendance, proclamée le 20 novembre sans aucun incident. Le référendum a obtenu 72,16 % de participation. La minorité serbe du pays organise quelques manifestations contre l'indépendance à Kumanovo mais les Serbes se sentent majoritairement proches des Macédoniens car ils partagent la même peur des Albanais. La minorité albanaise revendique d'ailleurs rapidement son autonomie politique et, après s'être abstenue de voter pour le référendum, elle boycotte le recensement de 1991, ce qui permet au Parti pour la prospérité démocratique (« PDP »), principal parti albanais, d'avancer que les Albanais forment 40 % de la population du pays. L'institut national des statistiques, grâce à un comptage par des méthodes scientifiques, révèle toutefois que les Albanais ne forment que 21 % de la population.
Le 17 novembre, le parlement adopte une constitution démocratique, qui définit le pays comme « l'État national du peuple macédonien qui assure une égalité complète des droits civiques et une cohabitation durable du peuple macédonien avec les Albanais, Turcs, Valaques, Roms et autres nationalités qui habitent dans la république de Macédoine. » Elle instaure un président, élu au scrutin universel direct pour cinq ans. Le pouvoir législatif est détenu par le parlement, composé de 120 députés, eux aussi élus au scrutin universel direct, pour quatre ans, et qui nomment le gouvernement. Dans les premiers mois de l'indépendance, le gouvernement a progressivement retiré ses représentants des institutions yougoslaves, a introduit une devise nationale, le denar, et a fait dessiner un nouveau drapeau. Ce dernier, adopté en 1992, représente le soleil de Vergina, symbole retrouvé dans la tombe de Philippe II de Macédoine, située en Macédoine grecque. En avril 1992, l'Armée populaire yougoslave quitte la Macédoine sans aucun heurt, et, pour protéger le pays, la Force de protection des Nations unies envoie en décembre 700 soldats chargés d'en superviser les frontières. En juin 1993, les États-Unis ajoutent 300 hommes au contingent.

### Les années 1990 ou des débuts difficiles

#### Le conflit du nom
La Bulgarie, malgré une histoire conflictuelle avec la Macédoine du Vardar, est le premier État à reconnaître l'indépendance du pays, en 1992. Ce n'est pourtant qu'en 1999 que les Macédoniens renoncent officiellement à toute prétention sur le Pirin et que les Bulgares reconnaissent dans leur pays une langue et une minorité macédonienne. La Grèce, de son côté, est ouvertement contre la déclaration d'indépendance macédonienne, car elle a peur que la république de Macédoine indépendante ne revendique la Macédoine grecque. Elle considère d'abord que le nouvel État a usurpé le nom de « Macédoine » qui appartient à son seul patrimoine, et pointe du doigt certains passages de la constitution qui peuvent entraîner des ingérences macédoniennes dans les affaires grecques, comme l'article 49 qui indique que « la République veille à la situation et aux droits des citoyens des pays voisins d'origine macédonienne ».
La Grèce exige donc que la république de Macédoine change de nom et qu'elle modifie les passages de sa constitution qui sont conflictuels. Le nouveau pays refuse de changer de nom car il n'en a pas d'autre mais il amende sa constitution le 6 janvier 1992 en précisant que « la république de Macédoine n'a pas de prétentions territoriales à l'égard des pays voisins » et qu'elle « ne s'immiscera pas dans les droits souverains des autres États ni dans leurs affaires intérieures ». La Grèce lance pourtant la même année une vaste campagne internationale afin d'empêcher la reconnaissance du pays et son accession aux institutions internationales. Les actions grecques peuvent paraître injustifiées, car la république de Macédoine est un État pauvre, sans réelle armée et sans allié. Elles atteignent toutefois des proportions graves. En 1992, la Grèce empêche ainsi l'approvisionnement de 97 tonnes de médicaments et de nourriture vers la république de Macédoine, où sévit une importante épidémie de grippe. Athènes ferme totalement sa frontière en août de la même année et impose un embargo sur le pétrole. Enfin, en février 1994, la Grèce déclare la fin totale des échanges économiques avec la Macédoine ; seule l'aide humanitaire peut franchir la frontière.

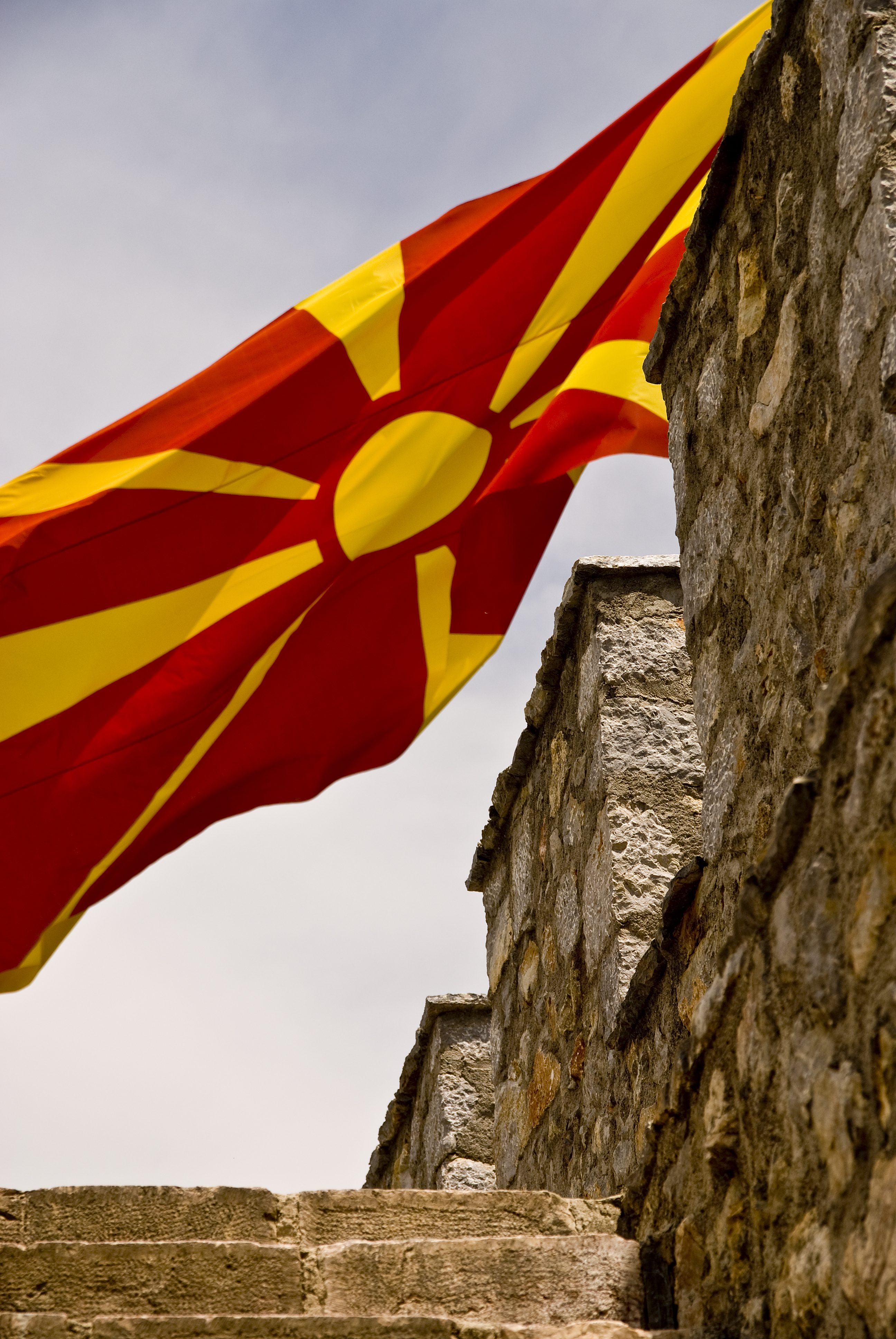
Le nouveau drapeau de la république de Macédoine flotte sur la forteresse du Tsar Samuel, à Ohrid

La situation a commencé à s'améliorer en 1993, lorsque le pays a été admis à l'ONU, sous le nom provisoire d'« Ancienne république yougoslave de Macédoine ». Enfin, le 13 septembre 1995, un accord gréco-macédonien est signé à New York. la Grèce lève son blocus et, en échange, la Macédoine change de drapeau. Cet accord permet enfin au pays d'être admis dans plusieurs organisations internationales, comme l'OSCE et le Conseil de l'Europe. Les relations gréco-macédoniennes restent cependant tendues et ce jusqu'en 1997, année où les deux pays s'associent pour lutter contre l'anarchie qui ronge l'Albanie. En novembre 1999, les deux pays signent un projet de pipeline entre Thessalonique et Skopje et, en décembre de la même année, ils concluent des accords militaires.

#### Transition économique
Le conflit du nom influe considérablement sur la vie économique du pays. La Macédoine perd son principal port d'exportation, Thessalonique, et les Guerres de Yougoslavie empêchent le commerce avec la Serbie voisine. Le pays perd 60 % de son activité commerciale et frôle la faillite ; la pauvreté engendrée encourage enfin les activités illégales, dont est issu un tiers du PIB du pays et le denar macédonien doit sans cesse être dévalué jusqu'en 1995. L'année la plus difficile est 1993 : le PIB de la république chute alors de 21 %. La même année, le pays entame la privatisation des entreprises d'État. La fin du conflit autour du nom signifie la fin du blocus grec, l'économie s'améliore légèrement. L'inflation, fixée à 2 200 % en 1992, est ainsi descendue à 55 % en 1995 et à moins de 5 % en 1997. Le commerce d'exportation reste toutefois très faible, il ne vaut que 1,3 milliard de dollars en 1998, alors que celui de la Yougoslavie, alors soumise à un blocus international, s'élève à 2,9 milliards de dollars pour la même année. Le PIB de la république, après avoir chuté de 15,7 % entre 1991 et 1993, connaît une faible augmentation de 1,7 % entre 1996 et 1998. Pendant les mêmes intervalles, la production industrielle a respectivement chuté de 14,4 % puis a augmenté de 3,1 % mais le taux de chômage, fixé à 19 % en 1991, atteint les 40 % en 1998 ; la Bosnie-Herzégovine est le seul autre pays issu de la Yougoslavie à avoir un chiffre aussi catastrophique. En 1999, la guerre du Kosovo influe ensuite lourdement sur l'économie macédonienne puisque le pays ne peut plus exporter du tout vers la Yougoslavie et doit trouver des clients alternatifs, par exemple la Bulgarie, la Roumanie ou la Grèce.

#### Situation politique

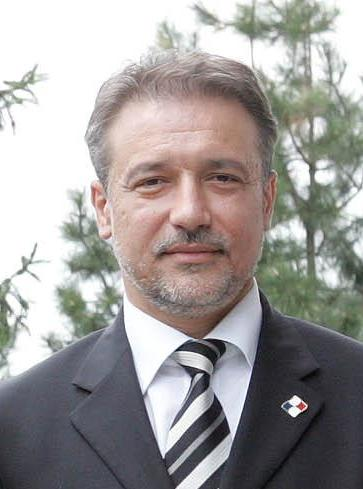
Branko Crvenkovski, premier ministre de 1992 à 1998

Le conflit du nom influence aussi la vie politique intérieure. Ainsi, le premier ministre Nikola Kljusev, le premier qu'a connu le pays, est forcé de démissionner en 1992 parce qu'il n'a pas réussi à faire reconnaître le pays à l'échelle internationale. Le Président Kiro Gligorov demande d'abord à Ljubčo Georgievski, chef de file du parti nationaliste VMRO-DPMNE, de former un gouvernement, mais celui-ci échoue et c'est Branko Crvenkovski, issu de la SDSM, parti de gauche, qui devient premier ministre. Suivent divers gouvernements de coalition qui survivent jusqu'en 1998, formés par la SDSM ainsi que le Parti libéral et d'autres formations plus petites comme le PDP albanais. Ces gouvernements doivent notamment faire face au boycott des élections par le VMRO-DPMNE, au conflit du nom et au retrait de petites obédiences politiques comme le Parti libéral après des accusations de corruption. En 1995, Kiro Gligorov, le président de la République, est victime d'un attentat non revendiqué, dont il sort gravement blessé. Les gouvernements doivent aussi faire face à la situation des Albanais, qui refusent de se faire recenser en 1994. Le travail de Branko Crvenkovski et de ses ministres successifs est marqué par la volonté de réformes pour l'intégration à l'Union européenne et par la volonté de contenter la minorité albanaise en augmentant sa représentation dans les hautes instances. Ce dernier point et des soupçons de corruption lui font perdre progressivement sa popularité parmi la population macédonienne. Branko Crvenkovski perd aussi le soutien des Albanais en empêchant la fondation d'une université albanaise à Tetovo et en interdisant l'usage du drapeau et de la langue albanaise dans l'administration.
En 1998, ce sont les partis nationalistes qui remportent les élections législatives. Ljubčo Georgievski est nommé premier ministre et il forme un gouvernement avec des personnalités issues de son parti, le VMRO-DPMNE, et d'une formation nationaliste albanaise, le PDA. Malgré ses positions nationalistes, Ljubčo Georgievski promet de subventionner la création de l'université albanaise de Tetovo et fait relâcher le maire de Gostivar, qui avait été emprisonné pour avoir fait usage du drapeau albanais dans sa ville. Le Président Gligorov rejette toutefois l'amnistie, et, après les élections présidentielles de 1999, c'est Boris Trajkovski du VMRO-DPMNE qui prend sa place, notamment grâce au soutien de la communauté albanaise. La guerre du Kosovo est une épreuve décisive pour le nouveau gouvernement : la Macédoine doit par exemple accueillir plus de 350 000 réfugiés kosovars. Enfin, après que le pays a reconnu l'indépendance de Taïwan, la Chine utilise son véto au Conseil de sécurité des Nations unies pour empêcher le renouvellement du mandat de la Force de protection des Nations unies en Macédoine.

### La république de Macédoine dans les années 2000

#### Le conflit de 2001 et ses conséquences

En orange, les zones d'activité de l'UÇK-M pendant le conflit

L'Armée de libération du Kosovo, ou « UÇK », qui a lutté contre les forces serbes lors de la guerre du Kosovo, compte parmi ses membres des Albanais de Macédoine du Nord. Ceux-ci fondent en 2001 l'UÇK-M, une organisation qui, grâce à des opérations armées, souhaite déstabiliser l'État, libérer les régions albanaises de Macédoine et les annexer au Kosovo. En février de la même année, l'UÇK-M commence sa guérilla sur la frontière kosovare, très perméable. Les insurgés attaquent la police et l'armée et prennent peu à peu le contrôle de petites régions confinées au nord-ouest du pays, où se concentrent les Albanais. Ceux-ci, souvent pauvres et ne parlant parfois que très mal le macédonien, apportent leur soutien aux rebelles, qui possèdent d'importantes ressources financières. Au début de l'été, la situation est tendue et la menace de guerre civile est élevée. Les États-Unis et l'Union européenne se mobilisent et obtiennent par la médiation un cessez-le-feu en juillet. Ljubčo Georgievski inclut dans son gouvernement des représentants de tous les grands partis du pays, albanais comme macédoniens. Leur travail donne naissance aux accords d'Ohrid, signés le 8 août.
Ces accords modifient la constitution et les lois macédoniennes en faveur des droits des minorités. Celles-ci reçoivent une plus grande représentation dans l'administration, la police et l'armée, les unités administratives reçoivent plus de pouvoirs et une minorité peut obtenir le statut de deuxième langue officielle pour sa propre langue dans les municipalités où elle forme au moins 20 % de la population. Enfin, 3 500 soldats de l'OTAN sont déployés afin de désarmer l'UÇK-M. Le gouvernement de coalition a démissionné avant la ratification des amendements en novembre et, lors des élections législatives de 2002, les deux partis nationalistes au pouvoir, le VMRO-DPMNE et le PDA, connaissent de sérieuses défaites. Le conflit a aussi des conséquences économiques. 2001 est pour la Macédoine une année de récession : le PIB baisse ainsi de 5 % et les investisseurs étrangers évitent le pays. Après les accords d'Ohrid, l'économie s'améliore lentement, le PIB augmente de 0,3 % en 2002 et les investissements étrangers reprennent en 2003. Les accords d'Ohrid ont par ailleurs permis la stabilisation politique nécessaire au développement économique du pays.

#### Situation des minorités après 2001

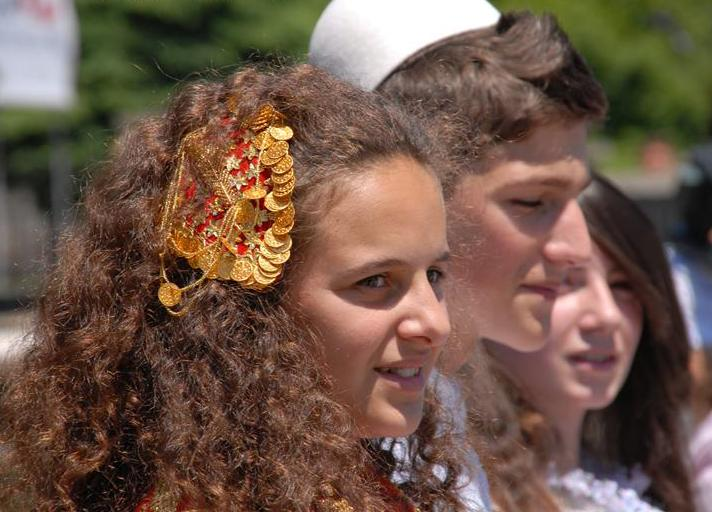
Jeunes Albanais de Macédoine en 2010.

Le recensement de 2002 comptabilise 2 022 547 habitants vivant en république de Macédoine. 1 297 981 d'entre eux, soit 64 %, sont Macédoniens et 509 083, soit 25,2 %, sont Albanais. Les deux autres minorités notoires, les Turcs et les Roms, forment respectivement 3,9 % et 2,7 % de la population du pays. Après 2001, les relations politiques entre les Albanais et les Macédoniens se sont améliorées, mais les relations sociales restent souvent difficiles, notamment à cause des préjugés entretenus par chaque communauté. Ainsi, les Macédoniens sont souvent hostiles à l'Islam, religion majoritaire chez les Albanais de Macédoine du Nord, et expliquent la forte croissance démographique de ces derniers comme une volonté de les surpasser en nombre. En retour, les Albanais ont souvent l'impression que les Macédoniens les considèrent comme une population immigrée et ne cherchent pas à les comprendre ou à reconnaître leur culture. Enfin, alors que les Macédoniens adhèrent fortement à l'État, la seule patrie qu'ils ont réussi à obtenir au cours de l'histoire, les Albanais sont plutôt attachés à la région où ils vivent et aux deux États albanais indépendants, l'Albanie et le Kosovo.
Les Turcs, bien moins nombreux que les Albanais, possèdent eux aussi leurs écoles et leurs médias. Ils sont plutôt discrets et quasiment absents de la scène politique ; la Macédoine entretient en outre des relations diplomatiques chaleureuses avec la Turquie. Les Roms, quant à eux, vivent généralement dans des conditions difficiles. Ainsi, sur les 54 000 Roms de république Macédoine, 17 000 sont au chômage et 14 000 n'ont pas accès aux produits de première nécessité. La plupart d'entre eux vit du petit commerce, de la récupération des ordures et de la mendicité. La Macédoine fait toutefois figure d'exemple dans les Balkans, car l'État montre une certaine volonté pour intégrer les Roms à la société et pour améliorer leurs conditions de vie, notamment en favorisant leur accès à l'éducation et en créant un ministère des Roms. C'est aussi en Macédoine que se trouve la seule municipalité au monde à avoir adopté le romani comme langue officielle : Šuto Orizari, située dans la banlieue de Skopje. Le pays compte enfin un grand nombre d'ONG dédiées à l'amélioration du sort des Roms.

#### Situation politique et économique

« Le Soleil aussi est une étoile », logo de la procédure d'adhésion à l'Union européenne

Lors des élections législatives de 2002, VMRO-DPMNE est battu par la SDSM et Branko Crvenkovski redevient premier ministre. Il forme un gouvernement avec des membres de son parti ainsi que des personnalités de l'Union démocratique pour l'intégration, un nouveau parti albanais fondé par Ali Ahmeti, ancien chef des rebelles albanais. Le président de la République, Boris Trajkovski, meurt dans un accident d'avion en 2004 et c'est Branko Crvenkovski qui est élu à son poste. Radmila Šekerinska, de la SDSM, occupe les fonctions de premier ministre par intérim jusqu'à la nomination de Vlado Bučkovski, issu du même parti. Radmila Šekerinska est la première femme à occuper le poste de premier ministre en république de Macédoine et elle devient, en 2006, à seulement 34 ans, la première femme à diriger un grand parti, après avoir été élue présidente de la SDSM. Le VMRO-DPMNE retourne au pouvoir à partir de 2006 après avoir remporté les élections législatives, et son leader, Nikola Gruevski, devient premier ministre. Branko Crvenkovski décide de ne pas briguer un second mandat présidentiel et, en 2009, c'est Gjorge Ivanov, politicien sans étiquette proche du VMRO-DPMNE, qui devient président de la République. La république de Macédoine a déposé une demande d'adhésion à l'Union européenne en 2004 et sa candidature a été reconnue par le Conseil européen l'année suivante. La Macédoine souhaite également joindre l'OTAN, néanmoins, son adhésion aux deux organisations est bloquée par la Grèce, qui n'accepte pas le nom donné au pays. La Macédoine a d'ailleurs saisi la Cour internationale de justice de La Haye contre la Grèce en 2008, car elle estime que celle-ci ne respecte pas les accords de 1995 lorsqu'elle bloque l'adhésion macédonienne à des instances internationales.
La petite taille de la république Macédoine rend son économie vulnérable et dépendante de l'intégration européenne. La république, qui ne fournissait que 5 % des revenus de la Yougoslavie dans les années 1980, est l'un des pays les plus pauvres d'Europe. Elle possède un taux d'inflation faible, mais un taux de chômage avoisinant les 30 % et elle peine encore à recevoir des investissements étrangers et à créer des emplois. Le pays connaît un important marché noir, estimé à plus de 20 % du PIB et encouragé par la position du pays, situé sur les routes des trafiquants de drogue et de personnes. Les gouvernements successifs ont imposé l'austérité économique, une politique monétaire prudente et de nombreuses réformes qui ont permis l'octroi de prêts importants et nécessaires au développement du pays. La crise financière mondiale de 2007-2008 s'est surtout ressentie par la diminution des investissements extérieurs et par un grand déficit commercial. La croissance économique a lentement repris en 2010, avec un chiffre estimé à 1,3 %.

### La république de Macédoine/Macédoine du Nord depuis les années 2010

#### Controverse politique de Nikola Gruevski
En 2014, des membres des services secrets divulguent des milliers de documents concernant la mise sous écoute milliers de Macédoniens des années durant : opposants politiques, magistrats, journalistes, employés du gouvernement, etc. Ces documents révèlent également l’ampleur de la corruption, l'influence du gouvernement sur les procureurs, les juges et les médias, les extorsions de fonds dans le monde des affaires, les arrestations politiques, le truquage des élections et les tentatives pour dissimuler un meurtre. Ces informations provoquent une crise politique et la chute de Nikola Gruevski.

#### Intégration de la Macédoine du Nord dans les institutions européennes
Le jugement de la Cour internationale de justice fut finalement rendu en décembre 2011 et donna tort à la Grèce lorsqu'elle empêche la Macédoine d'adhérer à des organismes internationaux à cause de son nom. Néanmoins, la Cour n'a pas demandé directement à la Grèce d'arrêter de bloquer la Macédoine, et la Macédoine n'a pas reçu de réponse positive de la part de l'OTAN lors du sommet de Chicago en 2012.
En juin 2018, les premiers ministres grec et macédonien parviennent à trouver un contentieux sur le nom de la république de Macédoine (accord de Prespa), le nouveau nom choisi étant « république de Macédoine du Nord », ce qui lui donnerait la possibilité d''accession à l'OTAN et à l'Union européenne. La ratification par les parlements macédonien et grec, après un référendum consultatif en république de Macédoine aux résultats négatifs (avec toutefois une large abstention de la population), est faite dans un climat de tension avec les opposants nationalistes des deux pays ainsi que la peur d'intervention russe la modification des nombres du référendum. Le 6 février 2019, la Grèce ratifie le protocole d'accession à L'OTAN de la Macédoine, faisant entrer en vigueur l'Accord de Prespa et enclenchant le changement de nom officiel du pays en «Macédoine du Nord».

## Cartes historiques

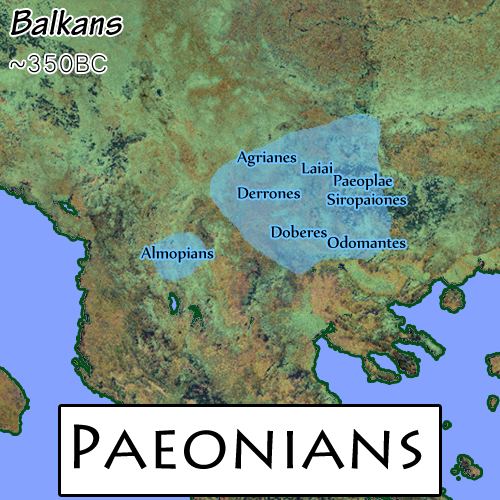
Territoires péoniens vers 350 av. J.-C..
Expansion du royaume de Macédoine sous Philippe II.
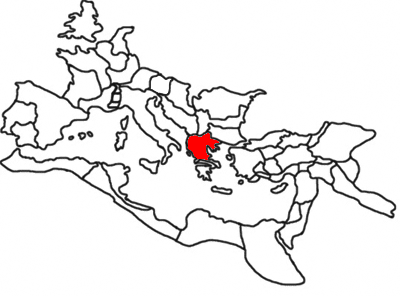
Province romaine de Macédoine.
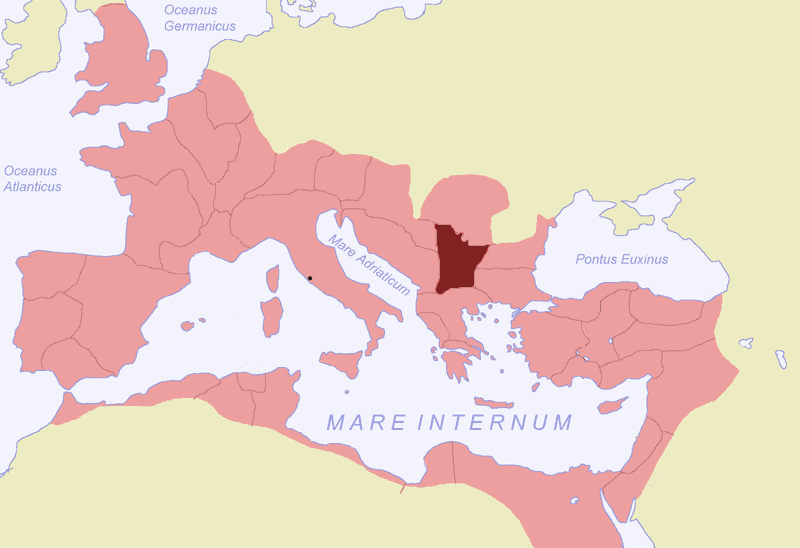
Province romaine de Mésie supérieure.
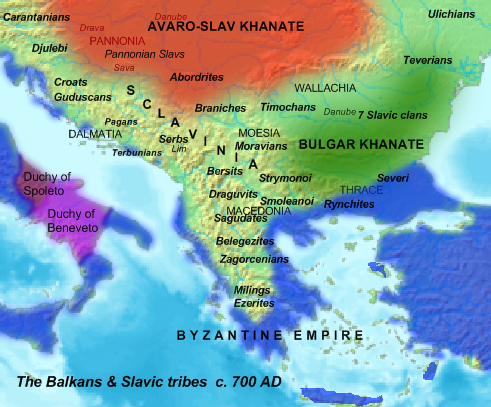
Les tribus slaves des Balkans vers 700.
L'empire de Siméon Ier de Bulgarie.
L'empire de Samuel Ier de Bulgarie.
Le patriarcat d'Ohrid en 1020.
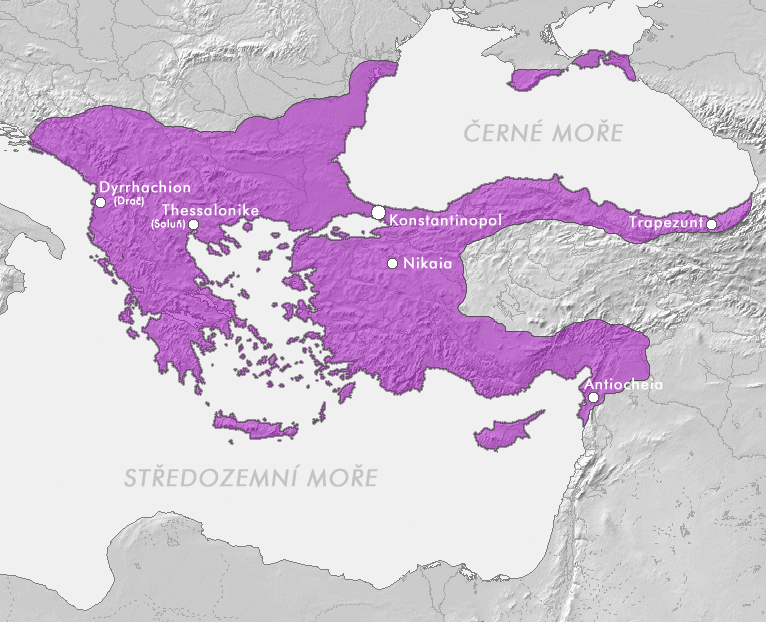
L'empire byzantin en 1180.
L'empire serbe.
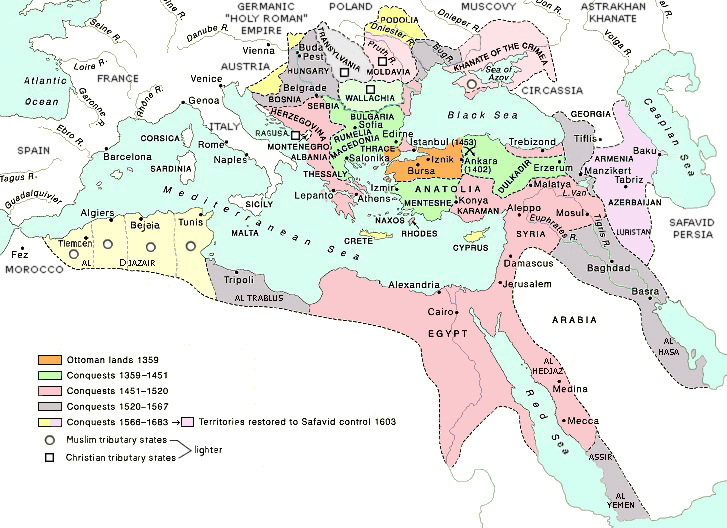
Croissance de l'empire ottoman.
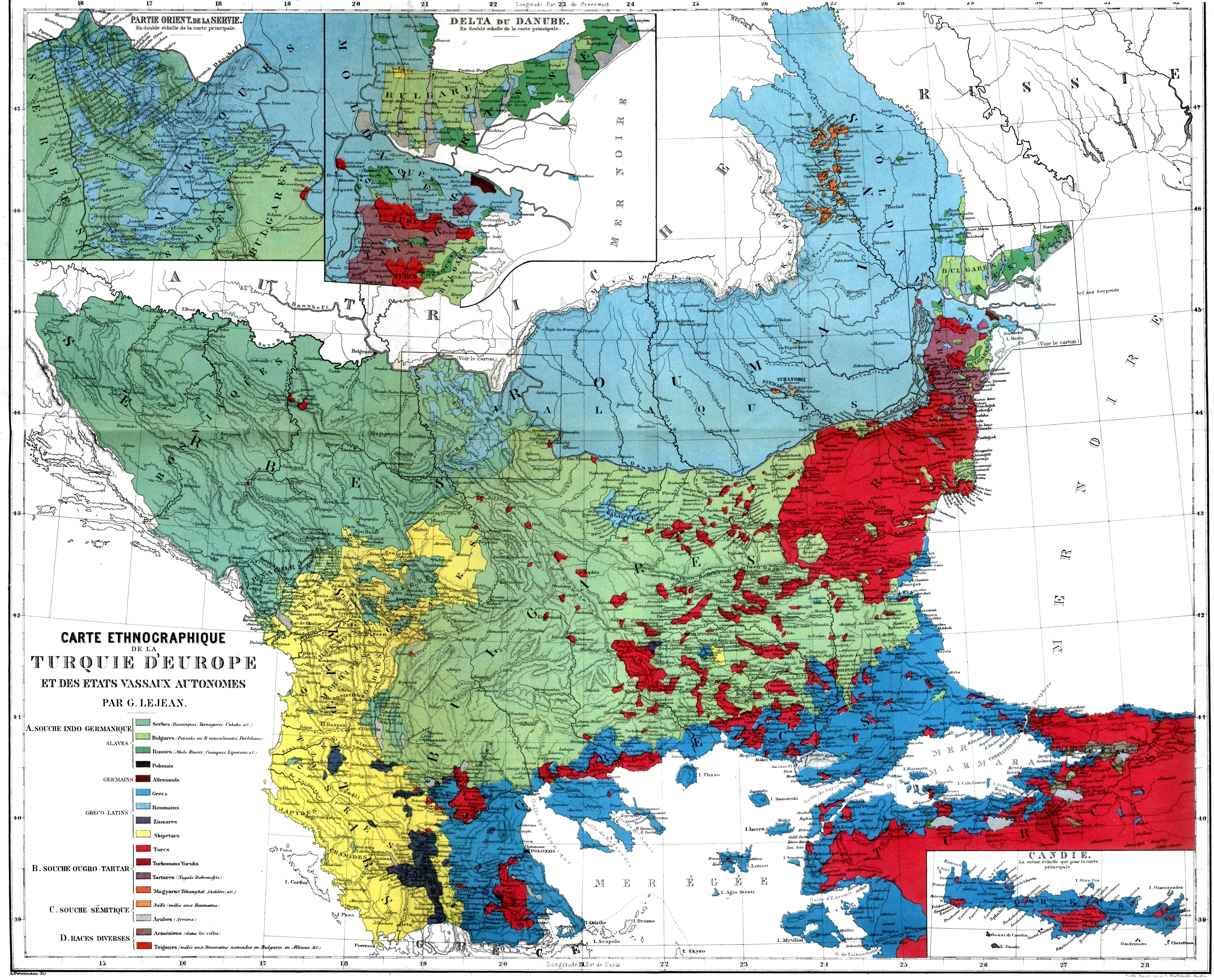
Carte ethnographique des Balkans en 1861, les Bulgares sont représentés en vert.
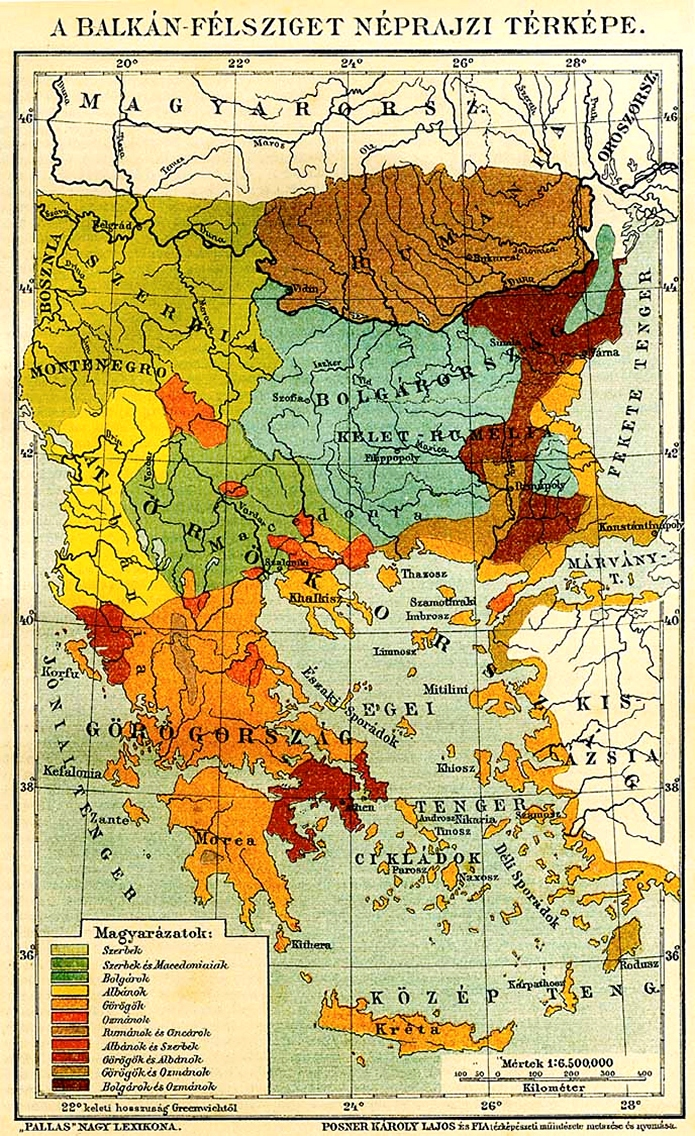
Carte ethnographique des Balkans en 1897, les « Serbes et les Macédoniens » sont représentés en vert.
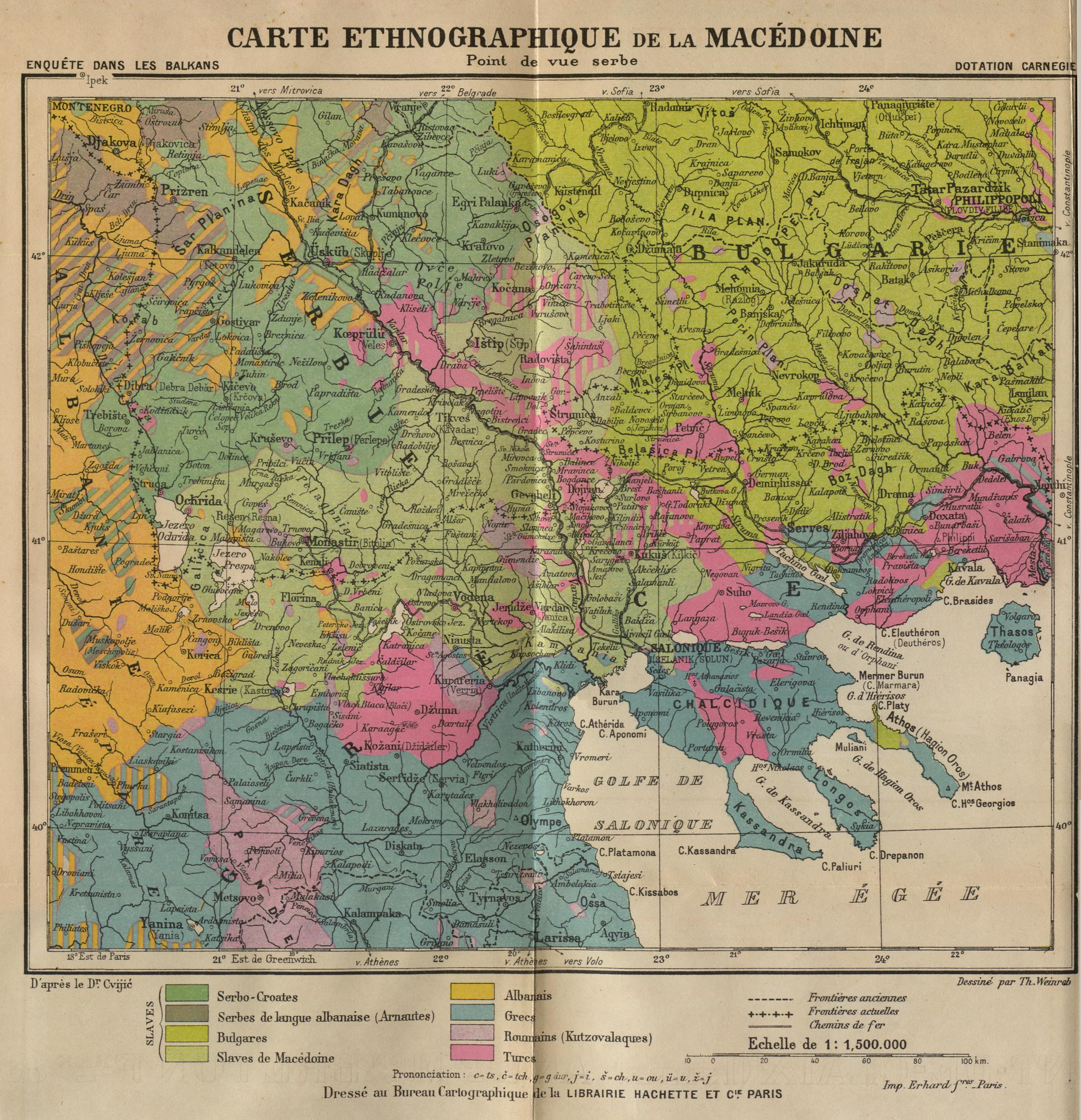
Carte ethnographique de la Macédoine en 1914, les Slaves de Macédoine sont représentés en vert clair.
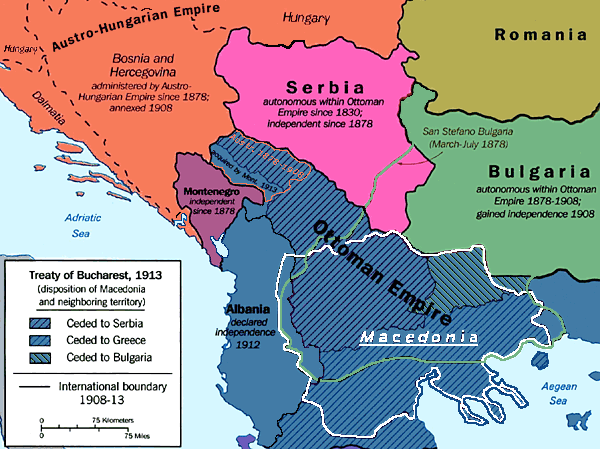
Le Partage de la Macédoine en 1913.
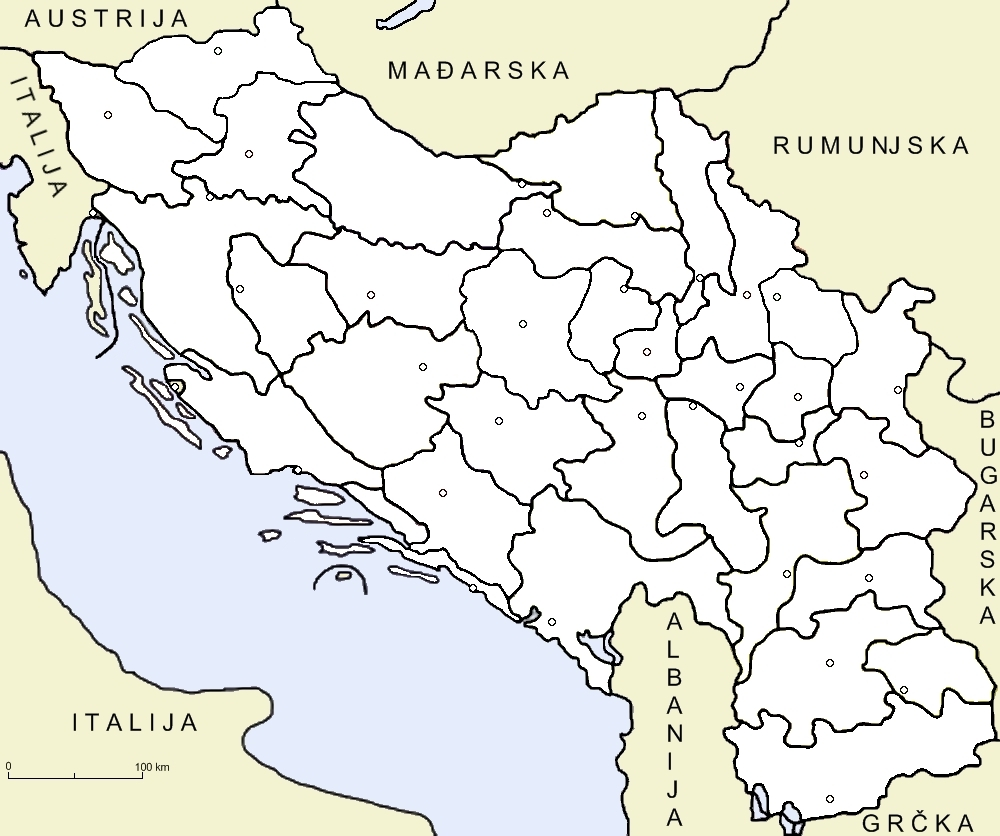
Le royaume des Serbes, Croates et Slovènes et ses 33 provinces.
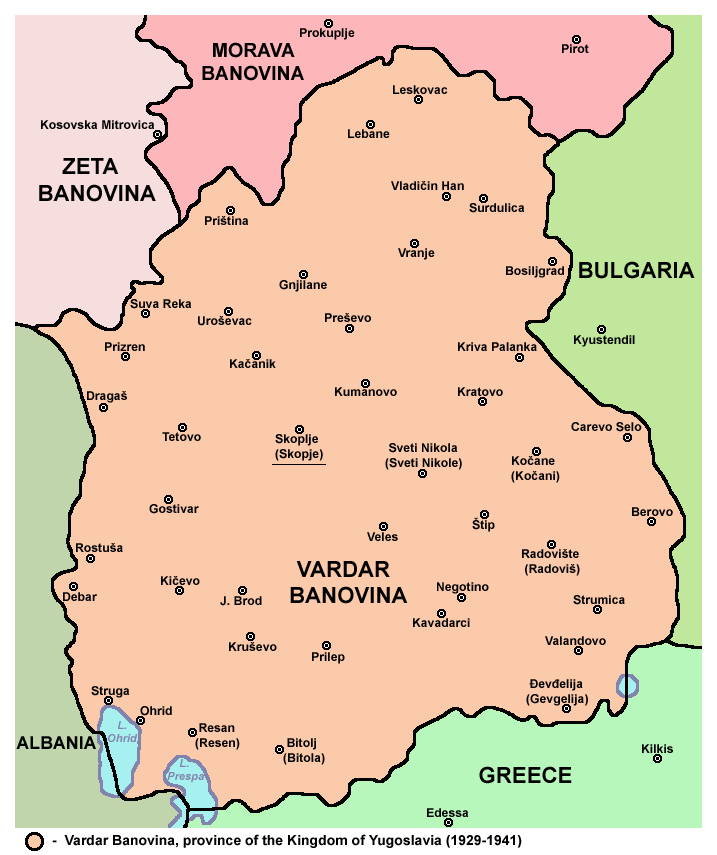
La banovine du Vardar.
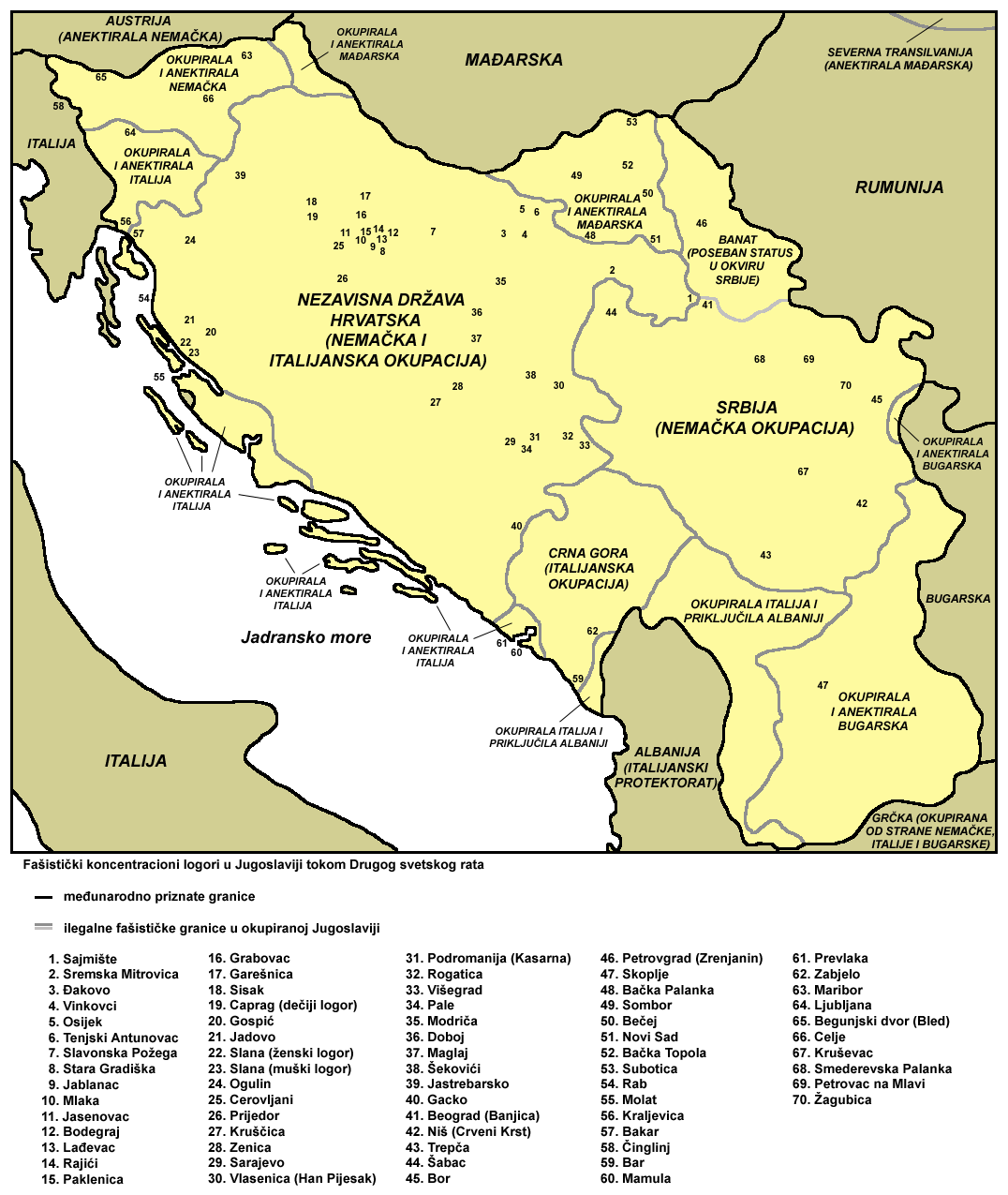
Carte de la Yougoslavie sous occupation fasciste.
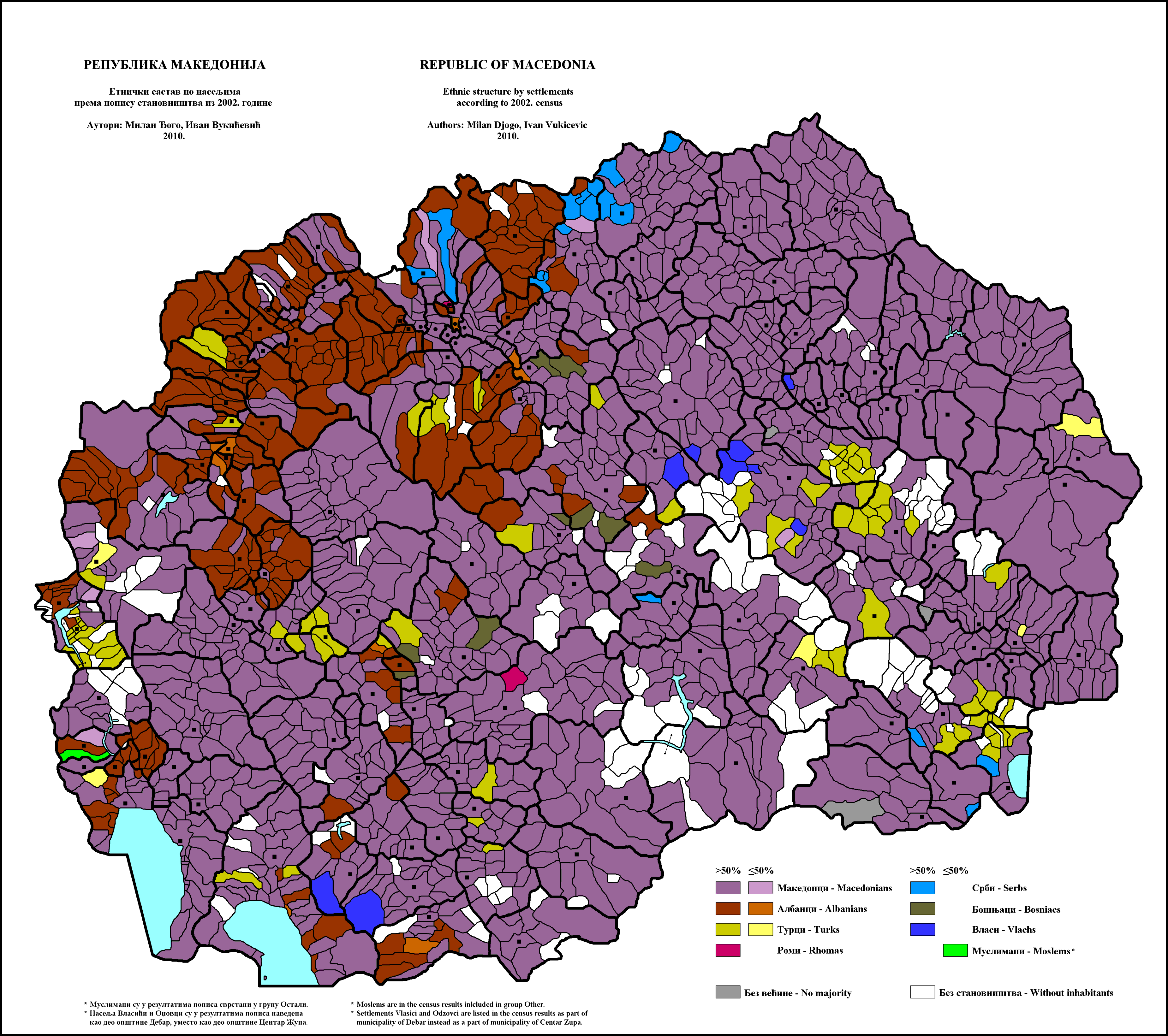
Répartition ethnique en Macédoine en 2002, on distingue les Macédoniens, en violet, et les Albanais, en marron.